# Russia
La Russia (in russo Росси́я?, Rossíja, ), ufficialmente Federazione Russa (in russo Росси́йская Федера́ция?, Rossíjskaja Federácija, ), è uno Stato transcontinentale che si estende per un quarto in Europa e per tutto il resto in Asia. È il più vasto Stato del mondo, con una superficie di 17 098 246 km2, ed a inizio 2024 conta 146 099 728 abitanti. La capitale è Mosca. La lingua ufficiale è il russo, ma le repubbliche autonome possono avere altre lingue ufficiali. L'attuale presidente della federazione è Vladimir Putin.
Confina con Norvegia, Finlandia, Estonia, Lettonia, Lituania, Polonia, Bielorussia, Ucraina, Georgia, Azerbaigian, Kazakistan, Cina, Corea del Nord e Mongolia; assieme alla Cina, è lo Stato con il maggior numero di Stati confinanti (quattordici). Essa possiede, inoltre, confini marittimi con il Giappone (attraverso il mare di Ochotsk) e gli Stati Uniti (attraverso lo stretto di Bering). È bagnata a nord-ovest dal mar Baltico nel golfo di Finlandia, a nord dal mar Glaciale Artico, a est dall'Oceano Pacifico e a sud dal mar Nero e dal mar Caspio. Comprende anche l'exclave dell'oblast' di Kaliningrad. È tradizionalmente suddivisa tra Russia europea e Russia asiatica dalla catena montuosa degli Urali, dal corso del fiume Ural, dalla costa settentrionale del mar Caspio e dalla depressione del Kuma-Manyč.
Protagonista della storia dell'Europa fin dal XVIII secolo, la Russia, come parte dell'Impero russo, fu l'artefice principale della sconfitta di Napoleone Bonaparte e, nel XX secolo, come parte dell'Unione Sovietica, della Germania nazista nella seconda guerra mondiale; prese parte anche al periodo successivo della cosiddetta guerra fredda fino alla dissoluzione dell'Unione Sovietica nel 1991. È il successore legale dell'Unione Sovietica (e in quanto tale ha ereditato il seggio di membro permanente nel Consiglio di sicurezza delle Nazioni Unite) ed è fra le quindici ex repubbliche sovietiche ad aver raccolto la maggior parte dell'eredità politica e militare sovietica. È uno Stato con una forte influenza politica all'interno della Comunità degli Stati Indipendenti, composta da nove ex repubbliche dell'Unione Sovietica; è inoltre uno degli Stati fondatori dell'Unione eurasiatica.
Nei primi anni del XXI secolo l'economia ha presentato tassi di crescita tra i più elevati a livello globale, tanto che la Russia è considerata uno dei cinque Paesi cui ci si riferisce con l'acronimo BRICS. La crisi finanziaria internazionale si è fatta però sentire duramente a partire dall'autunno 2008, mettendo in dubbio molte delle certezze acquisite in un decennio di espansione. Dopo il referendum sull'autodeterminazione della Crimea del 2014, la Russia ha annesso quest'area, sebbene l'occupazione non sia riconosciuta dalla quasi totalità della comunità internazionale (solo 8 nazioni al mondo hanno riconosciuto come legale l'annessione russa).
A seguito dell'invasione russa dell'Ucraina nel 2022 e i conseguenti referendum sui territori occupati, tenuti nello stesso anno, la Russia ha unilateralmente annesso le oblast' di Cherson, di Zaporižžja, di Lugansk e di Doneck.

## Storia

### Prima della Rus' di Kiev
Nei secoli precedenti l'era volgare le vaste terre della Russia meridionale erano abitate da popoli indoeuropei (dei quali era probabilmente la terra d'origine) come gli sciti, cui si avvicendarono i sarmati e, nell'Alto Medioevo, gli slavi; nell'area che poi divenne il centro del futuro stato russo, vale a dire il bacino di Mosca, per lungo tempo prima del X secolo dimorarono genti di ceppo finnico o lituano.
Tra il III e il VI secolo le steppe subirono, a ondate successive, l'ascesa di popoli nomadi guidati da tribù bellicose che si dirigevano verso l'Europa occidentale. Fu il caso, ad esempio, degli unni e degli avari. Un popolo turco, i cazari, governò la Russia meridionale durante l'VIII secolo; essi furono preziosi alleati dell'Impero Romano d'Oriente (Impero bizantino) e condussero diverse guerre contro i califfati arabi.

### La Rus' di Kiev

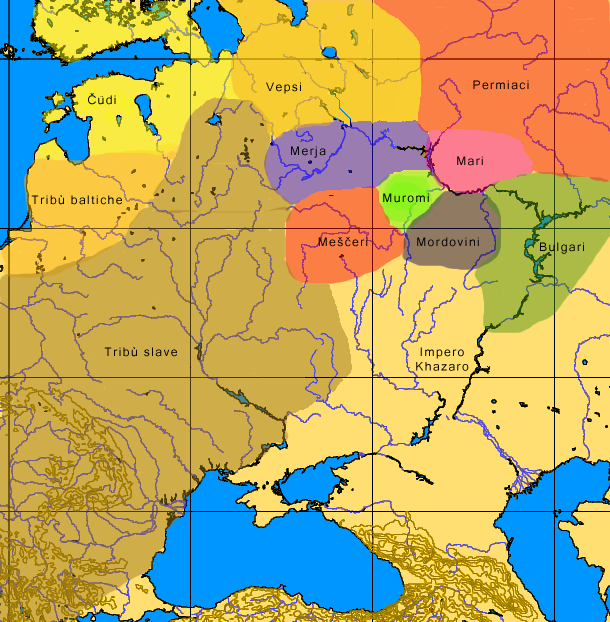
Una carta approssimativa delle culture nella Russia europea al momento dell'arrivo dei variaghi.

Dal VII secolo gli slavi costituirono la maggioranza della popolazione nella Russia occidentale, e pian piano assimilarono le preesistenti tribù finniche, come i merja, i muromi e i mesceri. A metà del IX secolo un gruppo originario della Scandinavia, i variaghi, assunse il ruolo di élite dominante nella capitale slava di Novgorod. Anche se l'elemento etnico dei variaghi (vichinghi orientali) si confuse abbastanza presto nella maggioritaria popolazione slava, la dinastia da loro espressa (Rjurikidi) rimase al potere diversi secoli, durante i quali si affiliò alla Chiesa ortodossa di Costantinopoli (Bisanzio). La capitale venne trasferita a Kiev nell'882.
In questo periodo il termine Rhos o Rus' cominciò a essere riferito ai variaghi e in seguito anche agli slavi che popolavano la regione. Tra il X e l'XI secolo la Rus' di Kiev divenne lo Stato più grande d'Europa e uno dei più prosperi, grazie alla sua posizione commerciale tra Europa e Asia. L'apertura di nuove vie commerciali con l'Oriente al tempo delle crociate contribuì al declino e alla frammentazione dello Stato di Kiev nel corso del XII secolo, aggravatasi dopo la morte, nel 1132, del figlio di Vladimiro II Monomaco.

### Le invasioni dei popoli asiatici
Nei secoli XI e XII le sempre più frequenti incursioni di popolazioni turche, come i kipciak e i peceneghi, portarono le popolazioni slave del sud a spostarsi verso le regioni del nord, note come Zales'. Gli Stati di Novgorod e Vladimir-Suzdal emersero come eredi della Rus' di Kiev nei territori settentrionali, mentre il medio corso del Volga finì sotto il controllo dello stato islamico della Bulgaria del Volga.
Come molte altre regioni dell'Europa orientale, questi territori vennero invasi dai mongoli, i quali nel 1240 piegarono la Rus' di Kiev. Conosciuti più tardi anche con il nome indeterminato e generico di tartari, i mongoli avrebbero governato le zone meridionali e centrali dell'odierna Russia per circa tre secoli, tempo durante il quale i vari potentati locali sarebbero Stati dipendenti del loro Khanato dell'Orda d'Oro. I territori delle odierne Ucraina e Bielorussia furono inclusi nel Granducato di Lituania e poi nella confederazione polacco lituana o, per rapidità, Polonia, fattore che differenziò ucraini e bielorussi dalle altre popolazioni russe.
Come nei Balcani e in Asia Minore, il lungo governo dei nomadi avrebbe ritardato lo sviluppo economico e sociale del Paese. Novgorod e Pskov riuscirono peraltro a ritagliarsi un certo grado di autonomia, che li preservò da molti problemi e molte atrocità del periodo. Nel XIII secolo il signore di Novgorod Aleksandr Nevskij respinse gli svedesi e i cavalieri teutonici che cercavano di colonizzare la regione.

### La Moscovia
Con Ivan I (1332-1341), il Granducato di Mosca si avviò a divenire il più importante principato russo. Lo Stato russo incentrato su Mosca, contrariamente all'Impero bizantino, sua fonte d'ispirazione politica e religiosa, fu in grado di sopravvivere e di organizzare una propria riscossa, riuscendo infine a sottomettere i suoi nemici e a occupare i loro territori.
Il Ducato di Mosca ancora sotto il dominio indiretto dei mongoli, cui pagava un tributo annuale (avendo l'obbligo di riscuotere detto tributo da tutti gli altri stati-città feudali russi) all'inizio del XIV secolo cominciò ad affermare la sua influenza sulla Russia occidentale. Una parte di questo tributo veniva trattenuta e questo permise la crescita economica, sociale e militare del Ducato moscovita e la sua capacità di guidare la liberazione dalla supremazia del Kanato tataro. Assistita dalla Chiesa ortodossa russa e dalla rinascita spirituale portata da San Sergio di Radonež, nel 1380 la Moscovia sconfisse i tatari nella battaglia di Kulikovo.
Dopo la Caduta di Costantinopoli nel 1453, il Granducato moscovita rimase l'unico Stato cristiano sulla frontiera orientale dell'Europa, ed Ivan III di Russia rivendicò l'eredità dell'Impero Romano d'Oriente paragonando Mosca ad una Terza Roma,
All'inizio del XVI secolo, il granducato moscovita era riuscito ad annettersi tutti i territori della Rus' di Kiev che erano stati oggetti delle invasioni dei tartari. Nel contempo, riuscì a proteggere le regioni ai confini meridionali dagli attacchi portati dai tatari di Crimea e dalle altre popolazioni turche. I nobili, a cui era concessa una tenuta dai sovrani, furono obbligati a servire nell'esercito. Il sistema delle concessioni diventò una delle basi dell'esercito nobiliare a cavallo.

### La Russia degli zar

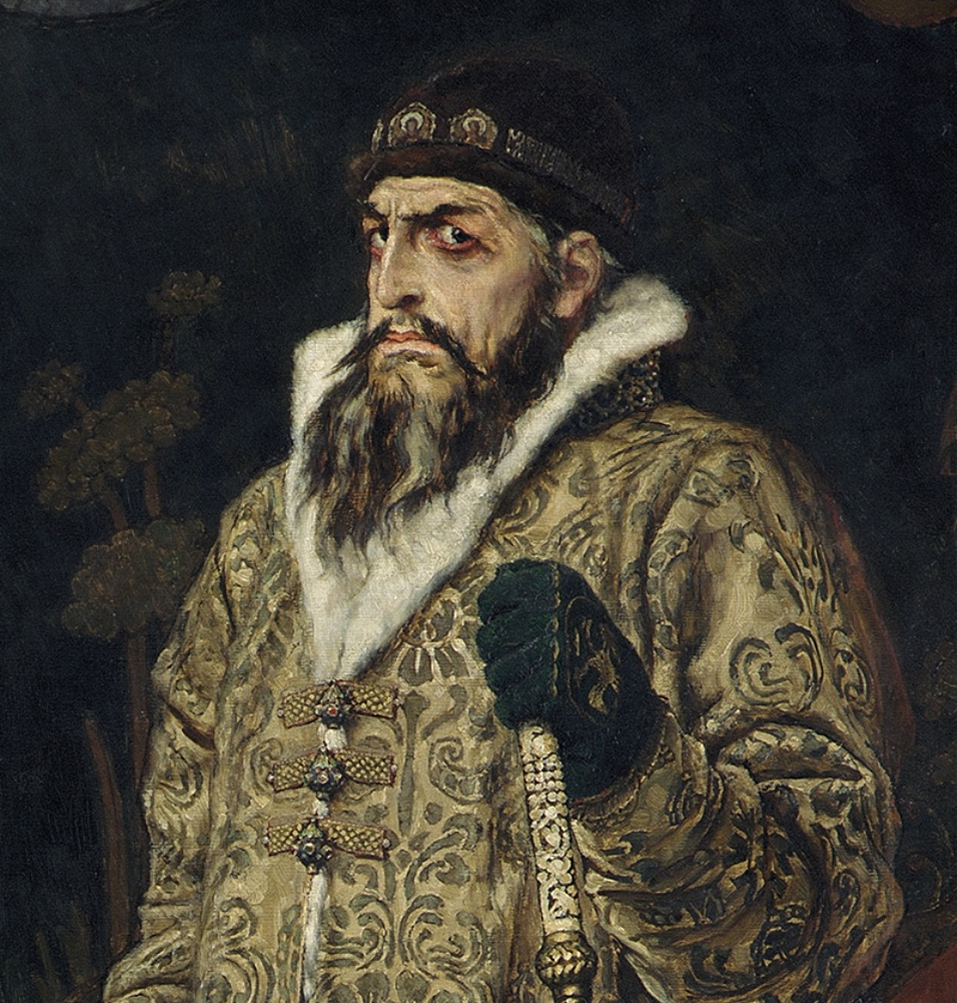
Lo zar Ivan il Terribile dipinto da Victor Vasnetsov.

Il matrimonio di Sophia Paleologa (anche conosciuta con l'originale nome greco e ortodosso di Zoe), figlia di Tommaso Paleologo, despota di Morea, il quale rivendicava il trono di Costantinopoli in quanto fratello di Costantino XI, ultimo imperatore bizantino, con Ivan III "il Grande" condusse a Mosca quanto restava della Corte di Costantinopoli con il suo cerimoniale e tutto il suo apparato (così come l'aquila bicipite). Ivan III fu il primo a fregiarsi del titolo di Zar (la parola zar deriva dal latino Caesar, cognomen di Gaio Giulio Cesare), cioè Imperatore Romano d'Oriente (mantenne una regolare corrispondenza con l'Imperatore del Sacro Romano Impero Massimiliano I d'Asburgo che era solito chiamarlo "fratello") ed assieme alla moglie decise che la sua capitale doveva succedere a Costantinopoli e diventare la Terza Roma, per questo invitò a Mosca un gran numero di artisti e iniziò la costruzione del Cremlino con la direzione di Ridolfo (Aristotele) Fioravanti da Bologna.
Fu sotto il regno di Ivan III che il nuovo Sudebnik russo, o codice di leggi, fu redatto da Vladimir Gusev. Fu sotto il regno di Ivan III che la Russia si liberò definitivamente dal giogo tartaro e cessò di pagare l'ordinario tributo richiesto dal Khan. Durante il regno di Ivan III il tipo di governo nella Moscovia cambiò radicalmente mutando in autocrazia. Suo nipote Ivan IV (detto dai russi "Groznyj" cioè il "temibile o il tonante" e dagli occidentali il "Terribile", 1533-1584) proseguì con determinazione la politica dell'avo di rafforzare la monarchia assoluta a detrimento dell'alta nobiltà dei boiardi (analogamente a quanto faceva con gli stessi mezzi e metodi Elisabetta I Tudor in Gran Bretagna o Enrico IV in Francia). Venne incoronato ufficialmente come primo Zar di Russia nel 1547. Lo zar promulgò un nuovo codice di leggi (Sudebnik del 1550) istituendo il primo organo di rappresentanza russo su base feudale (zemskij sobor) e introducendo un'autogestione locale nelle zone rurali.
Durante il proprio lungo regno Ivan IV raddoppiò il già vasto territorio russo annettendo i tre khanati tatari (parti della dissolta Orda d'Oro): Kazan' e Astrachan' lungo il Volga, e il Khanato di Sibir nel sud-ovest della Siberia. Entro la fine del XVI secolo la Russia aveva consolidato e cementato la natura dello stato coerentemente "romano" in quanto Stato multiconfessionale, multietnico e transcontinentale.
Tuttavia lo zarato fu indebolito dalla lunga e infruttuosa guerra di Livonia contro la coalizione di Polonia, Lituania e Svezia per l'accesso alla costa del mar Baltico e al commercio marittimo. Allo stesso tempo i tatari del Khanato di Crimea, il solo successore rimasto dell'Orda d'Oro, continuarono a razziare la Russia meridionale. Nel tentativo di ripristinare i khanati del Volga, i crimeani e i loro alleati ottomani invasero la Russia centrale e furono anche in grado di dare alle fiamme parti di Mosca nel 1571. Tuttavia l'anno successivo il grande esercito degli invasori venne completamente sconfitto dai russi nella battaglia di Molodi, ponendo per sempre fine alla minaccia dell'espansione ottomana-crimeana in Russia. Le razzie di schiavi da parte dei crimeani tuttavia non cessarono fino alla fine del XVII secolo, anche se la costruzione di nuove linee fortificate in tutta la Russia meridionale, come la Zasečnaja Čerta, ridussero costantemente la zona soggetta alle incursioni.

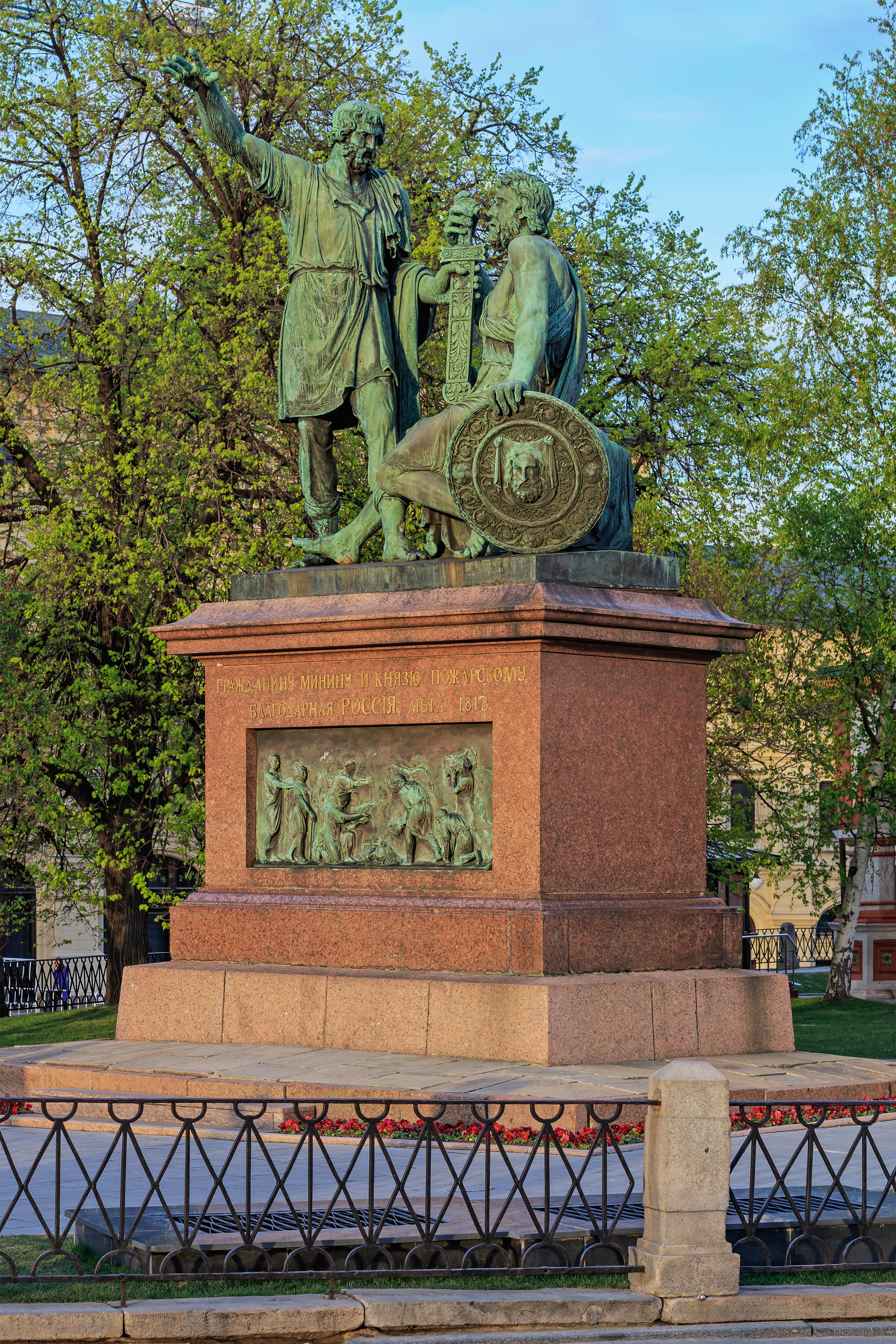
Monumento a Minin e Požarskij a Mosca

I primi anni del XVII secolo in Russia furono molto tumultuosi e per questo vengono chiamati Periodo dei torbidi. La morte dei figli di Ivan, che segnò la fine dell'antica dinastia dei Rjurikidi nel 1598, in congiuntura con la carestia del 1601-1603, portò il paese alla guerra civile, dovuta ai tentativi dei boiardi di recuperare il potere perduto, e anche ai conflitti con gli stati confinanti europei. La Confederazione polacco-lituana occupò varie zone della Russia, tra cui Mosca. Nel 1612 i polacchi furono però costretti alla ritirata da milizie di volontari russi capeggiate da due eroi nazionali, il mercante Kuz'ma Minin e il principe Dmitrij Požarskij.
Nel 1613 lo Zemskij Sobor elesse Zar il diciassettenne Michele Romanov primo membro della dinastia Romanov a salire al trono (era figlio del patriarca della Chiesa ortodossa russa, Filarete Romanov, che dal 1619, appena rientrato in patria dopo essere stato per nove anni ostaggio del re di Polonia, divenne di fatto il vero governante della Russia, dirigendo la politica del figlio e occupandosi personalmente dell'amministrazione dello Stato fino al 1633, anno in cui Filarete muore) e il Paese cominciò così la sua graduale ripresa dalla crisi.
La Russia proseguì la sua espansione territoriale per tutto il XVII secolo, l'epoca d'oro dei cosacchi. I cosacchi erano dei guerrieri organizzati in comunità militari, simili ai pirati e ai pionieri del Nuovo Mondo. Nel 1648 i contadini dell'Ucraina si unirono ai cosacchi zaporoghi contro la Polonia-Lituania durante la rivolta di Chmel'nyc'kij, a causa dell'oppressione sociale e religiosa sofferta sotto il dominio polacco. Nel 1654 il leader ucraino Bohdan Chmel'nyc'kij offrì allo zar di Russia Alessio I la protezione dell'Ucraina. L'accettazione di questa offerta da parte di Alessio portò a un'altra guerra russo-polacca (1654-1667). Alla fine l'Ucraina venne divisa lungo il Dnepr, lasciando la parte occidentale (la riva destra ucraina) sotto il dominio polacco e la parte orientale (la riva sinistra ucraina e Kiev) alla Russia. Più tardi nel 1670-1671 i cosacchi del Don guidati da Sten'ka Razin diedero il via a una grande rivolta nella regione del Volga, ma le truppe dello zar riuscirono a sconfiggere i ribelli.
A est la rapida esplorazione e colonizzazione russa dei grandi territori della Siberia fu condotta per lo più dai cosacchi, a caccia di pelli di animale pregiate e avorio. Gli esploratori russi si spinsero a est soprattutto lungo le strade dei fiumi siberiani e dalla metà del XVII secolo vi furono insediamenti russi nella Siberia orientale, nella penisola dei Ciukci, lungo l'Amur e sulla costa del Pacifico. Nel 1648 lo stretto di Bering tra America settentrionale e Asia fu forse attraversato per la prima volta da Fedot Popov e Semën Dežnëv, ma la notizia non giunse in Europa. Ufficialmente fu Vitus Bering, un esploratore danese al servizio degli zar, a scoprirlo e a dargli il proprio nome nel 1728.
Nel 1667 il movimento religioso dei Vecchi credenti si oppose ad alcune riforme della chiesa ortodossa, creando uno scisma, che ebbe numerosi seguaci nella Russia settentrionale, zona degli Urali e Siberia.

### La Russia imperiale

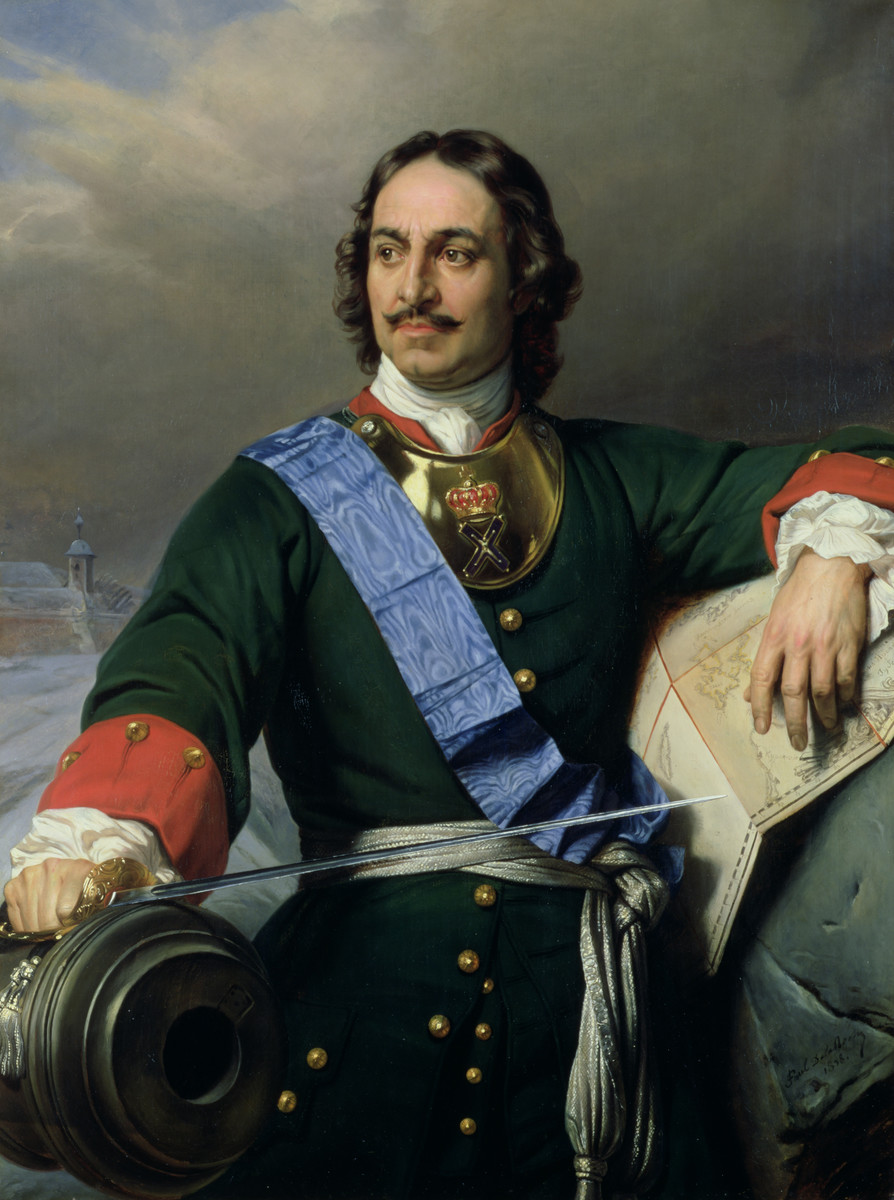
Pietro il Grande, il primo imperatore di Russia.

Sotto Pietro il Grande la Russia venne proclamata impero nel 1721 e riconosciuta come una potenza mondiale. Governando dal 1682 al 1725 Pietro sconfisse la Svezia nella grande guerra del Nord, costringendola a cedere la Carelia occidentale e l'Ingria (due regioni perse dalla Russia nel Periodo dei torbidi), nonché l'Estonia e la Livonia, assicurando alla Russia l'accesso al mare e al commercio marittimo. Sul mar Baltico Pietro fondò una nuova capitale chiamata San Pietroburgo, più tardi conosciuta come la "finestra sull'Europa". Pietro riuscì a importare cultura e nuove idee dall'Europa occidentale, modernizzando un Paese seriamente arretrato, in cui l'istituto feudale della servitù della gleba era ancora vivo e vitale.
Il regno di Elisabetta, figlia di Pietro I, dal 1741 al 1762 vide la partecipazione della Russia nella guerra dei sette anni (1756-1763). Durante questo conflitto la Russia annesse la Prussia Orientale per un breve periodo e prese anche Berlino. Tuttavia, dopo la morte di Elisabetta tutte queste conquiste furono restituite al Regno di Prussia dal filo-prussiano Pietro III di Russia.
Caterina II ("la Grande"), che regnò dal 1762 al 1796, presiedette l'età dell'illuminismo russo. Estese il controllo politico russo sulla confederazione polacco-lituana e incorporò la maggior parte dei suoi territori nella Russia durante le spartizioni della Polonia, spingendo la frontiera russa in direzione ovest verso l'Europa centrale. Nel sud, dopo i successi delle guerre russo-turche contro l'Impero ottomano, Caterina fece avanzare il confine della Russia fino al mar Nero, sconfiggendo il Khanato di Crimea. Come risultato delle vittorie contro gli ottomani dall'inizio del XIX secolo la Russia fece anche importanti conquiste territoriali nella Transcaucasia. Tutto ciò venne proseguito da Alessandro I (1801-1825) il quale strappò la Finlandia all'indebolito regno di Svezia nel 1809 e la Bessarabia agli ottomani nel 1812. Allo stesso tempo i russi colonizzarono l'Alaska e si insediarono in California, come a Fort Ross.
Fra il 1803 e il 1806 venne compiuta la prima circumnavigazione russa della Terra, seguita poi da altri importanti viaggi russi d'esplorazione marittima. Nel 1820 una spedizione russa scoprì il continente dell'Antartide.

L'Impero russo nel 1866 e la sua sfera di influenza.

In alleanza con altri Paesi europei, la Russia combatté contro la Francia di Napoleone. La campagna di Russia, all'apice del potere di Napoleone, nel 1812 fallì completamente contro un'ostinata resistenza combinata con le difficoltà climatiche ed ambientali, portando gli invasori ad una disastrosa sconfitta in cui perì più del 95% della Grande Armata napoleonica. Guidato da Michail Kutuzov e da Barclay de Tolly, l'esercito russo cacciò Napoleone dal Paese ed avanzò attraverso l'Europa nella guerra della sesta coalizione, entrando infine a Parigi. Alessandro I guidò la delegazione della Russia al congresso di Vienna, che stabilì la carta politica dell'Europa post-napoleonica.
Gli ufficiali delle guerre napoleoniche portarono indietro con loro le idee del liberalismo in Russia e tentarono di limitare il potere dello zar durante l'abortito moto decabrista del 1825. Alla fine del regno conservatore di Nicola I (1825-1855), il periodo culmine di potere e influenza della Russia sull'Europa venne interrotto dalla sconfitta nella guerra di Crimea. Tra il 1847 e il 1851 una massiccia epidemia di colera proveniente dall'Asia travolse la Russia, causando circa un milione di vittime.
Il successore di Nicola, Alessandro II (1855-1881), apportò notevoli cambiamenti nel Paese, tra cui l'abolizione della servitù della gleba nel 1861. Queste grandi riforme spronarono l'industrializzazione e modernizzarono l'esercito russo, che aveva liberato con successo la Bulgaria dal dominio ottomano nella guerra russo-turca (1877-1878).
La fine del XIX secolo vide la nascita di vari movimenti socialisti in Russia: Alessandro II fu ucciso nel 1881 da terroristi rivoluzionari e il regno di suo figlio Alessandro III (1881-1894) fu meno liberale, ma più stabile. L'ultimo imperatore russo, Nicola II (1894-1917), non fu in grado di prevenire gli eventi della rivoluzione russa del 1905, innescata dall'infruttuosa guerra russo-giapponese e dalla violenta repressione dei manifestanti nella cosiddetta domenica di sangue. La rivolta venne soppressa, ma il governo fu costretto a concedere importanti riforme, tra cui la concessione della libertà di stampa e di associazione, la legalizzazione dei partiti politici e la creazione di un organo legislativo di natura elettiva, la Duma di Stato. La migrazione verso la Siberia aumentò rapidamente nel XX secolo, in particolare durante la riforma agraria di Stolypin. Tra il 1906 e il 1914 più di quattro milioni di coloni giunsero in quella regione.
Nel 1914 la Russia prese parte alla prima guerra mondiale in risposta alla dichiarazione di guerra dell'Impero austro-ungarico al Regno di Serbia, alleata della Russia, e combatté su più fronti mentre si trovava isolata dai suoi alleati della Triplice intesa. Nel 1916 l'offensiva Brusilov dell'esercito russo distrusse quasi completamente la forza militare dell'Austria-Ungheria. Tuttavia, la sfiducia già esistente nell'opinione pubblica nei confronti del regime si accrebbe a causa dei crescenti costi della guerra, dell'alto numero di vittime e delle voci circolanti di tradimento e corruzione. Tutto ciò creò il clima per la rivoluzione del 1917, compiutasi in due principali tappe.

### La rivoluzione e la Repubblica russa
La rivoluzione di febbraio, di ispirazione borghese, costrinse lo zar Nicola II ad abdicare; insieme con la sua famiglia fu imprigionato a Casa Ipat'ev e poi giustiziato durante la guerra civile russa. La monarchia venne sostituita da una traballante coalizione di partiti politici, i quali si erano auto-dichiarati Governo provvisorio. Parallelamente ad esso esisteva un establishment socialista, il soviet di Pietrogrado, che esercitava il potere attraverso consigli democraticamente eletti di operai e di contadini, chiamati appunto soviet. Il governo delle nuove autorità aggravò soltanto la crisi nel Paese, invece di risolverla. Infine, la rivoluzione d'ottobre, guidata dal leader del partito bolscevico Vladimir Il'ič Ul'janov, detto Lenin, rovesciò il Governo provvisorio e diede pieni poteri al governo dei soviet, facendo così nascere il primo Stato socialista del mondo.

### La Russia deisoviete la guerra civile
Subito dopo la rivoluzione d'ottobre scoppiò una guerra civile tra l'esercito sovietico, la cosiddetta Armata Rossa, organizzato e comandato da Lev Trockij, e i vari eserciti che si rifacevano al potere zarista, le Armate Bianche. La Russia dei bolscevichi perse i suoi territori ucraini, polacchi, baltici e finnici con la firma del trattato di Brest-Litovsk, con il quale usciva dalla prima guerra mondiale e poneva fine alle ostilità con gli Imperi centrali. Le potenze alleate dell'Intesa lanciarono quindi, senza successo, un intervento militare a sostegno delle forze anticomuniste. Nel frattempo, sia i bolscevichi che l'Armata Bianca effettuarono campagne di deportazioni, arresti di massa ed esecuzioni contro i propri avversari, denominate rispettivamente Terrore rosso e Terrore bianco. Entro la fine della guerra civile l'economia russa e le sue infrastrutture furono pesantemente danneggiate. Milioni di persone divennero rifugiati bianchi e si stima che la carestia russa del 1921-1923 causò fino ad un massimo di cinque milioni di vittime.

### L'Unione Sovietica

La RSFS Russa come parte dell'URSS nel 1922. Dal 1956 assumerà i confini amministrativi che poi nel 1991 saranno i confini nazionali dell'attuale Federazione Russa fino al 2014 (annessione della Crimea).

Il 30 dicembre 1922 la Repubblica Socialista Federativa Sovietica Russa, insieme con le repubbliche socialiste sovietiche di Ucraina, Bielorussia e Transcaucasia, fondò l'Unione delle Repubbliche Socialiste Sovietiche, comunemente conosciuta come Unione Sovietica o in forma ancora più abbreviata "URSS". Successivi eventi portarono il paese a contenere quindici repubbliche federate e la più grande per dimensioni, con più della metà della popolazione totale dell'Unione Sovietica e più potente economicamente era proprio quella della Russia, che si trovò a dominare per tutti i sessantanove anni della sua storia le restanti quattordici repubbliche.
Dopo la morte di Lenin nel 1924, che aveva sofferto per una serie di infarti, venne designata una troika per governare l'Unione Sovietica. Tuttavia Iosif Džugašvili, detto Stalin, che era stato eletto segretario generale del Partito Comunista, riuscì a sopprimere tutti i gruppi d'opposizione all'interno del partito e a concentrare il potere nelle sue mani. Lev Trockij, il principale sostenitore della rivoluzione mondiale, fu esiliato dall'Unione Sovietica nel 1929 e l'idea di Stalin del "socialismo in un solo Paese" divenne la linea di pensiero dominante. La continua lotta interna al partito bolscevico culminò con le grandi purghe, una brutale repressione di massa avvenuta tra il 1937 e il 1938, in cui centinaia di migliaia di persone furono giustiziate, compresi membri originari del partito e capi militari accusati di tramare un colpo di Stato.
Sotto il controllo di Stalin il governo lanciò un'economia pianificata, l'industrializzazione di un paese in gran parte rurale e la collettivizzazione dell'agricoltura. Durante questo periodo di rapido cambiamento economico e sociale, milioni di persone furono mandate nei campi di lavoro forzato (gulag), tra cui molti detenuti politici per la loro opposizione alla dittatura di Stalin; milioni furono deportati ed esiliati in zone remote dell'Unione Sovietica. La disorganizzazione nella transizione del settore agricolo, combinata alle dure politiche statali e ad un periodo di siccità, portò alla carestia del 1932-1933. In un breve lasso di tempo l'Unione Sovietica, anche se a carissimo prezzo, venne trasformata da un'economia basata quasi soltanto sull'agricoltura in una grande potenza industrializzata.
La politica dell'Appeasement, adottata da Gran Bretagna e Francia nei confronti dell'annessione di Austria e Cecoslovacchia da parte di Adolf Hitler, non arginò l'aumento di potenza della Germania nazista, la quale poneva una seria minaccia per l'Unione Sovietica. Nello stesso periodo, la Germania nazista si alleò con l'Impero giapponese, rivale dell'Unione Sovietica in Estremo Oriente e suo nemico nelle guerre di confine sovietico-giapponesi del 1938-1939.
Nel mese di agosto del 1939, dopo un altro fallito tentativo di stabilire un'alleanza anti-nazista con la Gran Bretagna e la Francia, il governo sovietico decise di migliorare le relazioni con la Germania, concludendo il patto Molotov-Ribbentrop, una promessa di non aggressione tra i due Paesi e una spartizione delle reciproche sfere d'influenza nell'Europa orientale. Con lo scoppio della seconda guerra mondiale, mentre Hitler conquistava la Polonia e la Francia e altri Paesi agivano su un solo fronte, l'Unione Sovietica fu in grado di radunare il suo esercito e rivendicare alcuni ex territori dell'Impero russo a seguito dell'invasione sovietica della Polonia, della guerra d'inverno e dell'occupazione degli Stati Baltici.
Il 22 giugno 1941 la Germania nazista ruppe il patto di non aggressione e invase l'Unione Sovietica con la più grande e potente operazione militare terrestre della storia umana e l'apertura del più grande teatro di guerra della seconda guerra mondiale. Anche se l'esercito tedesco ebbe all'inizio un notevole successo, il suo attacco fu arrestato nella battaglia di Mosca e successivamente i tedeschi subirono dure sconfitte, prima nella battaglia di Stalingrado nell'inverno del 1942-1943 e poi nella battaglia di Kursk nell'estate del 1943. Un altro fallimento tedesco fu l'assedio di Leningrado, in cui la città rimase completamente accerchiata da terra tra il 1941 e il 1944 dalle forze tedesche e finlandesi, sofferse la fame e la morte di un milione di civili, ma non si arrese mai. Sotto l'amministrazione di Stalin e la guida di comandanti come Georgij Žukov e Konstantin Rokossovskij, le forze sovietiche conquistarono l'Europa orientale nel 1944-1945 e presero Berlino nel maggio 1945. Nel mese di agosto del 1945 l'esercito sovietico cacciò i giapponesi dalla Manciuria cinese e della Corea del Nord, contribuendo alla vittoria degli Alleati sul Giappone.

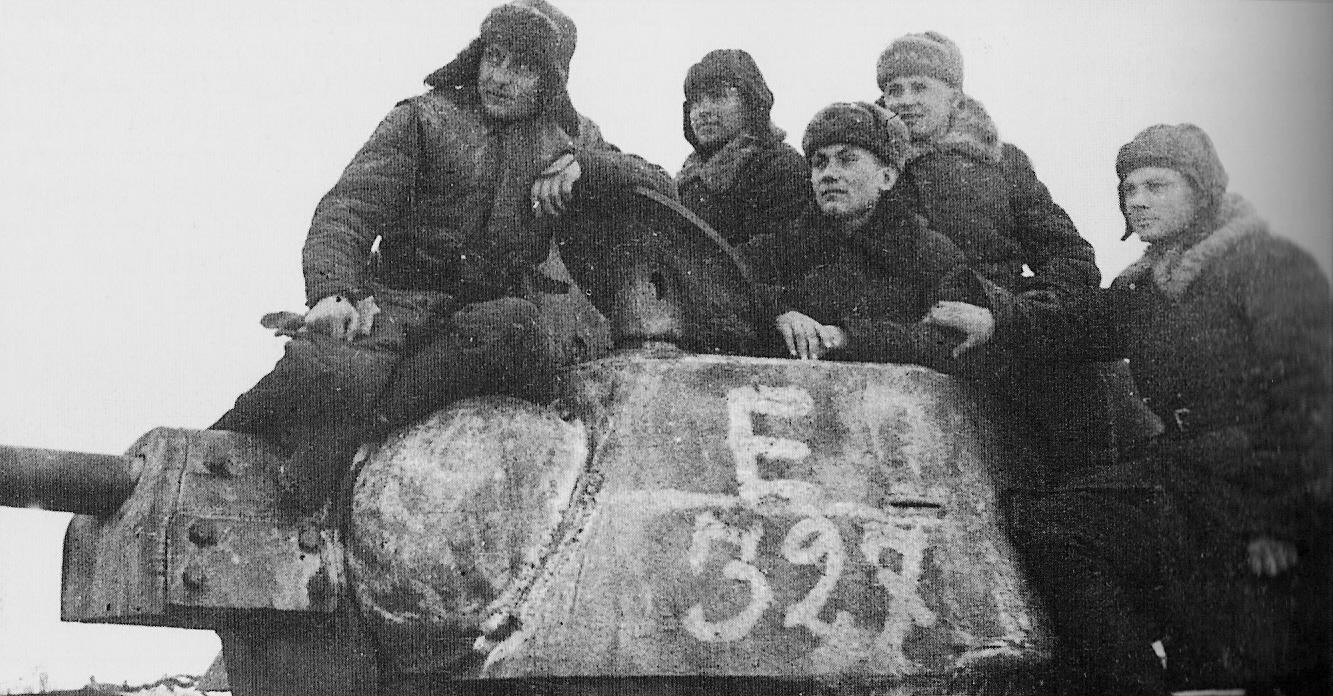
Carro armato sovietico T-34 in marcia durante i giorni dell'operazione Urano, durante la seconda guerra mondiale.

Il periodo dal 1941 al 1945 della seconda guerra mondiale è conosciuto in Russia come la "grande guerra patriottica". Durante questo conflitto, in cui avvennero le più letali operazioni di guerra della storia umana, le morti tra soldati e civili sovietici furono rispettivamente di undici milioni e sedici milioni, che rappresentano circa un terzo di tutte le vittime della seconda guerra mondiale. La complessiva perdita demografica per la popolazione sovietica fu ancora maggiore: l'economia e le infrastrutture sovietiche subirono massicce devastazioni, ma l'Unione Sovietica emerse lo stesso alla fine del conflitto come una superpotenza, riconosciuta a livello mondiale.
L'Armata Rossa occupò l'Europa dell'est dopo la guerra, compresa la Germania orientale, e governi non indipendenti di stampo socialista furono insediati negli Stati satellite del blocco orientale. Divenendo la seconda potenza nucleare del mondo, l'Unione Sovietica istituì l'alleanza del patto di Varsavia ed entrò in conflitto per il dominio globale, conosciuto come guerra fredda, contro gli Stati Uniti e la NATO. Le due nazioni ingaggiarono una lunga lotta geopolitica per il controllo dei cuori e delle menti del Terzo Mondo a partire dalla crisi di Suez del 1956. L'Unione Sovietica sostenne i movimenti rivoluzionari di tutto il mondo, tra cui le neonate Repubblica Popolare Cinese, Repubblica Popolare Democratica di Corea e in seguito la Repubblica di Cuba. Quantità significative di risorse sovietiche furono assegnate in aiuto agli altri Paesi socialisti.
Dopo la morte di Stalin e un breve periodo di governo comune, il nuovo leader Nikita Khruščёv denunciò il culto della personalità di Stalin e lanciò la politica di "destalinizzazione". Il sistema penale dei campi di lavoro forzato fu riformato e molti prigionieri furono liberati e riabilitati (molti dei quali nel frattempo erano già morti). Il generale allentamento delle politiche repressive divenne noto in seguito come il "disgelo di Khruščёv". Allo stesso tempo le tensioni con gli Stati Uniti si intensificarono quando i due rivali si scontrarono sul dispiegamento da parte degli statunitensi dei missili Jupiter in Turchia e da parte dei sovietici dei missili a Cuba. Le due parti si erano appunto imbarcate in una lunga e costosa corsa per accumulare il maggior numero possibile di armi nucleari. Nel 1962 con la crisi dei missili di Cuba il leader sovietico Nikita Khruščёv e il presidente statunitense John Fitzgerald Kennedy raggiunsero l'acme della crisi fra i blocchi sovietico e statunitense, con il posizionamento di basi missilistiche a Cuba in seguito all'embargo inferto alla stessa da parte degli Stati Uniti e in un più ampio ambito di conflitto ideologico ed economico fra i due schieramenti.
Nel 1957 l'Unione Sovietica lanciò il primo satellite artificiale del mondo, lo Sputnik 1, dando così il via alla corsa allo spazio. Il cosmonauta russo Jurij Gagarin fu il primo umano a orbitare nello spazio attorno alla Terra a bordo della navicella Vostok 1 il 12 aprile 1961.

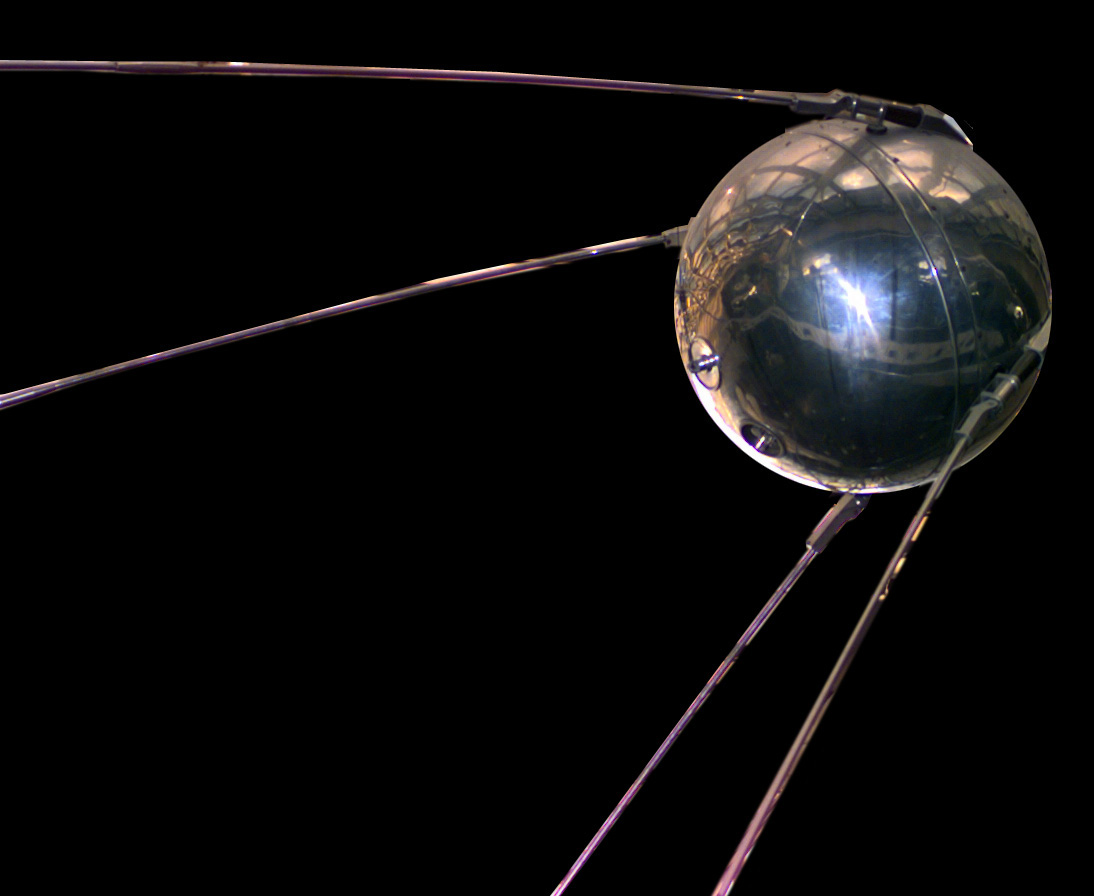
Sputnik 1 fu il primo satellite artificiale al mondo.

Dopo l'estromissione di Khruščёv nel 1964, seguì un altro periodo di governo comune fino a quando Leonid Brežnev non divenne il leader incontrastato dell'Unione Sovietica. Gli anni settanta e i primi anni ottanta furono in seguito denominati la "stagnazione brezneviana", un periodo in cui la crescita economica si arrestò e le politiche sociali furono paralizzate. La riforma Kosygin del 1965 puntò a una parziale decentralizzazione nel controllo dell'economia sovietica e a spostare l'enfasi dall'industria pesante e della produzione militare all'industria leggera e dei beni di consumo, ma tutto ciò venne soffocato dalla leadership comunista, su posizioni fortemente conservatrici.
Nel 1979, dopo una rivoluzione guidata dai comunisti in Afghanistan, le forze armate sovietiche entrarono nel Paese su richiesta del nuovo regime. L'occupazione militare prosciugò le risorse economiche e si trascinò senza raggiungere risultati politici significativi. Alla fine l'esercito sovietico si dovette ritirare dall'Afghanistan nel 1989, a causa dell'opposizione internazionale, della persistente guerriglia anti-sovietica e della mancanza di sostegno da parte dei cittadini sovietici al conflitto.
Dal 1985 in poi l'ultimo leader sovietico, Michail Gorbačëv, cercò di introdurre alcune riforme nel sistema sovietico, tra cui la glasnost' ("trasparenza") e la perestrojka ("ricostruzione"), nel tentativo di porre fine al periodo di stagnazione economica e di democratizzare il governo. Tuttavia ciò condusse alla nascita di forti movimenti nazionalisti e separatisti. Prima del 1991 l'economia sovietica era la seconda più grande del mondo, ma durante i suoi ultimi anni venne afflitta dalla carenza di merci nei negozi di alimentari, da enormi deficit di bilancio e dall'inflazione causata dalla crescita eccessiva dell'offerta di moneta.
Nel 1991 la crisi economica e il subbuglio politico cominciarono a straripare e le repubbliche baltiche scelsero di separarsi dall'Unione. Il 17 marzo si tenne un referendum, in cui la maggioranza dei votanti si espresse a favore del mantenimento dell'Unione Sovietica in una federazione riformata. Nell'agosto del 1991 un tentato colpo di Stato militare per deporre Gorbačëv e preservare l'Unione Sovietica portò invece alla fine del Partito Comunista dell'Unione Sovietica e il 26 dicembre 1991 l'Unione Sovietica si dissolse in quindici Stati post-sovietici.

### Federazione Russa
Boris El'cin fu eletto presidente della Russia nel giugno 1991 nelle prime elezioni presidenziali dirette della storia russa. Durante e dopo la dissoluzione sovietica furono intraprese riforme tra cui la privatizzazione del settore pubblico e l'apertura al libero mercato, comprese trasformazioni radicali sulla falsariga della "terapia shock", raccomandata dagli Stati Uniti e dal Fondo Monetario Internazionale. Tutto ciò determinò una grave crisi economica, caratterizzata dal calo del 50% del PIL e della produzione industriale tra il 1990 e il 1995.
Le privatizzazioni spostarono per lo più il controllo delle imprese dagli enti statali a individui con legami governativi. Molti dei nuovi ricchi trasferirono poi miliardi di dollari in contanti e in beni fuori dal Paese, generando un'enorme fuga di capitali. La recessione economica portò al collasso dei servizi sociali; il tasso di natalità crollò, mentre quello di mortalità salì alle stelle. Milioni di persone furono ridotte in miseria, da un tasso di povertà dell'1,5% in epoca tardo sovietica, si passò al 39-49% entro la metà del 1993. Gli anni novanta videro una corruzione estrema e il dilagare di un'illegalità senza freni, l'aumento di bande criminali e dei crimini violenti.

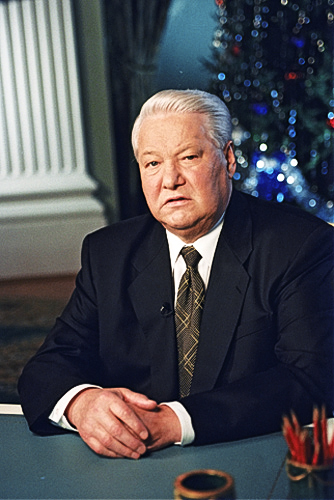
Boris El'cin annuncia alla televisione russa le sue dimissioni il 31 dicembre 1999

Gli anni novanta furono anche segnati da conflitti armati nel Caucaso del nord, sia scontri etnici locali sia insurrezioni di islamisti separatisti. Da quando i separatisti ceceni avevano dichiarato l'indipendenza nei primi anni novanta, un'intermittente guerriglia fu combattuta tra gruppi di ribelli ed esercito russo. Gli attacchi terroristici contro i civili, compiuti dai separatisti, in particolare la crisi del teatro Dubrovka e la strage di Beslan, causarono centinaia di morti e suscitarono l'attenzione mondiale.
La Russia fu costretta ad assumersi la responsabilità della liquidazione dei debiti esteri dell'Unione Sovietica, anche se la sua popolazione attuale comprendeva soltanto la metà degli abitanti dello Stato sovietico al momento del suo scioglimento, non riuscendo comunque a pagare tali debiti sino alla riforma indetta da Putin nel 2017. Elevati disavanzi di bilancio impedirono il pagamento della liquidazione dei debiti contratti dall'Unione Sovietica e causarono la crisi finanziaria russa del 1998, che sfociò in un ulteriore calo del PIL.
Il 31 dicembre 1999 il presidente El'cin si dimise a sorpresa in favore del Primo ministro, nominato da poco, Vladimir Putin, il quale vinse poi le elezioni presidenziali del 2000. Putin soffocò l'insurrezione cecena, anche se sporadici atti di violenza si verificano ancora in ogni parte del Caucaso del nord. Agli alti prezzi del petrolio e ad una moneta inizialmente debole seguirono aumenti della domanda interna e dei consumi e gli investimenti aiutarono l'economia russa a crescere per nove anni consecutivi, migliorando il tenore di vita e aumentando l'influenza della Russia nel panorama mondiale. Nonostante molte riforme compiute sotto la presidenza di Putin vengano generalmente criticate e definite antidemocratiche dalle nazioni occidentali, si è lo stesso guadagnato un diffusissimo consenso in Russia per aver fatto ritornare l'ordine, la stabilità e il progresso nel Paese.

### Conflitto con l'Ucraina
Nel 2014, in seguito alla rimozione del presidente ucraino filorusso Viktor Janukovyč in seguito alla rivoluzione di Euromaidan, la penisola della Crimea, a maggioranza russofona, fu occupata da truppe russe senza distintivi di nazionalità e quindi si tenne un referendum sull'autodeterminazione della Crimea. L'esito del referendum fu una schiacciante vittoria dei favorevoli all'annessione che supportò l'iter amministrativo di annessione di quest'area, nonostante l'occupazione non sia riconosciuta dalla maggioranza della comunità internazionale. L'annessione ha avuto come conseguenza la nascita di due nuovi soggetti amministrativi della Federazione Russa: la Repubblica di Crimea e la città federale di Sebastopoli. Nello stesso periodo iniziò la guerra del Donbass con l'Ucraina per il controllo dell'area omonima.

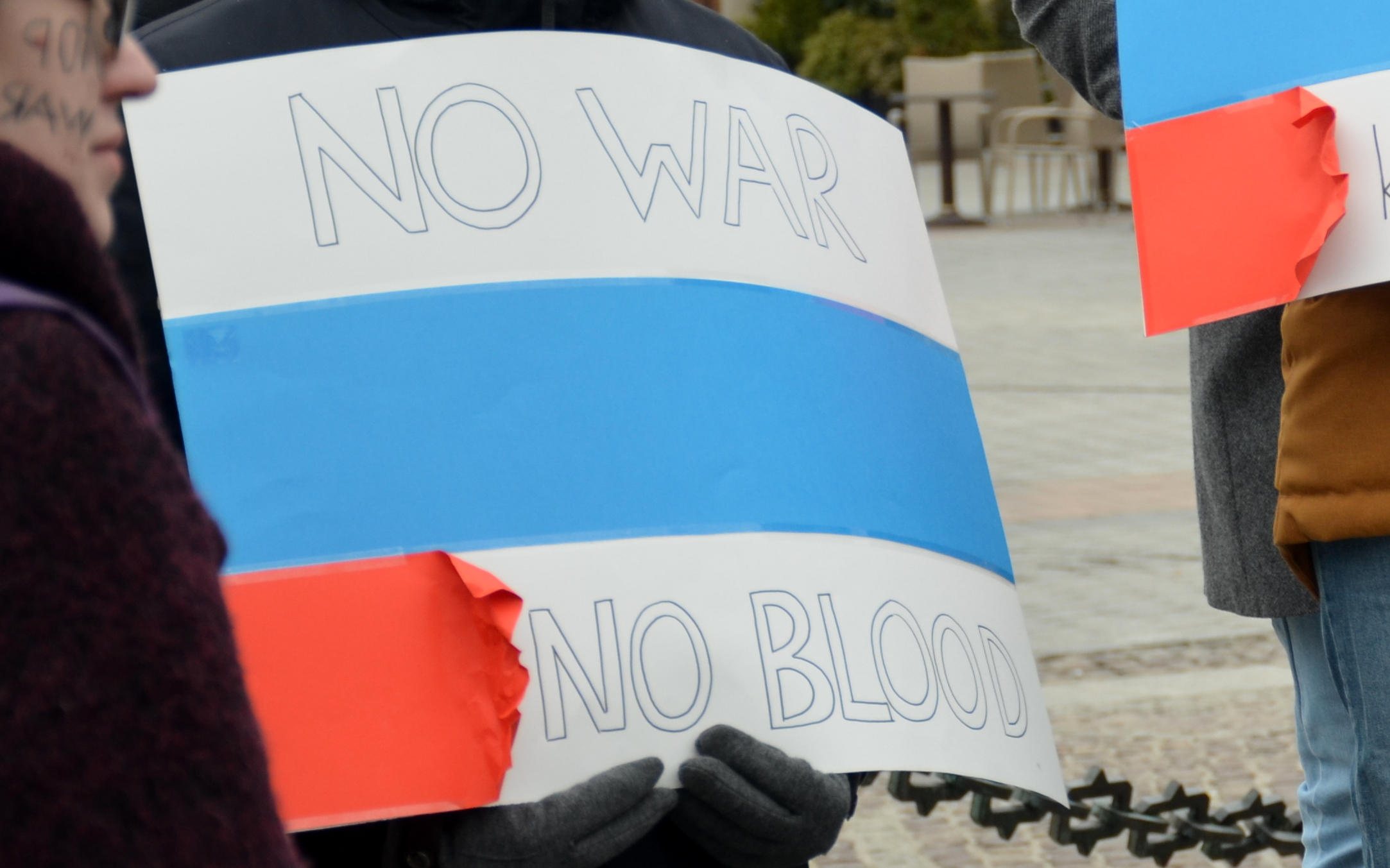
Proteste contro la guerra in Ucraina da parte di cittadini Russi.

Il 24 febbraio 2022, dopo un discorso alla nazione, il presidente Vladimir Putin ha ordinato l'invasione dell'Ucraina, secondo i media russi per garantire la pace alle repubbliche secessioniste di Lugansk e Doneck. La guerra risulta essere la più grande mai avvenuta in Europa dopo la seconda guerra mondiale. L'invasione è stata condannata dalla quasi totalità dei paesi occidentali, che hanno reagito ponendo delle pesanti sanzioni economiche contro il Cremlino, e alleati storici come la Repubblica Popolare Cinese, pur non varando sanzioni e rimanendo neutrali, hanno espresso preoccupazioni riguardo al conflitto. Il 30 settembre 2022 le repubbliche popolari di Lugansk e Doneck e le oblast' occupate durante l'invasione vengono annesse alla Federazione russa come nuovi soggetti federali, motivando questa azione come il risultato di un referendum promosso e avvenuto durante l'occupazione e non riconosciuto valido da nessuna nazione, ad eccezione della Corea del Nord.
Il 23 novembre 2022 il Parlamento europeo vota a favore la risoluzione riguardo al definire la Russia uno Stato promotore del terrorismo.

## Geografia

### Russia europea e Russia asiatica
La Federazione Russa si estende su gran parte dell'Europa orientale e sull'intera area settentrionale del continente asiatico, per questo motivo conosce una grande varietà di paesaggi e climi. Il territorio, diviso solitamente in Russia europea e Russia asiatica, appartiene alla regione biogeografica boreale.
Il confine tra Russia europea e Russia asiatica è convenzionale. La linea di demarcazione più seguita parte dal Mar Glaciale Artico, segue poi il margine orientale dei monti Urali, prosegue lungo il corso del fiume Ural, la costa nord-occidentale del mar Caspio, la depressione del Kuma-Manyč e arriva infine alla foce del fiume Don, nel Mar d'Azov.

### Territorio

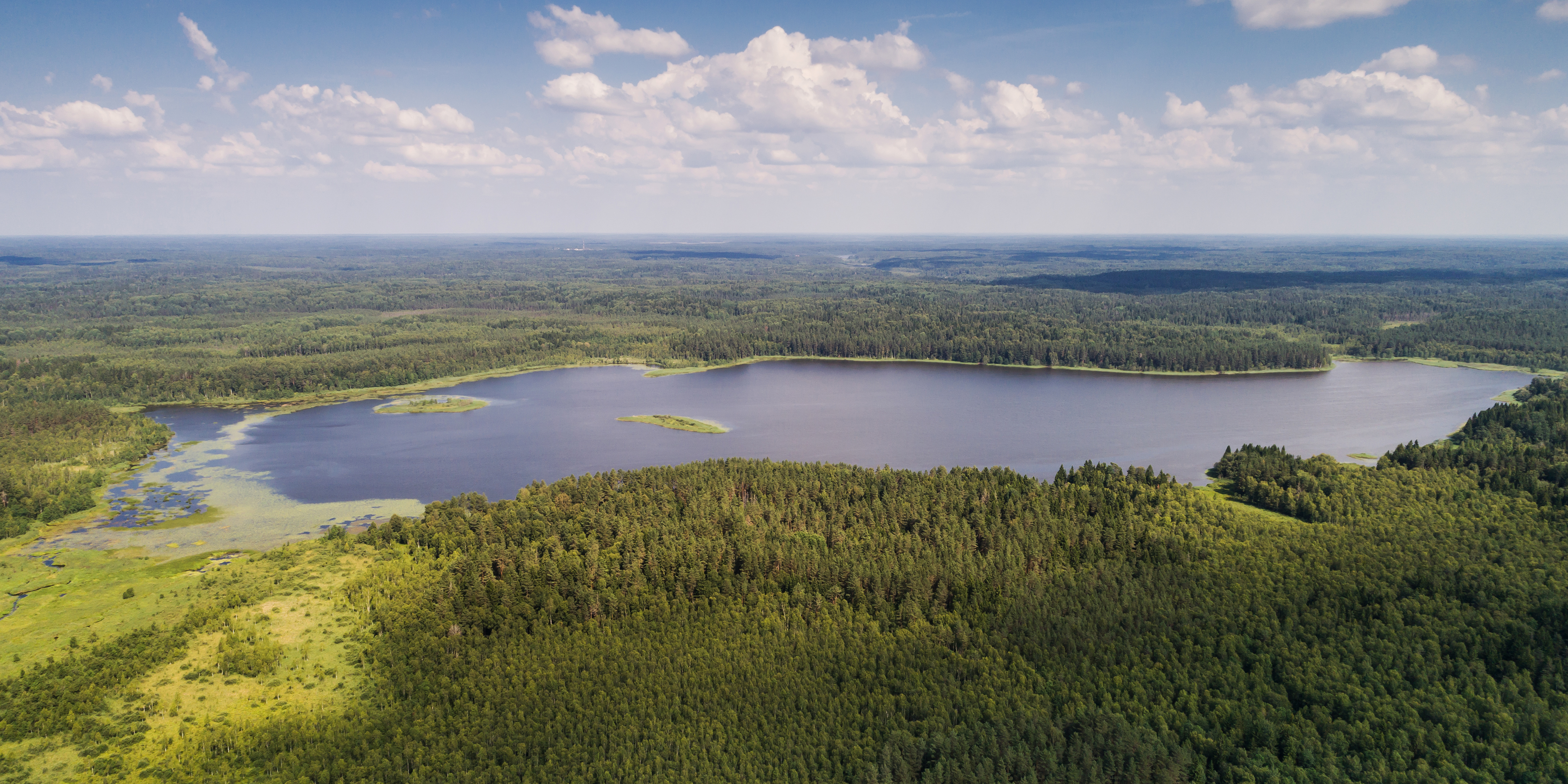
Il rialto del Valdaj, nella Russia europea.

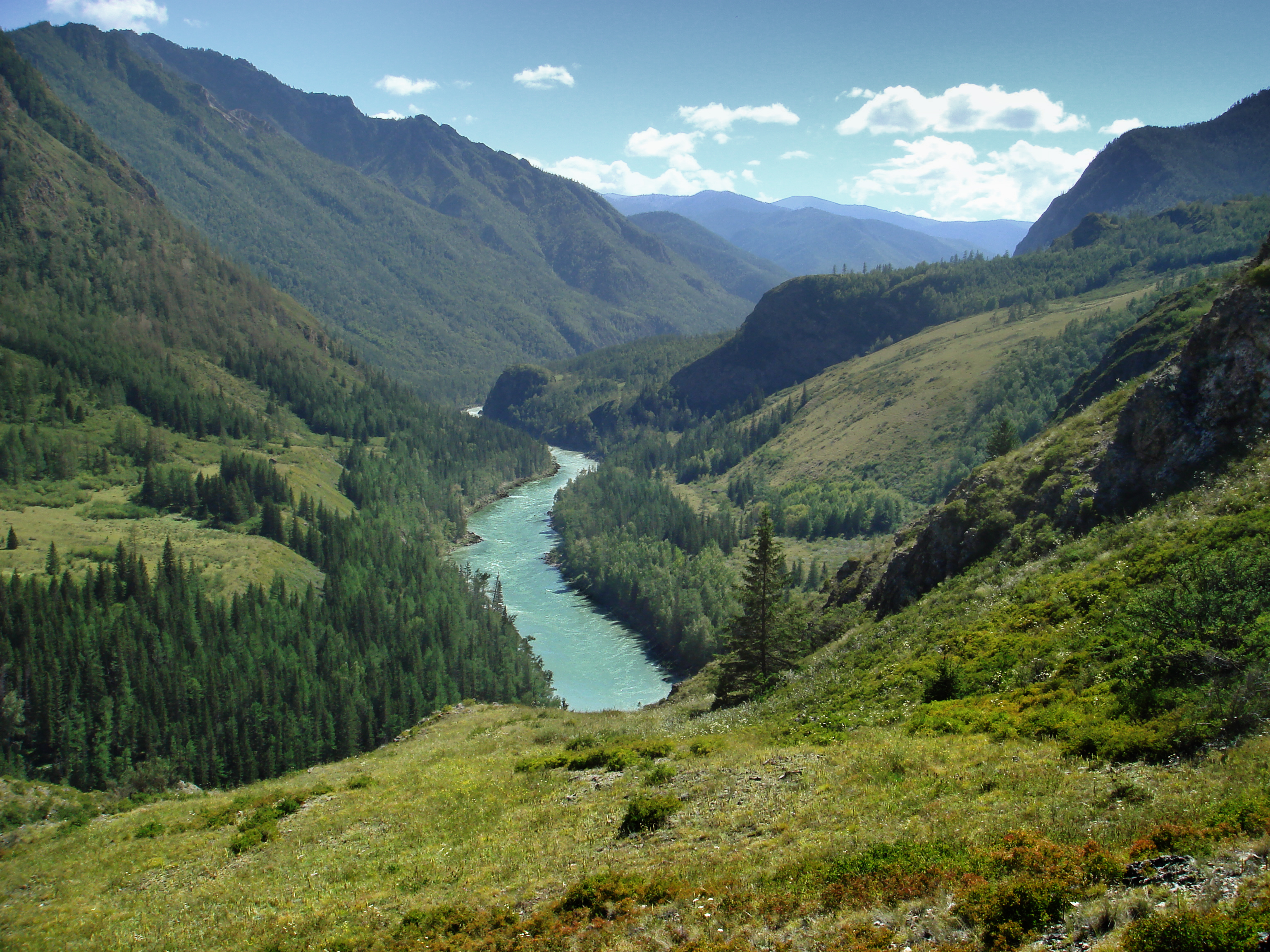
La valle del fiume Katun' nelle montagne dell'Altaj.

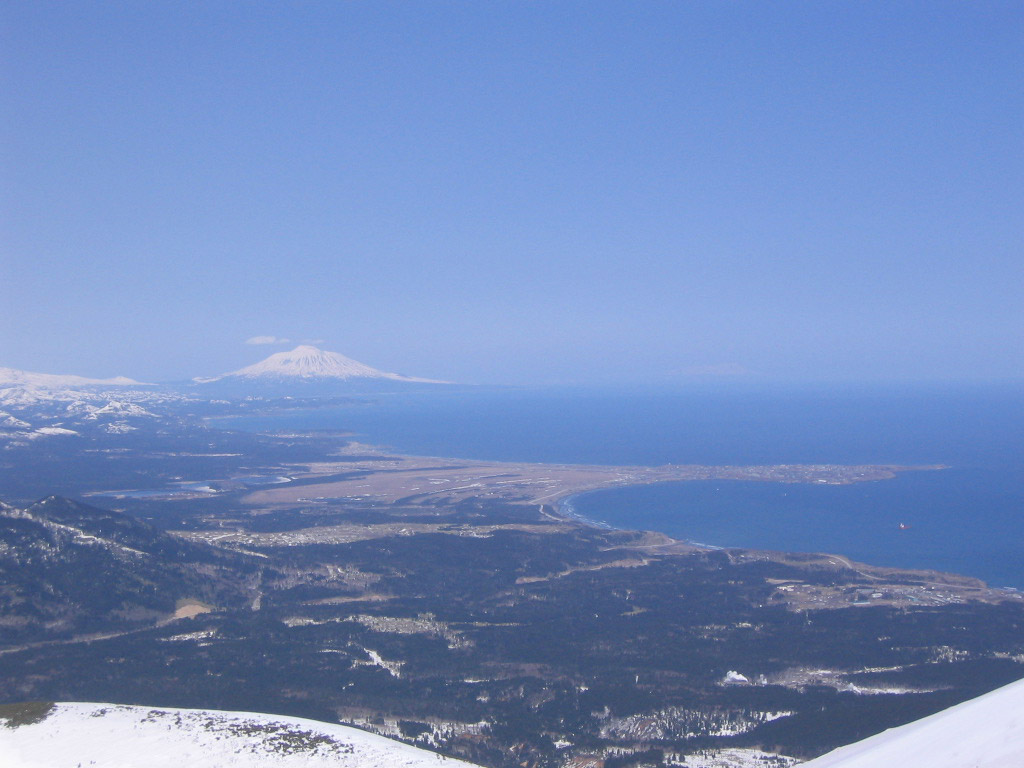
Panorama delle isole Curili, nel mare di Ochotsk.

Il territorio russo è costituito per la quasi totalità da vastissime pianure e da rilievi molto deboli; zone montuose accidentate si estendono solo ai confini dello spazio russo, presso i confini meridionali (catena del Caucaso, monti dell'Altaj) e nell'estremo oriente, che è anzi una zona molto accidentata dal punto di vista geologico. Ovunque, escluse le estreme zone meridionali, sono ben visibili i segni del glacialismo, che è stato uno dei più potenti fattori di costruzione del territorio russo attuale. La massima elevazione è raggiunta nella catena del Caucaso dal monte Elbrus (5642 m).
La quasi totalità della parte europea, così come la Siberia occidentale, è costituita da pianure; sono separate, come se fossero degli assi di simmetria, dalla catena montuosa degli Urali. Mentre la parte europea (chiamata Bassopiano Sarmatico) è spesso interrotta da modestissimi rilievi (Rialto centrale russo, Alture di Mosca, Alture del Volga fra i maggiori), la pianura della Siberia occidentale è una zona estremamente piatta, fatto questo che origina enormi problemi di drenaggio delle acque (che pure, per le caratteristiche climatiche, non sono abbondanti).
La Siberia centrale coincide praticamente con lo sterminato altopiano omonimo, che, pur con quote modeste (culmina a 1700 m al suo estremo nord) si estende su quasi quattro milioni di chilometri quadrati. La Siberia orientale è una zona invece prevalentemente montuosa, generalmente molto accidentata, che può raggiungere quote notevoli (si sfiorano i 5000 m nelle massime cime della Kamčatka). L'Estremo Oriente russo, si trova sul confine fra la placca eurasiatica e quella nordamericana (nella zona dei monti Čerskij e dei monti di Verchojansk) e fra quella eurasiatica e quella pacifica, che va in subduzione al di sotto della prima originando catene montuose (Catena Centrale e Orientale della Kamčatka, monti dei Coriacchi) e archi insulari (isole Curili).
Le coste si estendono per varie decine di migliaia di chilometri e sono prevalentemente basse tranne in alcune zone rivolte all'oceano Pacifico. Numerosi sono i bacini marini che bagnano le coste: a ovest la Russia si affaccia per un breve tratto sul mar Baltico, mentre a est il Pacifico forma i vasti bacini del mare di Ochotsk e del mare di Bering; la lunga fascia costiera artica si articola in grosse penisole piuttosto tozze (fra le maggiori quella del Tajmyr, di Gyda e di Jamal) che formano i bacini del mar Bianco, mare di Kara, mare di Laptev, mare della Siberia Orientale.
Le principali isole sono la Novaja Zemlja, la Terra di Francesco Giuseppe, le Isole della Nuova Siberia, l'Isola di Wrangel e, sul lato pacifico, le isole Curili e Sachalin.

### Idrografia

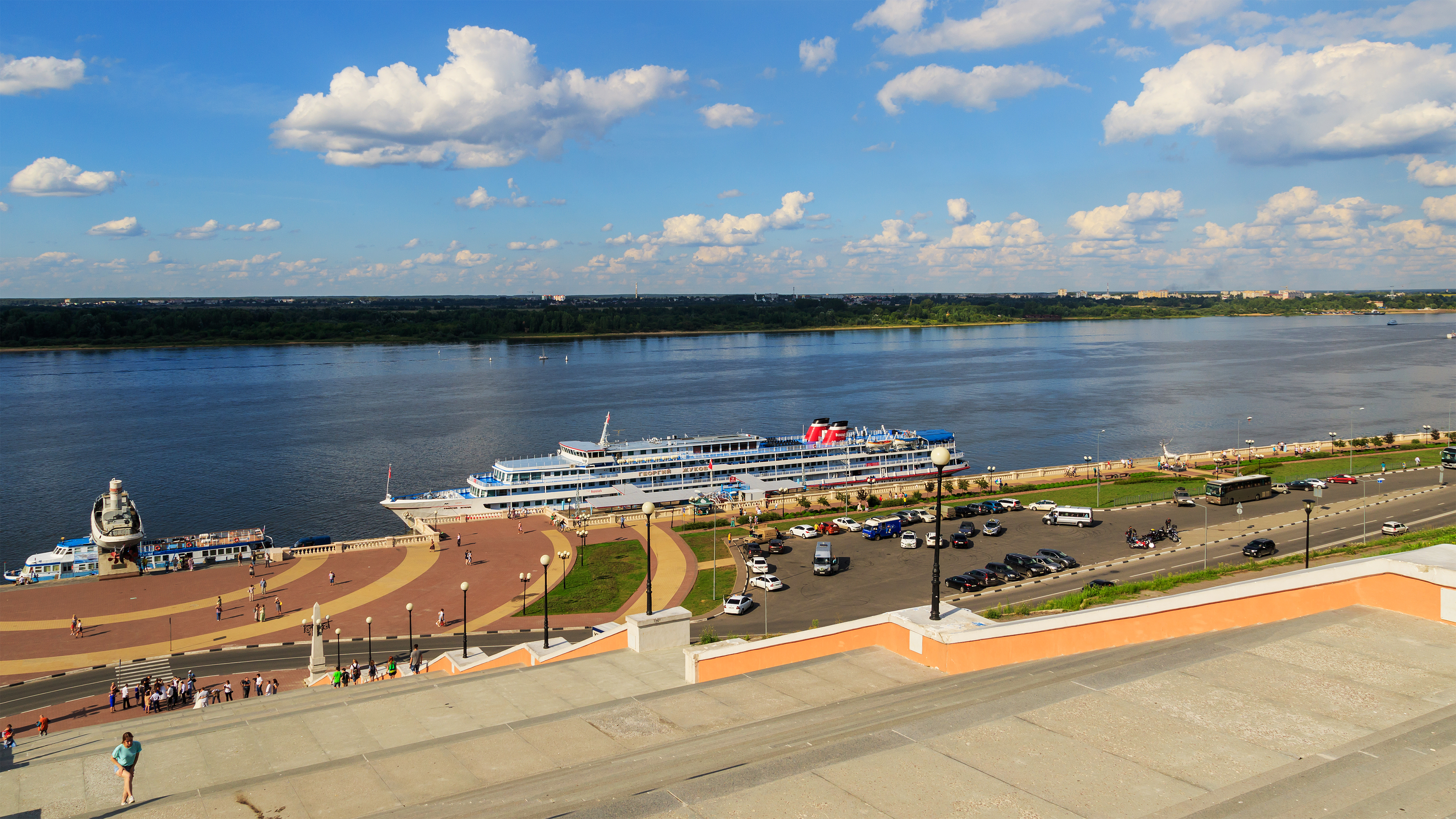
Il Volga.

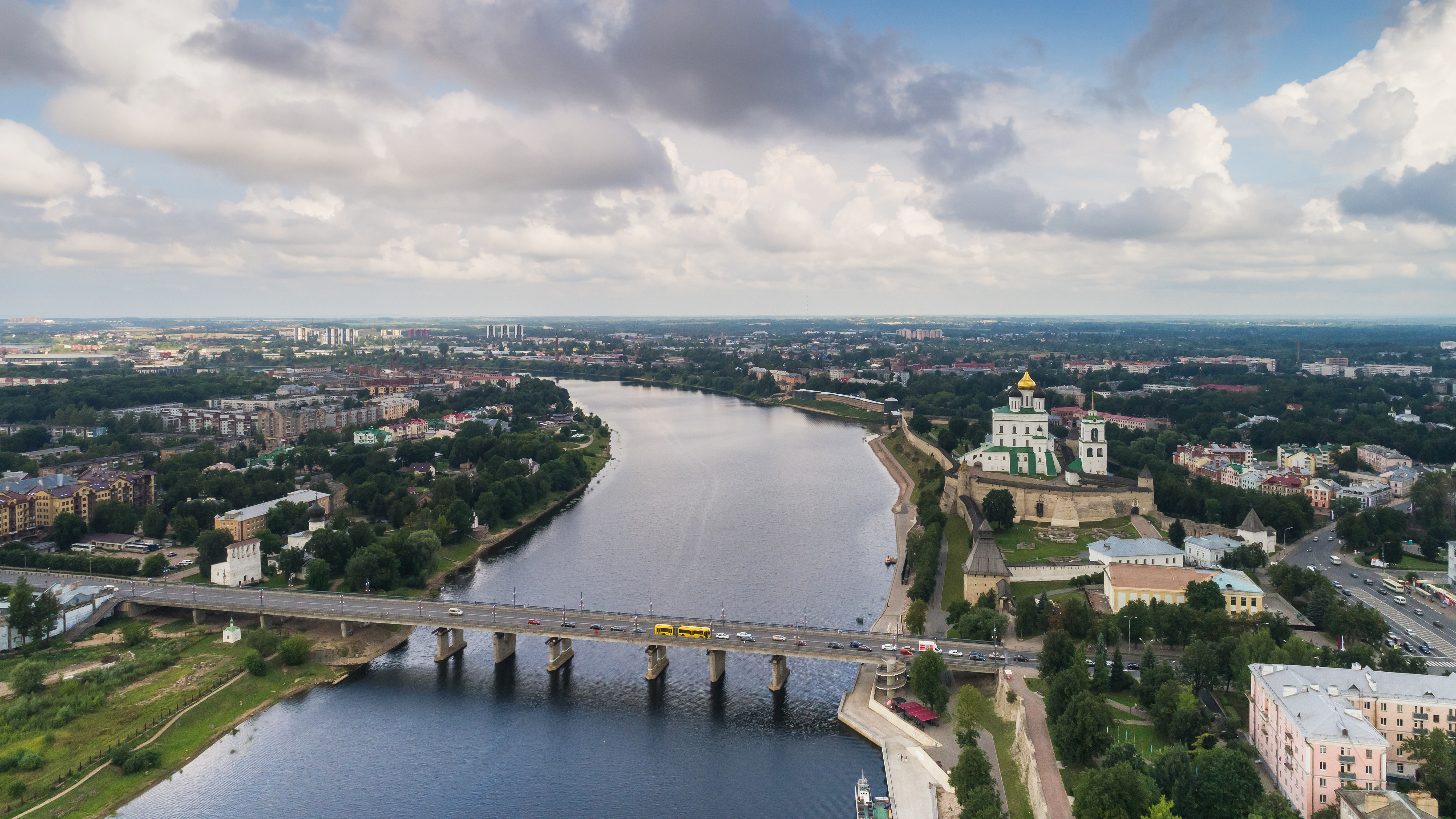
Il fiume Velikaja a Pskov.

Le rilevanti dimensioni territoriali russe e la ridotta frammentazione degli spazi si riflettono nella presenza di fiumi fra i maggiori del mondo, come lunghezza, portata d'acqua e vastità del bacino idrografico.
I maggiori fiumi russi sono il Volga (3531 km), che drena una grossa fetta della parte europea del territorio, e i tre grandi fiumi siberiani: l'Ob' (3680 km), lo Enisej o Jenisej (4287 km) e la Lena, ai quali si aggiungono, seppure con dimensioni lievemente minori, l'Amur e la Kolyma. Al di fuori di questi fiumi, di rilevanza mondiale, esistono altre decine di fiumi di lunghezza superiori ai 1000 km: in Europa si estendono i bacini del Dnepr, del Don, della Pečora, della Dvina Settentrionale e Occidentale e, fra gli affluenti del Volga, la Oka e la Kama; nella parte asiatica fra i maggiori sono la Tunguska Pietrosa e Inferiore, l'Angara, il Vitim, la Indigirka, l'Olenëk, il Taz.
Riguardo ai laghi, eccetto i due maggiori, situati ai confini meridionali (mar Caspio e Bajkal), i maggiori sono situati nella parte europea; sono mediamente poco profondi, vista la debole ondulazione del territorio (Ladoga, Onega, Il'men', lago dei Ciudi). Nelle vaste pianure siberiane sono invece molto estese le zone paludose. Molto importanti, nel panorama russo, sono i bacini artificiali, alcuni dei quali di rilevanza mondiale, originati dallo sbarramento dei maggiori fiumi a scopi energetici.

### Clima
La Russia è essenzialmente divisa da nord a sud tra i seguenti climi:
- un clima polare o subpolare sulle coste settentrionali bagnate dal mar Glaciale Artico, coperte dalla tundra;
- un clima temperato freddo, in gran parte della Siberia e nel nord della Russia europea, coperte dalla taiga, la foresta che domina il paesaggio russo;
- il clima continentale vero e proprio, con scarse precipitazioni, tipico della parte meridionale, dominata dalla steppa;
- un clima subtropicale umido, nel breve tratto costiero sul mar Nero.

### Fauna
La fauna della Russia è molto variegata e basata sui vari ambienti presenti nel paese. I carnivori principali sono linci, orsi bruni europei, lupi, volpi, ghiottoni, volpi artiche, orsi polari e zibellini. Come grandi erbivori in Russia si trovano renne, alci, buoi muschiati, wapiti, caprioli e saiga. Sulle coste sono presenti vari tipi di mammiferi marini come la foca della Groenlandia, il tricheco e vari tipi di balene. Molti animali vivono in zone uniche come il leopardo dell'Amur lungo il fiume Amur, la gru della Manciuria in Manciuria e la rara tigre siberiana, presente esclusivamente sulle montagne della Siberia sud-orientale.

## Società

### Popolazione

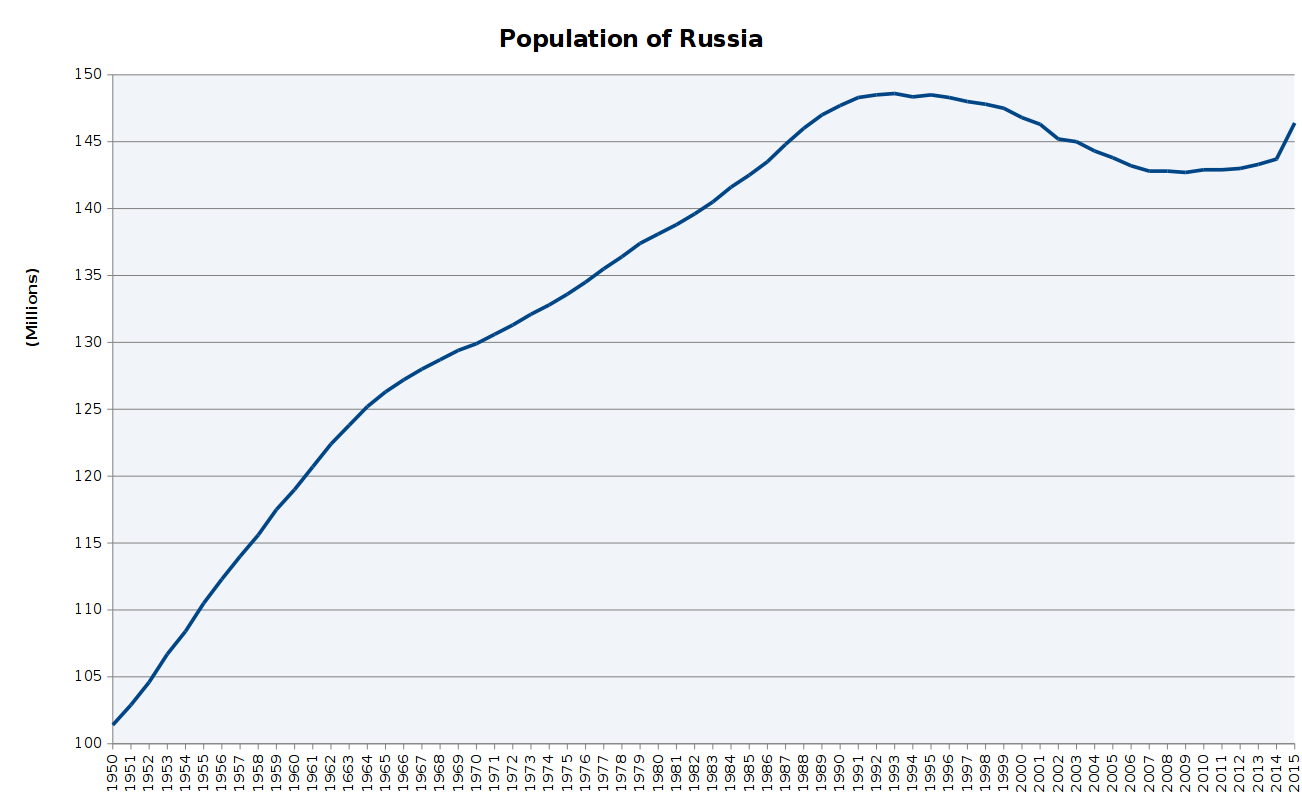
Evoluzione demografica della Russia dal 1950 al 2015.

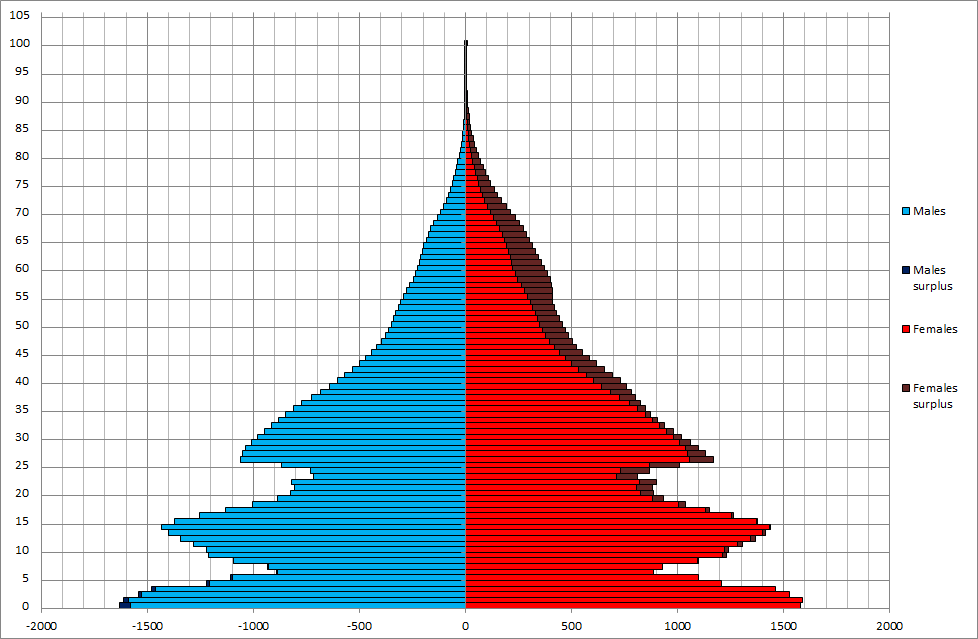
Piramide della popolazione russa al 1º gennaio 1941.

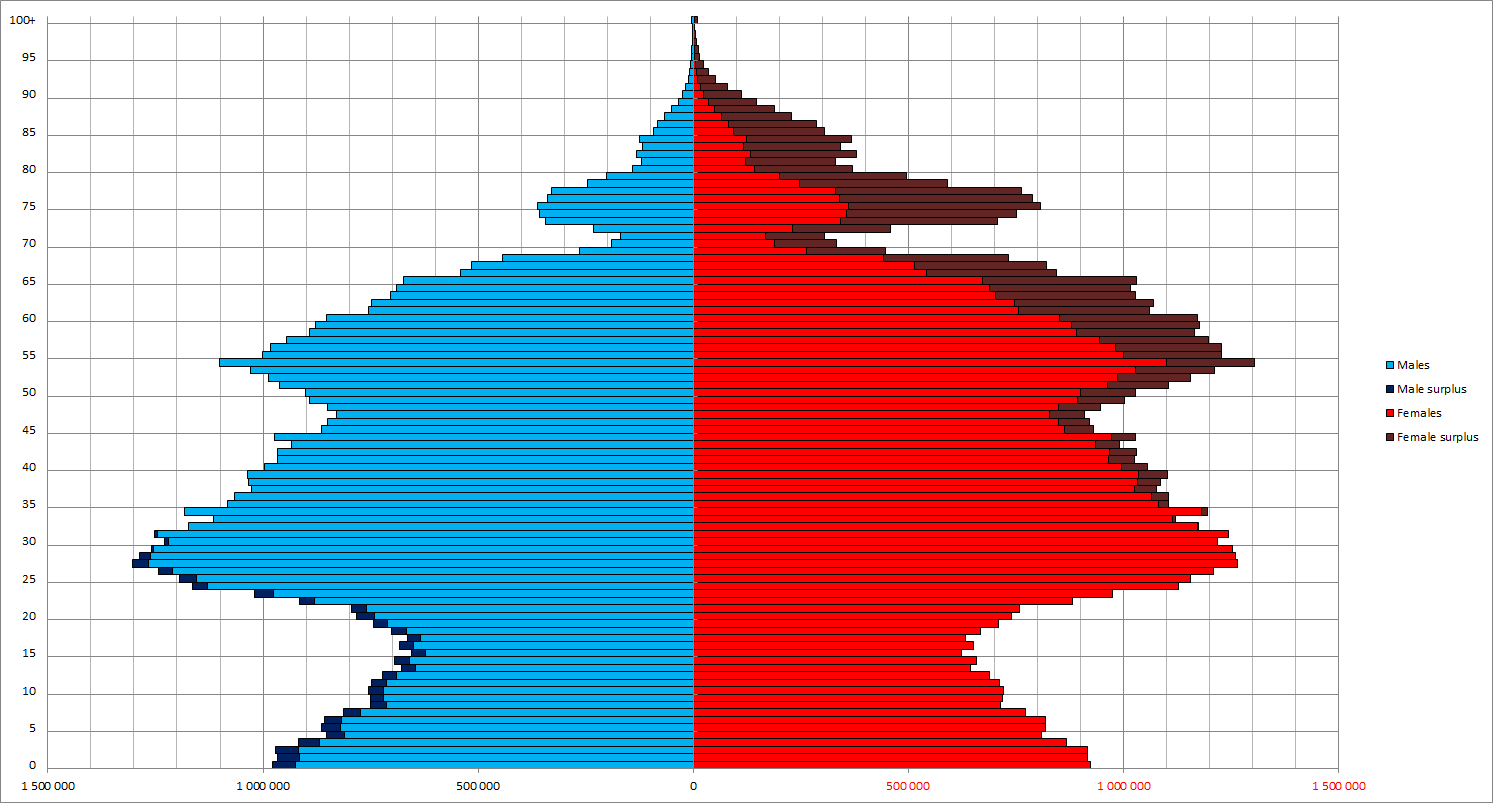
Piramide della popolazione russa al 1º gennaio 2015.

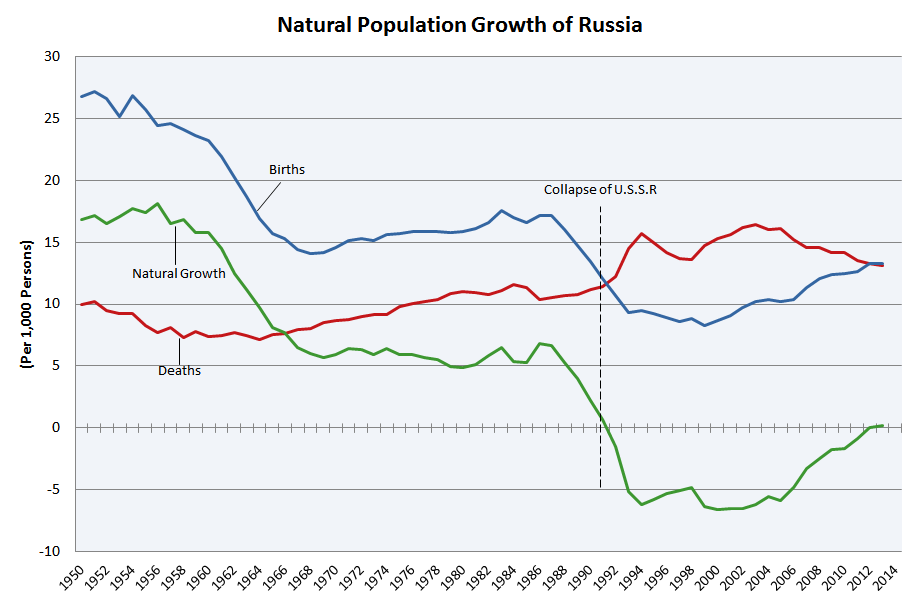
Nascite, morti ed incremento naturale in Russia, 1950-2014

In base al censimento russo del 2010 la Russia aveva 142,8 milioni di abitanti, saliti a 146,2 milioni nel 2021 in seguito all'annessione russa della Crimea del 2014. È, pertanto, il nono Paese più popoloso del mondo prima del Giappone e del Messico.
Nel 1815 la popolazione russa era composta da 45 milioni di abitanti e gran parte di essa (80%) era composta da servi della gleba o contadini di terre direttamente di proprietà dello Zar. Sebbene la Russia sia stata segnata da vere e proprie catastrofi demografiche (circa 3,5 milioni di morti nella prima guerra mondiale, circa 8-10 milioni nel 1917-1922 nella guerra civile russa, tra i 7 e i 14 milioni nel 1928-1940 per la carestia provocata dalla collettivizzazione forzata delle terre, 25 milioni di morti nel 1941-1945 a causa della seconda guerra mondiale), la crescita della popolazione nel periodo sovietico è proceduta a ritmo sostenuto, soprattutto per l'immigrazione forzata dalle altre repubbliche sovietiche. Gli abitanti passarono dai 91 milioni del 1914 ai 102 milioni del 1950, fino a raggiungere il massimo storico di 148,538 milioni nel 1992.
Tuttavia, dall'inizio degli anni novanta, la popolazione è fortemente diminuita, fino a sfiorare i 142 milioni (stima 2008). La causa della diminuzione della popolazione è da ricercarsi nel crollo delle nascite e nel contemporaneo aumento della mortalità che si sono verificate dopo la caduta dell'URSS. Ancora oggi, sebbene in via di diminuzione, il tasso di mortalità (13,5‰) è ancora molto alto rispetto alla media dei paesi sviluppati, mentre la speranza di vita degli uomini (64 anni) è assai bassa e risulta di ben 13 anni inferiore a quella femminile.Tali fattori hanno determinato un tasso di crescita naturale fortemente negativo (passato dal +6,9‰ del 1986, ad un picco negativo di -6,5‰ nel 2000). I consistenti flussi migratori in uscita (tedeschi di Russia verso la Germania, ebrei verso Israele, russi in cerca di lavoro verso l'Europa occidentale) sono stati invece più che compensati negli ultimi anni dal ritorno di russi o russofoni dalle repubbliche ex-sovietiche: si calcola che in Russia vivano circa 10 milioni di immigrati clandestini (stima 2007).
Per arrestare il declino demografico l'amministrazione Putin ha avviato un ambizioso programma di politica demografica, teso ad aumentare le nascite. Si tratta di una serie di provvedimenti che vanno da un taglio di alcune imposte per le coppie che abbiano più di due figli, a un aiuto statale, comprendente sia una somma di denaro sia una serie di bonus per i primi tre anni di vita del figlio, diretto alle giovani coppie per invogliarle a procreare più figli. Dal 2012 si è assistito a un parziale successo della politica perseguita dal governo, che secondo le fonti ufficiali, sarebbe riuscita a invertire il saldo negativo della popolazione per due anni di fila, tanto che nel 2013 si sarebbe registrato un incremento naturale pari a circa 24 000 unità. Nel 2017 il Paese ha registrato un decremento naturale pari a circa 135 000 unità. Tuttavia l'attendibilità delle statistiche ufficiali è oggetto di dibattito tra gli studiosi.
La Russia è scarsamente popolata in rapporto alla sua enorme estensione; la densità della popolazione è di 9 ab./km2, maggiore nella parte europea della Russia, nella zona delle montagne degli Urali, e nella parte sud-orientale della Siberia. La Federazione Russa ospita molti differenti gruppi etnici e popolazioni indigene. L'80% della popolazione è composta da Russi etnici, il resto comprende Baschiri, Ceceni, Ciuvasci, Cosacchi, Evenchi, Tedeschi, Ingusci, Yupik, Calmucchi, Careliani, Coreani, Mordvini, Osseti, Taimyri, Tatari, Tuvani, Jakuti, Ucraini e molti altri.

### Religioni

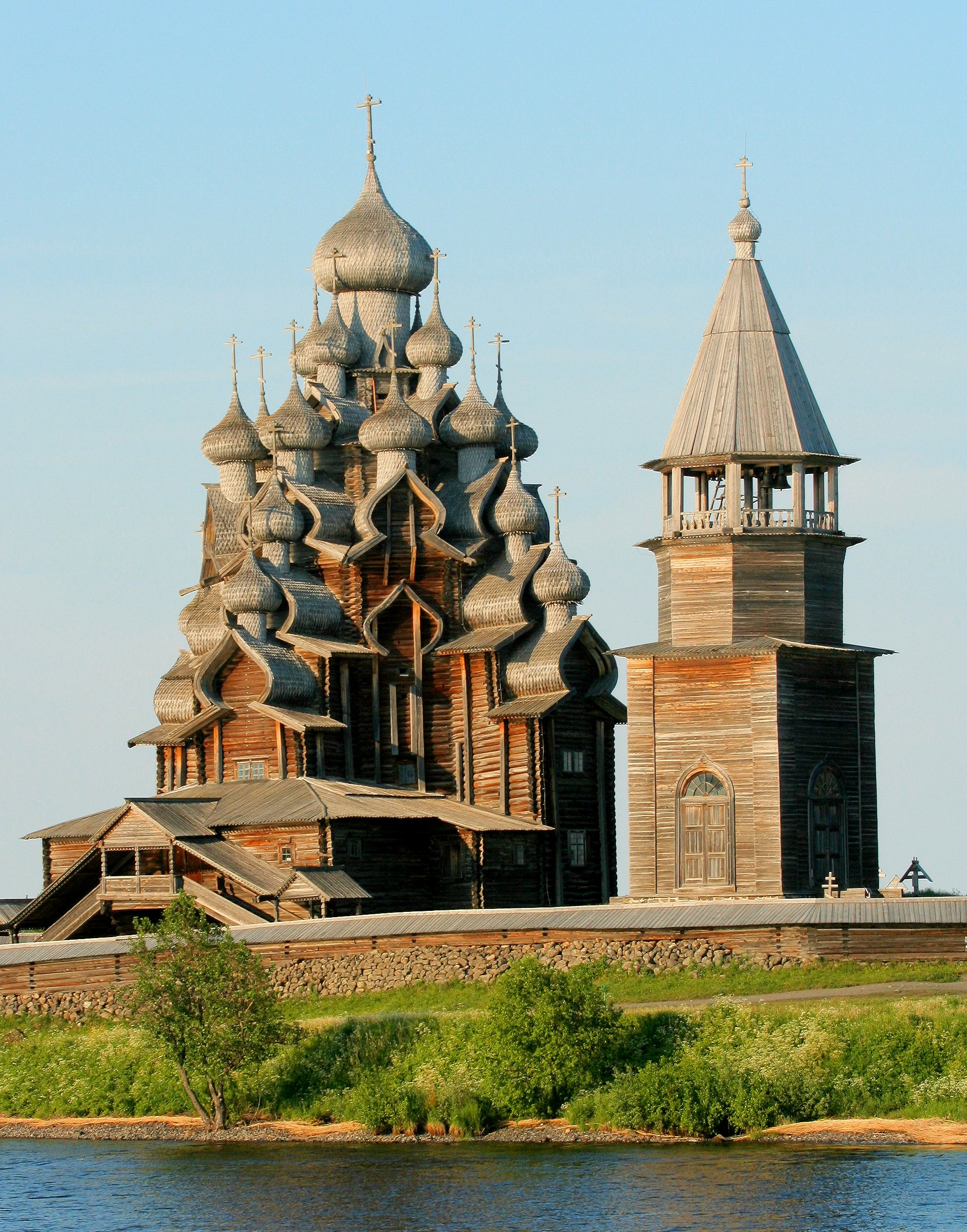
Chiesa della Trasfigurazione, nella Repubblica di Carelia.

Il governo non conduce censimenti ufficiali delle religioni professate in Russia e pertanto le stime si basano solo su sondaggi. Nel mese di agosto 2012, l'istituto Sreda ha pubblicato i rilevamenti statistici di un sondaggio ad ampio campione condotto su tutto il territorio nazionale come complemento del censimento del 2010. Da questi risulta che il 46,8% dei russi (circa 58 milioni) siano cristiani (tra cui 41% ortodossi, meno dell'1% cattolici, protestanti, e il resto cristiani non confessionali). Il 6,5% della popolazione (9,4 milioni) segue l'Islam (ma il sondaggio non raccolse dati in due regioni a maggioranza islamica, Cecenia e Inguscezia, la cui popolazione complessiva raggiungeva i 2 milioni), mentre l'1,5% (1,7 milioni) varie forme di paganesimo e lo 0,5% (circa 800 000) il buddismo. Il cristianesimo ortodosso, l'Islam, il buddismo e l'ebraismo sono religioni tradizionali della Russia e legalmente fanno parte del "patrimonio storico" del Paese.
La cristianizzazione della Russia risale al X secolo e la Chiesa ortodossa russa è il più grande corpo religioso nel paese; sono attive anche piccole confessioni cristiane: cattolici, armeni gregoriani e varie chiese protestanti. La Chiesa ortodossa russa era la religione di Stato del Paese prima della Rivoluzione e si stima che circa il 95% delle parrocchie appartengano a questa confessione. Tuttavia la stragrande maggioranza dei credenti ortodossi non frequentano la chiesa regolarmente. Pasqua è la festa religiosa più popolare nel Paese, celebrata da circa i tre quarti della popolazione russa, inclusi coloro che non appartengono ad alcun credo. In occasione di questa festa la tradizione vuole che si producano dolci caratteristici, uova colorate e pascha.

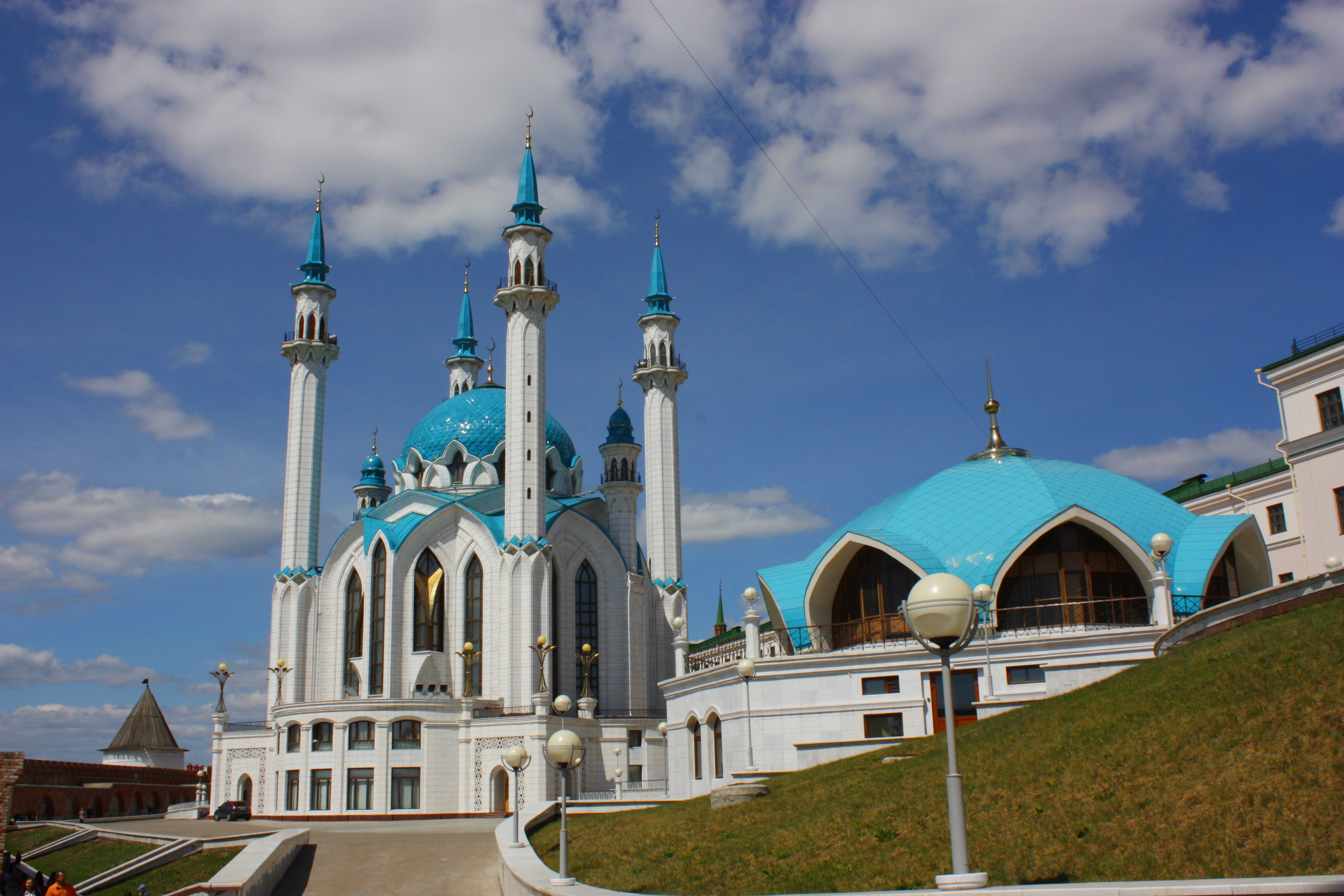
Moschea Qol-Şärif, Kazan', Tatarstan.

L'Islam è la seconda religione della Russia e a Mosca si trova la più grande moschea d'Europa, inaugurata nel 2015. È la religione predominante o tradizionale tra alcune etnie caucasiche (in particolare tra i Ceceni, tra gli Ingusci e i Circassi) e tra i popoli turchi (in particolare i Tartari e i Baschiri). Complessivamente, come detto sopra, vi sarebbero 9,4 milioni di musulmani nel Paese. Tuttavia questo dato è probabilmente più alto perché l'indagine non comprende i dati dettagliati per due stati tradizionalmente islamici: la Cecenia e l'Inguscezia. Secondo questa indagine la maggior parte dei musulmani sono "non affiliati" a eventuali scuole islamiche o a organizzazioni islamiche; ciò è tipico dell'Islam, in cui non è indispensabile per un credente far parte di un'organizzazione o gruppo. Tra coloro che sono affiliati, perlopiù sono sunniti, mentre gli sciiti e gli ahmadiyya sono in netta minoranza.
Il buddismo è una religione tradizionale in tre regioni della Federazione Russa: Buriazia, Tuva e Calmucchia. Alcune popolazioni turco-mongoliche e altaiche della Siberia e delle regioni dell'Estremo Oriente, Jakuzia e Čukotka, praticano il Tengrismo e altre religioni incentrate sullo sciamanesimo locale. Tra i russi etnici (slavi) vi è una forte ripresa della religione slava pre-cristiana (chiamata rodnoveria = "religione nativa").
La confessione religiosa segue principalmente l'etnia d'origine, dove gli slavi sono tendenzialmente cristiani ortodossi, i turchi musulmani e in generale le popolazioni mongoliche professano il buddismo.
Diverse stime ritengono che tra il 16% e il 48% della popolazione russa non segua alcuna religione. Il numero di atei è comunque sceso notevolmente: recenti statistiche affermano infatti che solo il 7% si dichiara ateo, un calo del 5% in tre anni.
Riguardo alla libertà di professare la propria religione, bisogna sottolineare che recentemente la Corte Suprema Russa (su richiesta del Ministero della Giustizia), dopo diverse udienze, ha deliberato contro la Congregazione dei Testimoni di Geova, ordinando di chiudere il centro amministrativo nazionale, sito a San Pietroburgo, e di liquidare le 395 associazioni religiose locali dei Testimoni in Russia. Questa sentenza, che di fatto mette al bando l'associazione dei Testimoni di Geova in Russia, è stata presa accogliendo l'argomentazione esposta dal Ministero della Giustizia il 15 marzo 2017, che identificava come "estremista" l'associazione dei Testimoni, decisione presa nonostante il fatto che gli avvocati del Ministero non siano stati in grado di fornire alla Corte alcuna prova concreta riguardo alle accuse in oggetto. Di conseguenza, dal 20 aprile, i Testimoni di Geova che decidono di proseguire le loro attività di pacifiche riunioni e preghiera, rischiano seriamente di essere pesantemente perseguitati dallo Stato come veri e propri "terroristi".

### Lingue

Area in cui si parla la lingua russa.

I 160 gruppi etnici russi parlano circa 100 lingue. Secondo il censimento del 2002, 142,6 milioni di persone parlano russo, seguite da 5,3 milioni di lingua tartara e 1,8 milioni di lingua ucraina. La lingua russa è l'unica lingua ufficiale di Stato, ma la Costituzione conferisce alle singole repubbliche il diritto di stabilire le proprie lingue ufficiali, oltre al russo.
Il russo appartiene alla famiglia delle lingue indo-europee e delle lingue slave orientali. I primi esempi di scritti in russo antico sono attestati a partire dal X secolo.
Il russo è la seconda lingua più usata su internet dopo l'inglese e una delle due lingue ufficiali a bordo della Stazione spaziale internazionale ed è una delle sei lingue ufficiali delle Nazioni Unite.

### Media e libertà d'espressione
La libertà dei media in Russia riguarda sia la capacità dei direttori dei mezzi di comunicazione di massa di attuare politiche indipendenti sia la capacità dei giornalisti di accedere a fonti di informazione e di lavorare senza pressioni esterne. I media russi includono canali televisivi e radiofonici, periodici e media su Internet, che secondo le leggi della Federazione Russa possono essere proprietà statale o privata.
Nel 2013 la Russia si è classificata al 148º posto su 179 paesi nell'indice della libertà di stampa di Reporters Without Borders. Nel 2015 Freedom House riporta che la Russia ha ottenuto un punteggio di 8,93 (su 100), soprattutto a causa delle nuove leggi introdotte nel 2014 che hanno ulteriormente esteso il controllo statale sui mass media. La situazione è ancora peggiore in Crimea dove, dopo l'annessione della Russia, sia la giurisdizione russa che i mezzi extra-giudiziali sono applicati di routine per limitare la libertà di espressione.
Vari aspetti della libertà di stampa sono criticati da molteplici organizzazioni internazionali. Mentre molta attenzione viene prestata alle influenze politiche, l'esperto di media William Dunkerley della American University di Mosca, sostiene che la genesi della libertà di stampa della Russia risiede nella disfunzione economica che caratterizza il settore.

## Ordinamento dello Stato

### Suddivisioni amministrative
Secondo la Costituzione il Paese è composto da ottantatré soggetti federali. Nel 1993, quando la Costituzione è entrata in vigore, vi erano ottantanove soggetti federali, ma in seguito alcuni di loro sono stati accorpati.
- 46 (o 48) Oblast' (Regioni, in giallo nell'immagine): tipo più comune di soggetti federali, in cui il governatore viene eletto direttamente dal popolo insieme all’assemblea legislativa locale; A seguito dell’invasione russa dell’Ucraina del 2022 la Federazione Russa ha aggiunto le due oblast' ucraine di Cherson e Zaporož'e occupate militarmente, ma non riconosciute dalla maggioranza della comunità internazionale;
- 9 Kraj (Territori, in arancione nell'immagine): essenzialmente uguali alle oblast'. La denominazione "territorio" è storica, in quanto essa era originariamente data alle regioni di frontiera e in seguito anche alle divisioni amministrative che componevano Circondari autonomi o oblast' autonome;
- 21 (o 24) Repubbliche della Russia (Repubbliche, in verde nell'immagine): nominalmente autonome e pensate per essere la patria di specifiche minoranze etniche; ognuna ha il compito di redigere una propria costituzione, e l’elezione del governatore e del parlamento locali avvengono tramite elezione diretta. Le Repubbliche sono autorizzate a riconoscere la propria lingua ufficiale oltre a quella russa, ma sono rappresentate dal governo federale negli affari internazionali. A seguito della crisi di Crimea del 2014, la Federazione Russa ha aggiunto alle altre ventuno la Repubblica di Crimea, ma, visto che la maggior parte della comunità internazionale e l'Ucraina non riconoscono l'annessione della Crimea alla Russia e continuano a considerarla come parte integrante del territorio ucraino, il numero delle repubbliche presenti sul territorio russo è discordante. Per i russi sono 22, per la comunità internazionale e l'Ucraina sono 21; A seguito dell’invasione Russa dell'Ucraina le due Repubbliche autoproclamate di Lugansk e Doneck sono state inserite come soggetti federali nella costituzione russa, ma non sono riconosciute dalla comunità internazionale;
- 4 Okrug autonomi (Circondari autonomi, in blu nell'immagine): in origine enti autonomi all'interno delle oblast' e dei kraj, creati per le minoranze etniche, il loro status fu elevato a quella dei soggetti federali nel 1990. Con l'eccezione del Circondario autonomo della Čukotka, tutti i Circondari autonomi sono ancora amministrativamente subordinati a un kraj o a un'oblast' di cui fanno parte;
- 1 Regione autonoma (Oblast' autonoma ebraica, in viola nell'immagine): unica entità federale rimasta con tale denominazione e equiparabile alla Repubbliche. Storicamente, infatti, le oblast' autonome erano unità amministrative subordinate ai kraj. Nel 1990 tutte, tranne per l'oblast' ebraica, sono state elevate allo status di repubblica;
- 2 (o 3) Città federali della Russia (Città federali, in rosso nell'immagine): godono di questo status solo le due principali città russe (Mosca e San Pietroburgo), che considerata la loro importanza a livello federale, funzionano come regioni separate. A seguito dell'annessione della Crimea alla Russia, la Russia ha aggiunto a queste la Città federale di Sebastopoli, tuttavia la maggior parte della comunità internazionale e l'Ucraina non riconoscono l'annessione di Sebastopoli e del resto della Crimea alla Federazione e continuano a considerarla come parte integrante del territorio ucraino, conseguentemente il numero delle città federali russe è discordante. Per il governo russo sono 3, per la comunità internazionale e l'Ucraina sono 2.

Soggetti federali della Russia

I soggetti federali sono, dal 2000 (legge del 13 maggio-n. 849), raggruppati in otto circondari federali, ognuno amministrato da un inviato nominato dal Presidente della Federazione Russa. A differenza dei soggetti federali, i distretti federali non sono un livello subnazionale di governo, ma sono un livello di amministrazione del governo federale. Gli inviati ai distretti federali fungono da collegamento tra i soggetti federali e il governo federale e sono i primi responsabili della supervisione della conformità dei soggetti federali con le leggi federali.

### Città principali
| 1  | Mosca           | Mosca                      | 12 100 000 | 11 | Ufa         | Baschiria                 | 1 090 000 |
| 2  | San Pietroburgo | San Pietroburgo            | 5 190 000  | 12 | Krasnojarsk | Territorio di Krasnojarsk | 1 050 000 |
| 3  | Novosibirsk     | Oblast' di Novosibirsk     | 1 560 000  | 13 | Perm'       | Territorio di Perm'       | 1 030 000 |
| 4  | Ekaterinburg    | Oblast' di Sverdlovsk      | 1 420 000  | 14 | Voronež     | Oblast' di Voronež        | 1 000 496 |
| 5  | Nižnij Novgorod | Oblast' di Nižnij Novgorod | 1 250 000  | 15 | Volgograd   | Oblast' di Volgograd      | 1 000 000 |
| 6  | Kazan'          | Tatarstan                  | 1 200 000  | 16 | Saratov     | Oblast' di Saratov        | 840 000   |
| 7  | Čeljabinsk      | Oblast' di Čeljabinsk      | 1 180 000  | 17 | Krasnodar   | Territorio di Krasnodar   | 800 000   |
| 8  | Samara          | Oblast' di Samara          | 1 170 000  | 18 | Togliatti   | Oblast' di Samara         | 710 000   |
| 9  | Omsk            | Oblast' di Omsk            | 1 170 000  | 19 | Iževsk      | Udmurtia                  | 640 000   |
| 10 | Rostov sul Don  | Oblast' di Rostov          | 1 100 000  | 20 | Ul'janovsk  | Oblast' di Ul'janovsk     | 615 000   |

### Costituzione
L'attuale Costituzione della Federazione Russa venne adottata tramite referendum nazionale il 12 dicembre 1993.

### Ordinamento scolastico

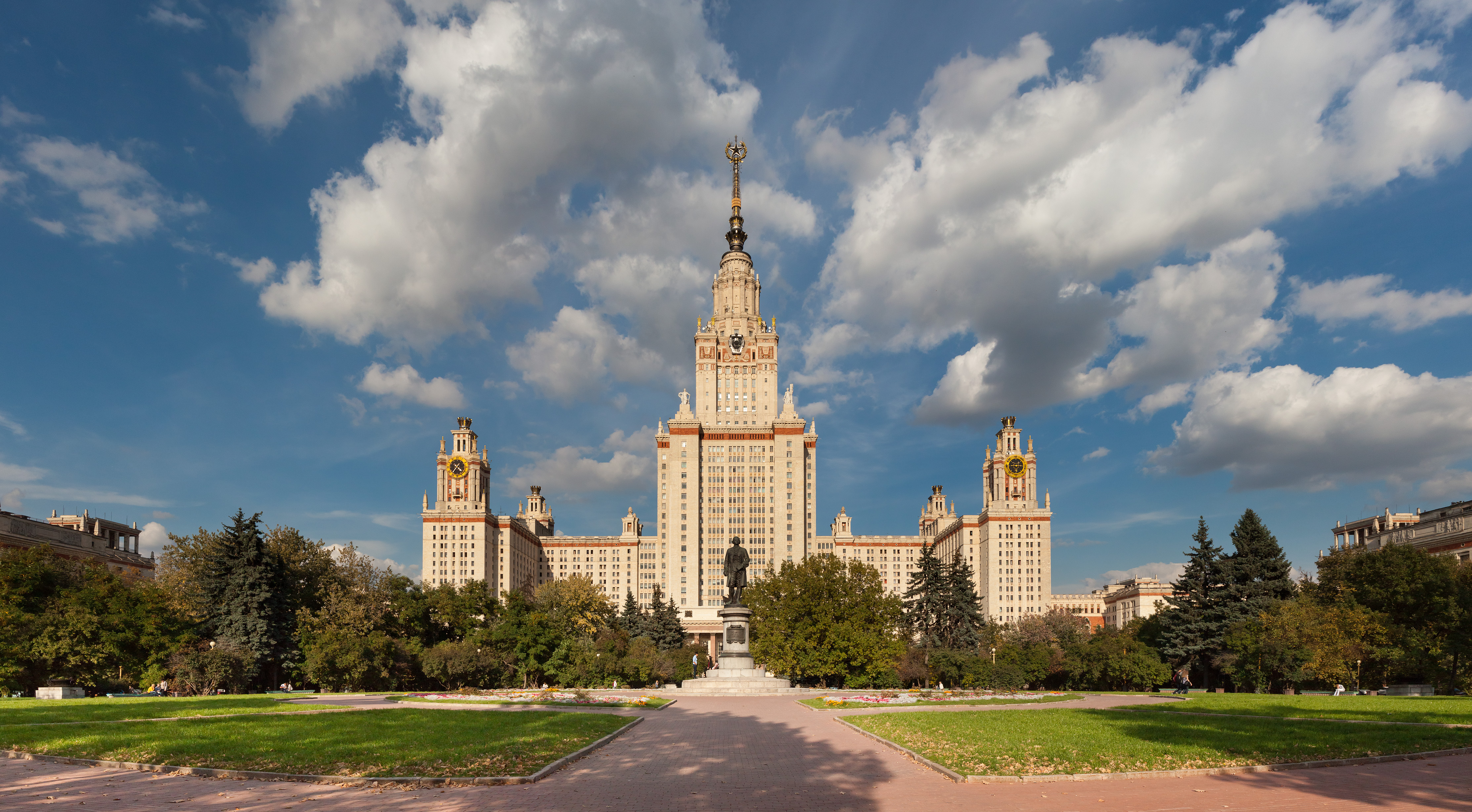
L'Università Statale di Mosca.

La Russia vanta la percentuale più alta di diplomati di livello superiore, rispetto a qualsiasi altro Stato del mondo. Il Paese offre un sistema gratuito di istruzione garantito, costituzionalmente, a tutti i cittadini, tuttavia per accedere all'istruzione superiore sovvenzionata vi è una forte competizione. In seguito alla grande enfasi posta sulla scienza e sulla tecnologia, l'istruzione nel campo medico, matematico, scientifico e aerospaziale è in generale di qualità elevata.
Dal 1990 il ciclo di studi obbligatori è di undici anni. L'istruzione nelle scuole secondarie statali è gratuita, come anche nelle università, anche se con eccezioni. Infatti, anche se una parte consistente degli studenti frequenta gratuitamente, molti istituti stanno cominciando a proporre posti a pagamento.
La scuola dell'obbligo dura 9 anni, al termine dei quali è necessario passare l'OGE (Esame Principale di Stato). Gli studenti scelgono le materie nelle quali vogliono essere esaminati, tranne la lingua russa e la matematica, che sono materie che prevedono esaminazione obbligatoria. Se si vuole continuare il percorso di studi dopo l'OGE, si deve scegliere un percorso di studio scolastico individuale della durata di due anni, un liceo della durata di tre anni o un college della durata di quattro anni. Al termine dell'istruzione secondaria di secondo grado bisogna passare l'EGE (Esame di Stato Unificato), il quale prevede due materie obbligatorie, ovvero la lingua russa e la matematica, e delle materie a scelta. 
Nel 2004 la spesa statale per l'istruzione è stata pari al 3,6% del PIL, corrispondenti al 13% del bilancio statale consolidato. Il governo stanzia fondi per pagare le tasse universitarie entro un bilancio di previsione stabilito o secondo il numero di studenti per ogni istituto statale. Gli studenti che frequentano gli istituti di istruzione superiore ricevono un piccolo stipendio e alloggiano gratuitamente se provengono da fuori città.

### Università
Le più antiche e grandi università russe sono l'Università statale di Mosca e l'Università statale di San Pietroburgo.
L'Università statale di Mosca, la più antica di Russia, venne fondata nel 1755 dall'imperatrice Elisabetta di Russia, che con decreto del 25 gennaio 1755 accolse le istanze di Ivan Šuvalov e Michail Lomonosov, a cui è intitolata. Negli anni duemila, al fine di creare istituti di istruzione superiore e di ricerca di scala paragonabile alle regioni russe, il governo ha lanciato un programma per istituire le "università federali", per lo più grazie alla fusione di grandi università regionali già esistenti e gli istituti di ricerca, fornendo loro un finanziamento speciale. Queste nuove istituzioni sono l'Università Federale Meridionale, l'Università Federale Siberiana, l'Università Federale di Kazan', l'Università Federale nord-orientale e l'Università Federale dell'Estremo Oriente.

### Sistema sanitario

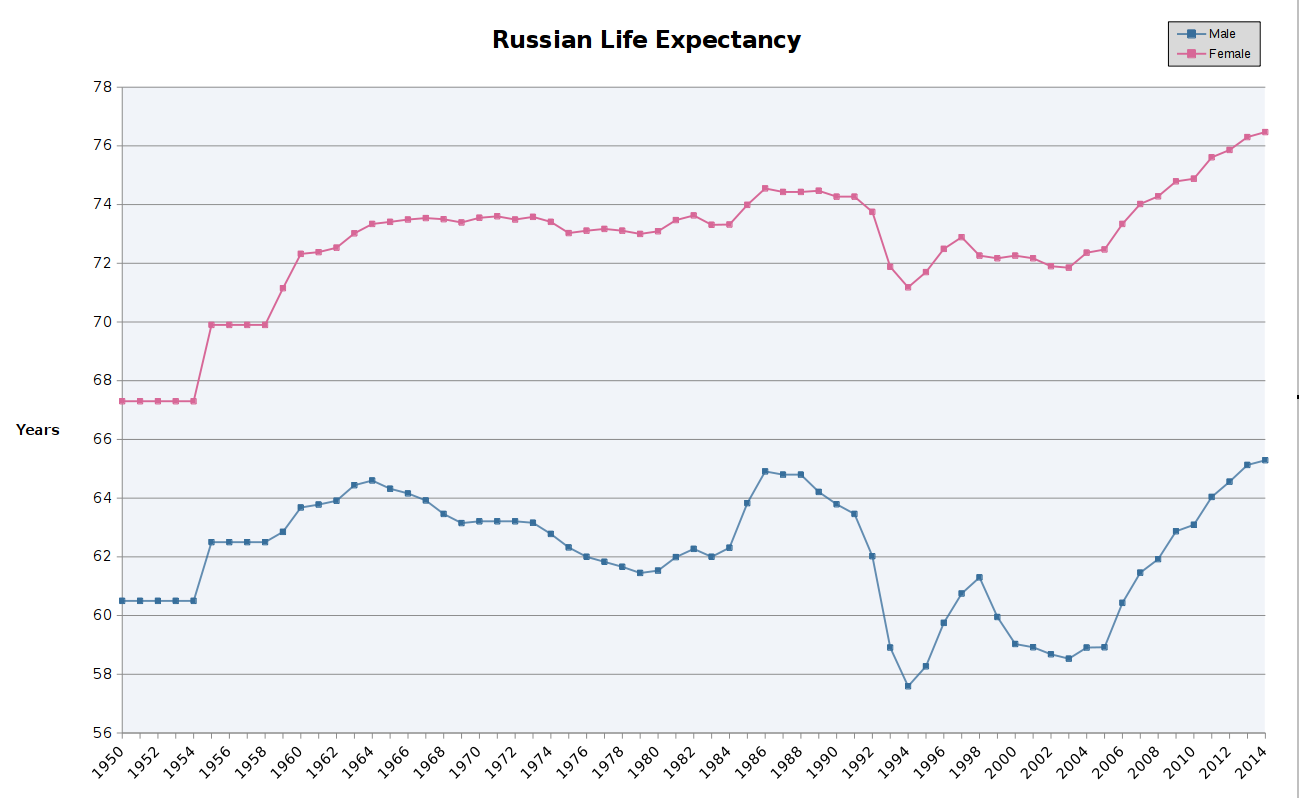
Il grafico mostra l'andamento dell'aspettativa di vita della popolazione russa

La Costituzione russa garantisce il libero accesso all'assistenza sanitaria per tutti i cittadini. Tuttavia tale gratuità appare parzialmente limitata a causa della registrazione obbligatoria. Mentre il Paese gode di un numero di medici, ospedali e operatori sanitari tra i più alti rispetto a quasi qualsiasi altro paese al mondo su base pro capite, a seguito della dissoluzione dell'Unione Sovietica la salute della popolazione russa ha subito un peggioramento per via dei cambiamenti sociali, economici e degli stili di vita. Tuttavia questa tendenza è stata invertita a partire dal 2006, con un'aspettativa di vita media che ha visto un incremento di 5,2 anni per i maschi e di 3,1 anni per le femmine, nel periodo tra il 2006 e il 2014.
Al 2014 l'aspettativa di vita media in Russia era di 65,29 anni per i maschi e di 76,49 anni per le femmine. Il più grande fattore che contribuisce alla relativamente bassa aspettativa di vita maschile è l'alto tasso di mortalità che si registra in età lavorativa. I decessi per lo più si verificano a causa di cause prevenibili (ad esempio, alcolismo, tabagismo, incidenti stradali, crimini violenti). A seguito della grande differenza nella speranza di vita e anche per l'effetto duraturo successivo alle alte perdite umane avvenute durante la seconda guerra mondiale, vi è uno squilibrio tra i sessi, con un rapporto di 0,859 maschi per ogni femmina.

### Forze armate

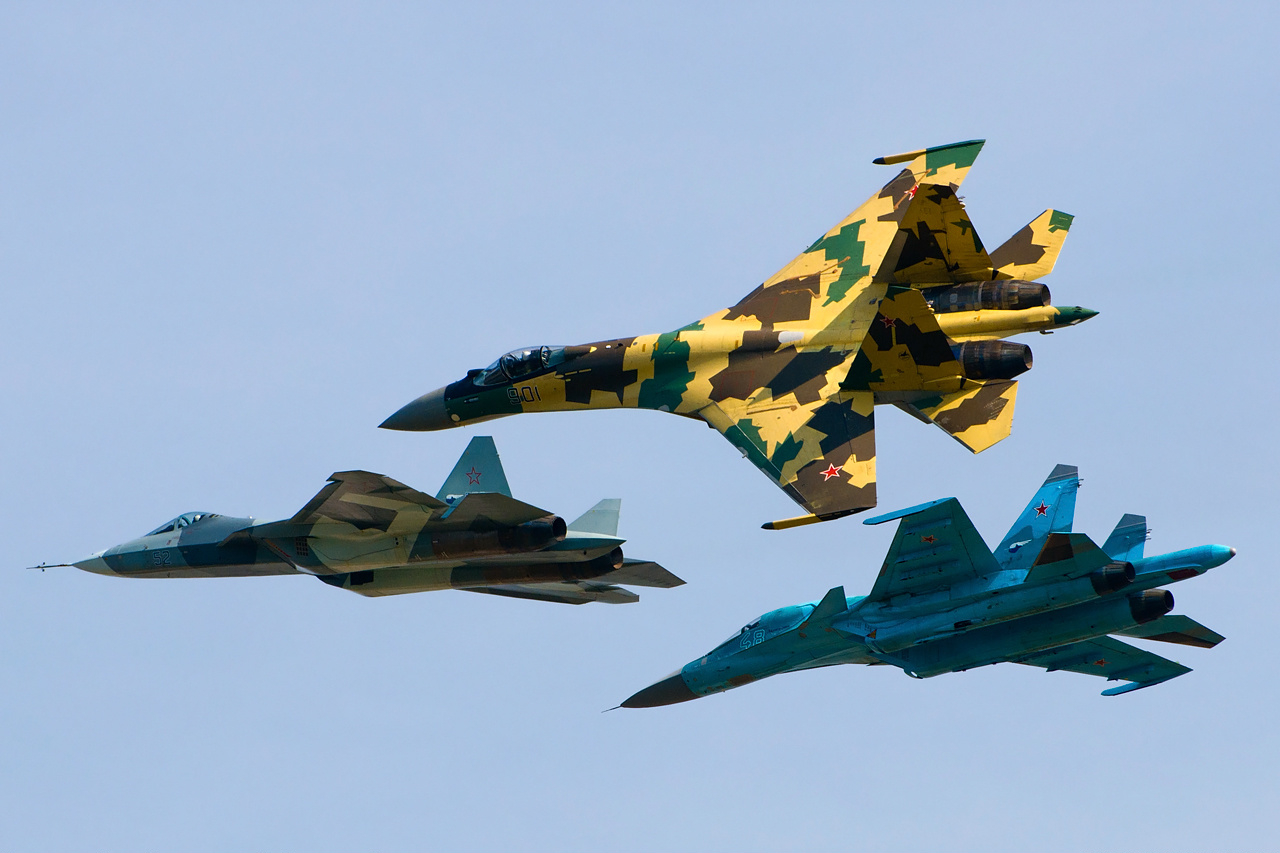
Moderni caccia russi: Sukhoi Su-35, Sukhoi Su-34, Sukhoi PAK FA.

L'esercito russo è composto da Esercito, Marina e Aeronautica. Vi sono inoltre tre ulteriori bracci indipendenti che sono le forze missilistiche strategiche, le truppe aviotrasportate e le Forze spaziali. Nel 2006, l'esercito contava 1 037 000 persone in servizio attivo. Il servizio militare, della durata di un anno, è obbligatorio per tutti i cittadini di sesso maschile di età compresa tra 18 e i 27 anni.
La Russia possiede la più grande riserva di armi nucleari nel mondo e la seconda più grande flotta di sottomarini lanciamissili balistici ed è l'unico Paese, insieme agli Stati Uniti, con una moderna forza di bombardieri strategici. La sua componente di carri armati è la più grande del mondo.
Il Paese vanta un'industria di grandi dimensioni ed è in grado di produrre autonomamente la maggior parte del suo equipaggiamento militare e solo pochi tipi di armi devono essere importate. Ciò rende la Russia uno dei più importanti fornitori al mondo di armi e da sola copre circa il 30% del mercato mondiale con esportazioni in circa 80 Paesi. Lo Stockholm International Peace Research Institute, SIPRI, ha rilevato che la Russia è stato il secondo più grande esportatore di armi nel 2010-2014, aumentando le sue esportazioni del 37% rispetto al periodo 2005-2009. Nel 2010-2014 la Russia ha consegnato armamenti a 56 Stati e alle forze ribelli dell'Ucraina orientale.

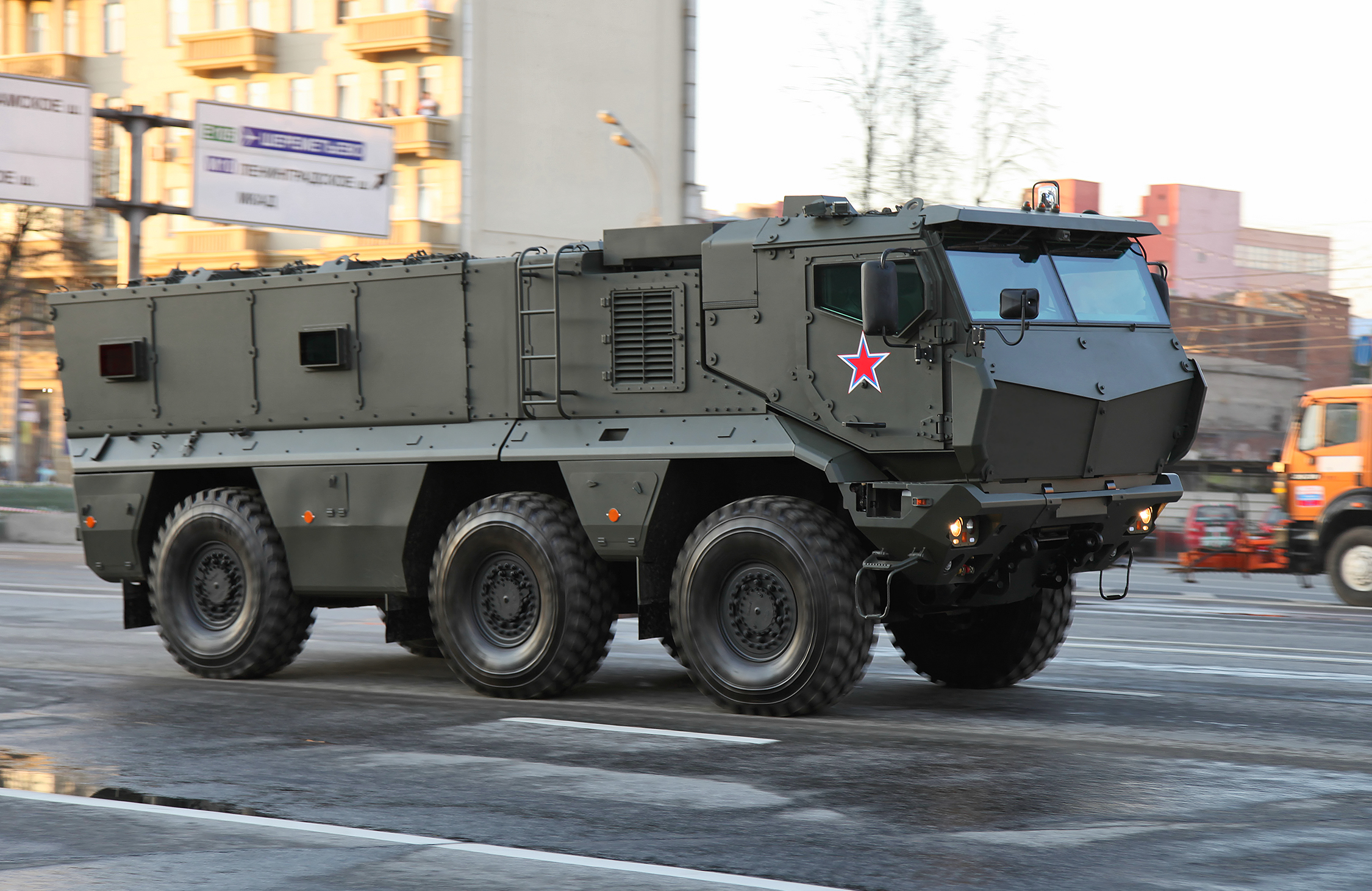
MRAP Kamaz Typhoon.

Il bilancio 2014 delle spese militari del governo russo è stato di circa 2 490 miliardi di rubli (circa 69,3 miliardi di dollari statunitensi), il terzo più grande al mondo dopo gli Stati Uniti e la Cina. Il bilancio è destinato a salire a 3 030 miliardi di rubli (circa 83,7 miliardi di dollari) nel 2015 e a 3 360 miliardi di rubli (circa 93,9 miliardi di dollari) nel 2016. Tuttavia stime non ufficiali considerano in realtà un bilancio significativamente più alto, ad esempio il SIPRI stima che la spesa militare del 2013 sia stata di 18 miliardi di dollari superiore ai dati ufficiali. Al 2014 il bilancio militare della Russia era superiore a qualsiasi altra nazione europea.
Secondo il Global Peace Index del 2012 la Russia è il sesto Paese meno pacifico su 162 Paesi considerati, principalmente a causa della sua industria bellica. La Russia è storicamente classificata in bassa posizione fin dalla nascita dell'indice nel 2007.

### Sicurezza dello Stato

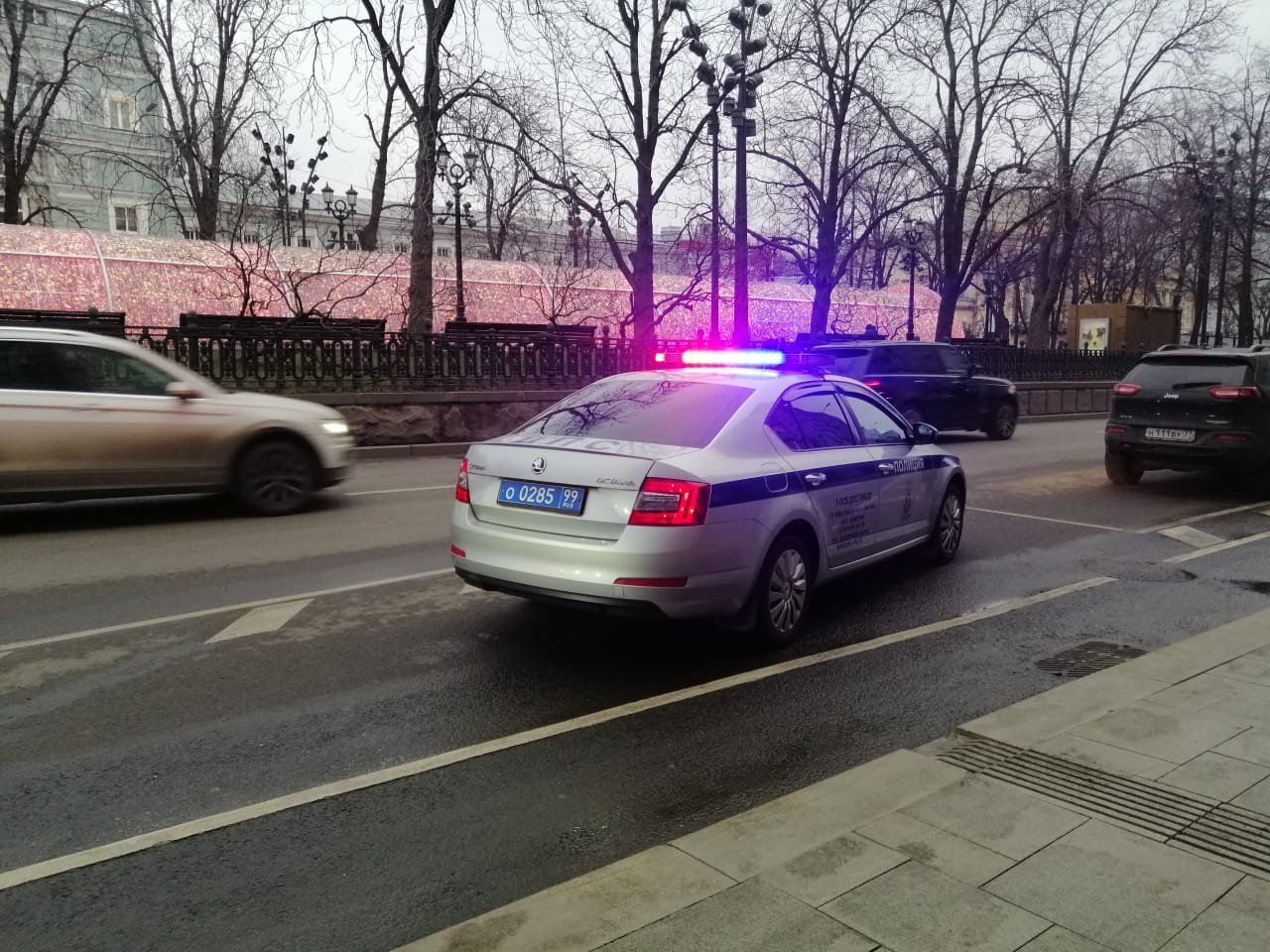
Skoda Octavia della Polizia a Mosca

La sicurezza dei cittadini è garantita da diverse strutture governative quali l'MVD (il Ministero dell'Interno - МВД РФ), l'MCHS (il Ministero per le Situazioni anomale. - МЧС РФ), l'FSB (il Servizio Federale di Sicurezza - ФСБ РФ), il FSO (il Servizio Federale di Protezione - ФСО РФ), l'SVR (il Servizio di Controspionaggio - СВР РФ), il GFS (il Servizio delle Comunicazioni Speciali - ГФС РФ),lo FSTEK (il Servizio Federale per il controllo tecnico e per il controllo dell'export - ФСТЭК РФ), il FSVNG (la Guardia Nazionale - ФСВНГ РФ), lo FSIN (il Servizio Federale per i detenuti - ФСИН РФ), il GRU (il Comando Generale per lo Spionaggio - ГРУ РФ), dal FSSP (il Servizio Federale degli Ufficiali Giudiziari - ФССП РФ) e dal SKR (il Comitato Investigativo - СК РФ).

## Politica
In accordo con la Costituzione della Federazione Russa la forma di governo è semipresidenziale; il Presidente della Federazione Russa è il capo di Stato ed è eletto a suffragio universale diretto con un sistema a doppio turno (con secondo turno di ballottaggio tra i due candidati con più voti, nel caso nessuno ottenga al primo turno la maggioranza assoluta dei voti validi). Il mandato presidenziale, originariamente previsto in quattro anni, è stato elevato nel dicembre 2008 a sei anni a decorrere dalla successiva elezione, per non più di due mandati consecutivi. Il presidente nomina il primo ministro e, su sua proposta, nomina e revoca i ministri, così come può far dimettere l'intero governo.
La Federazione Russa è fondamentalmente strutturata come una democrazia rappresentativa, con il governo federale composto da tre rami:
- Legislativo: L'assemblea federale bicamerale della Russia, composta da 450 membri della Duma di Stato e dai 166 membri del Consiglio federale, promuove le leggi federali, dichiara la guerra, approva accordi. La Duma può approvare una mozione di sfiducia al governo a maggioranza assoluta, ma il presidente può manifestare il suo dissenso; se la Duma approva entro tre mesi un'altra mozione di sfiducia, il presidente può optare tra l'accettazione delle dimissioni del governo e lo scioglimento dell'assemblea.
- Esecutivo: il presidente, che risiede al Cremlino, è il comandante in capo delle forze armate, può porre il veto ai disegni di legge prima che diventino legge, nomina le più alte cariche ufficiali dello Stato, compreso il Primo ministro, che deve essere approvato dalla Duma, la camera bassa del parlamento. Se la Duma respinge per tre volte la candidatura proposta, il presidente può decretarne lo scioglimento.[126]
- Magistratura: La Corte costituzionale, la Corte suprema, la Corte suprema di arbitrato e le corti federali inferiori, i cui giudici sono nominati dal Consiglio della Federazione Russa su proposta del presidente, hanno il compito di interpretare le leggi e possono abolire le leggi che ritengono incostituzionali.

La Russia possiede un parlamento bicamerale. L'Assemblea Federale (Federalnoe Sobranie) consiste in una camera alta conosciuta come Consiglio Federale (Sovet Federacii), composta da 170 delegati che prestano un servizio quadriennale (ognuna delle 85 suddivisioni amministrative ne nomina due), e in una camera bassa conosciuta, appunto, come Duma di Stato (Gosudarstvennaja Duma), che comprende 450 deputati, in carica per cinque anni (dal 2011).
La nuova legge elettorale prevede la distribuzione dei seggi tra le liste che hanno superato su scala nazionale lo sbarramento del 7%. I principali partiti politici, disciplinati da un'apposita legge, sono Russia Unita, il Partito Comunista della Federazione Russa, il Partito Liberal-Democratico di Russia, Russia Giusta e Russia del Futuro (non registrata). Nel 2012 la Russia si è classificata 122ª su 167 nazioni esaminate dal Democracy Index, mentre il World Justice Project la classifica all'80° su 99 Paesi in termini di stato di diritto.

## Economia
La Russia possiede un'economia di mercato molto sviluppata e che vanta enormi risorse naturali, in particolare petrolio e gas naturale. In termini di PIL nominale si classifica al 12º posto mondiale e al 6º posto come potere d'acquisto. A partire dall'inizio del XXI secolo l'alto consumo interno e una maggiore stabilità politica hanno sostenuto la crescita economica e nel 2008 il Paese ha chiuso il suo nono anno consecutivo di crescita, sperimentando però subito dopo un rallentamento dovuto al calo del prezzo del petrolio e del gas. Il PIL pro capite reale registrato nel 2010 era di 19 840 dollari statunitensi. La crescita è stata trainata principalmente dai servizi non commerciabili e dal mercato interno, a differenza delle esportazioni di petrolio o dall'estrazione di minerali. La media nominale dello stipendio per i russi è stata di 967 dollari al mese nei primi del 2013, rispetto agli 80 dollari che si potevano guadagnare nel 2000. Nel marzo 2014 il salario mensile nominale medio aveva raggiunto i 30 000 rubli (980 dollari), mentre l'imposta sul reddito delle persone fisiche era fissata al tasso del 13% sulla maggior parte dei redditi. Nel 2011 circa il 12,8% dei russi viveva sotto la soglia di povertà nazionale con un significativo calo dal 40% rispetto al 1998, il momento peggiore dopo il crollo dell'Unione Sovietica. Nel 2014 la disoccupazione in Russia era al 5,4%, in netto calo dal 12,4% dal 1999. La classe media è cresciuta dai soli 8 milioni di persone del 2000 ai 104 milioni di individui nel 2013. Le importazioni di zucchero sono scese dell'82% tra il 2012 e il 2013 a seguito dell'aumento della produzione interna. A fine 2014, visto il calo del rublo, il reddito medio netto era pari a 360 € secondo l'istituto nazionale di statistica ROSSTAT.

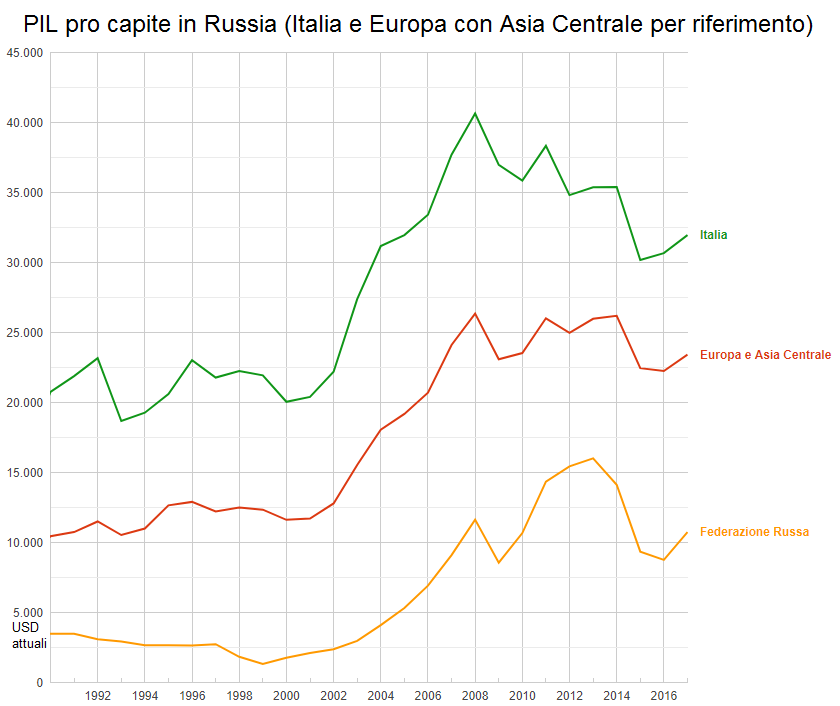
Andamento dell'economia russa dalla fine dell'Unione Sovietica.

Petrolio, gas naturale, metalli e legname rappresentano oltre l'80% delle esportazioni russe all'estero. A partire dal 2003 le esportazioni di risorse naturali hanno cominciato a diminuire con il mercato interno che si è rafforzato considerevolmente. Nonostante i prezzi alti dell'energia, il petrolio e il gas contribuiscono solo al 5,7% del PIL del Paese. I proventi delle esportazioni hanno permesso alla Russia di aumentare le sue riserve di valuta estera dai 12 miliardi di dollari del 1999 ai 597,3 miliardi di dollari posseduti al 1º agosto 2008, andando a costituire la terza più grande riserva di valuta estera del mondo. Nel 2006 la Russia aveva rimborsato la maggior parte dei suoi enormi debiti garantendosi uno dei più bassi debiti esteri tra le principali economie. Il fondo di stabilizzazione ha aiutato la Russia a uscire dalla crisi finanziaria globale in un modo migliore rispetto a come molti esperti si aspettavano.
Un semplice e snello sistema di tassazione, adottato a partire dal 2001, ha ridotto la pressione fiscale sulle persone e aumentato enormemente le entrate dello Stato. La Russia ha una flat tax del 13% che la classifica come il paese con il secondo sistema fiscale personale più attraente per singoli manager del mondo dopo gli Emirati Arabi Uniti. Secondo Bloomberg la Russia gode di maggior considerazione rispetto alla maggior parte dei paesi ricchi di risorse nel suo sviluppo economico, grazie alla sua lunga tradizione nell'istruzione, nella scienza e nell'industria. In Eurasia è il paese che ha la maggiore percentuale di laureati.

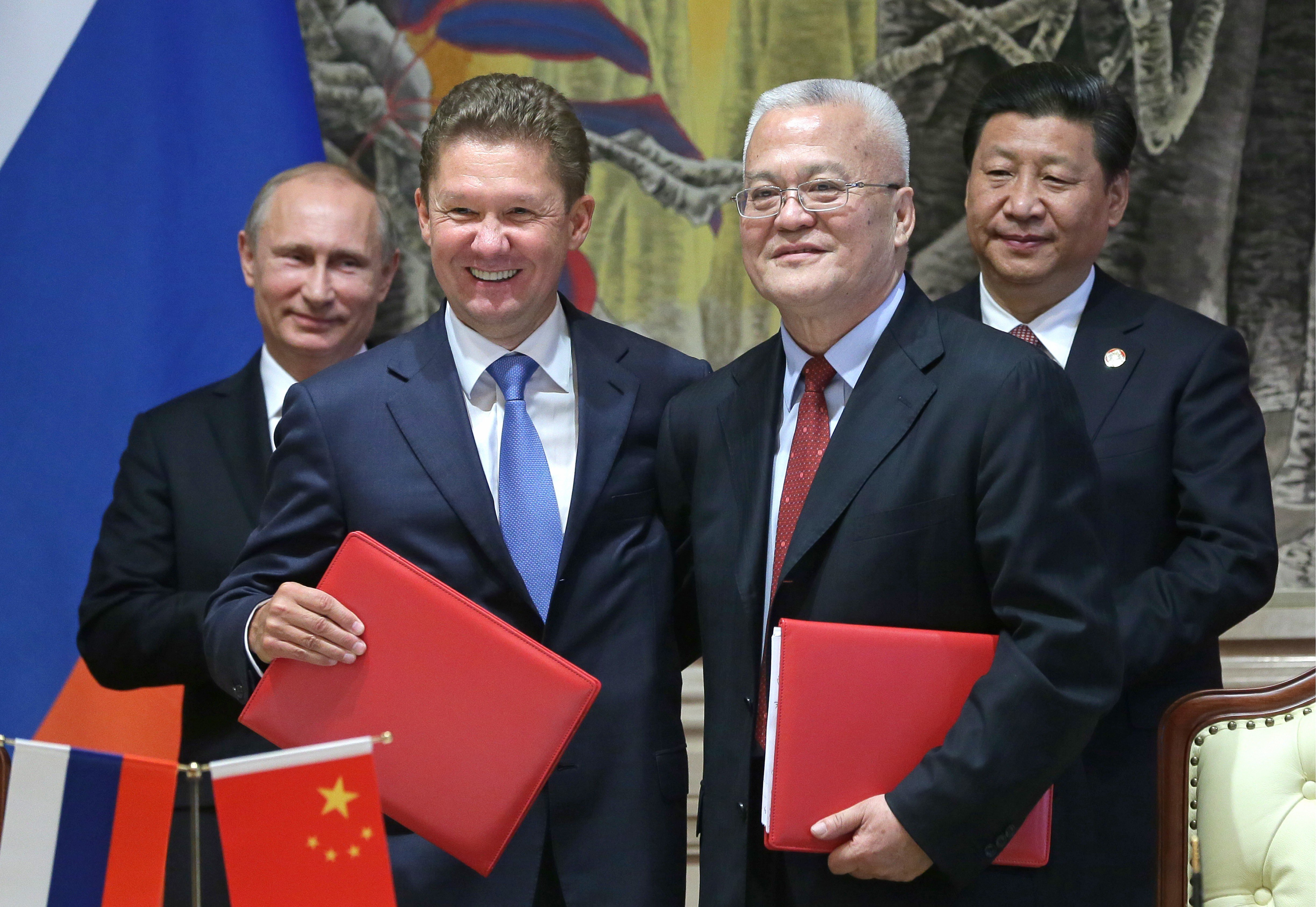
Il 21 maggio 2014, la Russia e la Cina hanno firmato un accordo per 400 miliardi di dollari in fornitura di gas.

Lo sviluppo economico in Russia non è stato tuttavia geograficamente uniforme, con la regione di Mosca che ha contribuito a una quota molto ampia del PIL complessivo. La disuguaglianza del reddito familiare e della ricchezza è stata ampiamente sottolineata e Credit Suisse ha rilevato che la non uniforme distribuzione della ricchezza russa è molto più accentuata rispetto a molti altri Paesi considerati e che "merita di essere posta in una categoria a parte". Un altro problema riguarda la modernizzazione delle infrastrutture; a tal proposito il governo ha garantito che circa 1 000 miliardi di dollari sarebbero stati investiti nello sviluppo infrastrutturale entro il 2020. Nel dicembre 2011 la Russia ha aderito all'Organizzazione mondiale del commercio, garantendosi così un maggiore accesso ai mercati esteri. Alcuni analisti stimano che l'adesione all'OMC potrebbe portare all'economia russa un rimbalzo fino al 3% annuo. Secondo l'indice di percezione della corruzione, la Russia si classifica come il primo Paese più corrotto in Europa dal 2016. La Camera di Commercio russo-norvegese afferma anche che «la corruzione è uno dei più grandi problemi con cui le aziende russe e internazionali hanno a che fare». Si stima che la corruzione costi all'economia russa circa 2 miliardi di dollari (200 miliardi di rubli) per anno.
Secondo uno stress test condotto dalla banca centrale russa sul sistema finanziario l'economia del Paese sarebbe in grado di gestire una svalutazione del 25% -30% senza grosse interferenze da parte della stessa banca centrale. Tuttavia l'economia russa alla fine del 2013 ha cominciato un periodo di stagnazione in concomitanza con la guerra dell'Ucraina orientale ed è in pericolo di entrare in stagflazione, cioè una crescita lenta e alta inflazione. Da ottobre 2013 a ottobre 2014 il rublo russo è crollato del 24% entrando nel livello in cui la banca centrale potrebbe valutare un intervento per rafforzare la moneta. Inoltre, dopo aver portato l'inflazione al 3,6% nel 2012, il tasso più basso dall'indipendenza dall'Unione Sovietica, l'inflazione in Russia è salita a quasi il 7,5% nel 2014, portando la banca centrale ad aumentare il tasso di interesse dal 5,5% all'8%. In un articolo dell'ottobre 2014 apparso su Bloomberg Business Week si riferiva che il Paese aveva cominciato a spostare significativamente la sua economia verso la Cina, in risposta alla crescente tensione finanziaria a seguito della sua annessione della Crimea e le successive sanzioni economiche occidentali.
A seguito delle sanzioni occidentali per l'invasione dell'Ucraina, i depositi privati nelle banche russe sono diminuiti di 1 300 miliardi di rubli (21,6 miliardi di dollari), pari al 3,8%. Il Fondo Monetario Internazionale prevede per il 2022 un aumento dei disoccupati pari a 3.8 milioni di unità. Ad aprile è stata varata una legge che vieta alle banche russe di divulgare i bilanci intermedi e annuali, mentre il Cremlino ha ottenuto la facoltà di non divulgare i dati relativi alle riserve in valuta estera.

### Settore primario

Campi di segale di Ivan Shishkin. La Russia è il primo produttore al mondo di segale, orzo, grano saraceno, avena e semi di girasole. Inoltre è uno dei maggiori produttori ed esportatori di grano.

In Russia la superficie totale della terra coltivata è stata stimata nel 2005 in 1237294 km², la quarta più ampia al mondo. Dal 1999 al 2009 l'agricoltura ha mostrato una crescita costante e il Paese si è trasformato da grande importatore di grano al primo esportatore. La produzione di carne è cresciuta dalle 6 813 000 tonnellate del 1999 alle 9 331 000 tonnellate del 2008 e continua a crescere. Questa crescita del settore agricolo è stata sostenuta dalla politica di credito del governo che ha aiutato sia i singoli agricoltori, sia le grandi aziende agricole private che derivano dai kolchoz sovietici e che ancora possiedono una quota significativa dei terreni agricoli. Mentre le grandi aziende si concentrano principalmente sulla produzione di grano e sull'allevamento, nei piccoli appezzamenti delle famiglie si concentrano soprattutto la coltivazioni di patate, verdure e frutta.
Grazie all'accesso a un oceano e a diversi mari la pesca è uno dei settori di produzione più importanti e contribuisce all'approvvigionamento di pesce a livello mondiale. Nel 2016 la sola Russia aveva realizzato 491 700 068 tonnellate di pescato. Sia le esportazioni sia le importazioni di pesce e prodotti del mare sono cresciute significativamente negli ultimi anni.
La Russia possiede più di un quinto delle foreste di tutto il mondo. Tuttavia, secondo uno studio del 2012 dalla Food and Agriculture Organization delle Nazioni Unite, questo notevole potenziale è sottoutilizzato e la quota russa nel commercio mondiale dei prodotti forestali è inferiore al quattro per cento.

### Energia

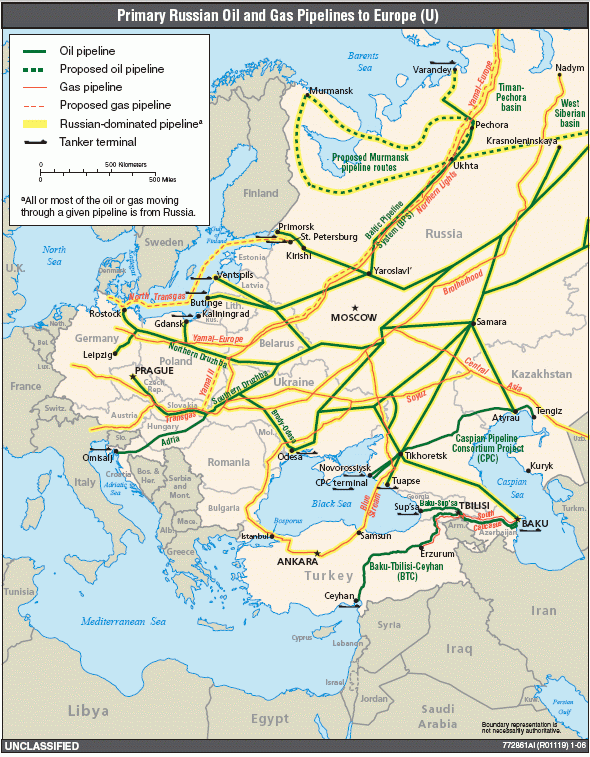
La Russia è un fornitore importante di petrolio e gas per gran parte dell'Europa.

Negli ultimi anni la Russia è stata spesso descritta dai media come una superpotenza energetica. Il Paese possiede le maggiori riserve mondiali di gas naturale dopo il Qatar, le ottave più grandi riserve di petrolio, e la seconda più grande di carbone. La Russia è il principale esportatore mondiale di gas naturale e il secondo più grande produttore.
La Russia è il terzo più grande produttore di energia elettrica di tutto il mondo e il quinto più grande da fonti rinnovabili, il secondo per la produzione idroelettrica. I più grandi impianti idroelettrici si trovano nella Russia europea, lungo grandi fiumi come il Volga. La parte asiatica della Russia dispone anche di una serie di importanti centrali idroelettriche, ma il gigantesco potenziale idroelettrico della Siberia e dell'estremo oriente russo rimane in gran parte non sfruttato.
La Russia è stata il primo Paese a sviluppare energia nucleare per scopi civili e a costruire la prima centrale nucleare del mondo. Il paese è tuttora il quarto più grande produttore di energia dalla fissione. Questo settore è in rapido sviluppo con l'obiettivo di aumentare la quota complessiva dal 16,9% al 23% entro il 2020. Il governo russo prevede di stanziare 127 miliardi di rubli (5,42 miliardi di dollari) per un programma federale dedicato alla nuova generazione di tecnologie nucleari. Circa 1 miliardo di rubli (17,6 milioni di dollari) era stato assegnato al bilancio federale per l'energia nucleare e lo sviluppo del settore prima del 2015.
Nel maggio 2014, durante un viaggio di due giorni a Shanghai, il presidente Putin ha firmato un accordo per conto della Gazprom per fornire la Cina di 38 miliardi di metri cubi di gas naturale all'anno. È stata inoltre concordata la costruzione di un gasdotto per facilitare l'operazione in cui la Russia contribuirà per 55 miliardi di dollari e la Cina per 22 miliardi; Putin ha descritto ciò come "il più grande progetto di costruzione del mondo per i prossimi quattro anni". Il gas naturale dovrebbe cominciare ad arrivare tra il 2018 e il 2020 e continuerà per trent'anni, a un costo finale per la Cina di 400 miliardi di dollari.

### Industria
Nel febbraio 2013 la produzione industriale in Russia è diminuita del 2,1% rispetto all'anno precedente. Storicamente, dal 2006 al 2013, l'industria manifatturiera russa è cresciuta in media del 2,82%, con un picco del 12,60% nel maggio 2010 e un calo massimo del 16,90% nel gennaio 2009. In Russia la produzione industriale dipende strettamente dall'andamento del settore minerario e dei trasporti.

#### Difesa
In Russia l'industria della difesa impiega 2 milioni e mezzo di persone, che rappresentano un quinto dei dipendenti del settore manifatturiero. Il Paese è il secondo esportatore mondiale di armi convenzionali, dopo gli Stati Uniti d'America, e i prodotti più popolari del settore sono aerei militari, sistemi di difesa aerea, elicotteri, carri armati e veicoli terrestri militari.

#### Aerospazio
Un settore caratteristico dell'industria manifatturiera russa è la produzione di aeromobili e mezzi spaziali, che impiega circa 355 000 persone. L'industria aerospaziale russa produce soprattutto aerei ed elicotteri militari, che da soli rappresentano metà delle esportazioni del settore della difesa.

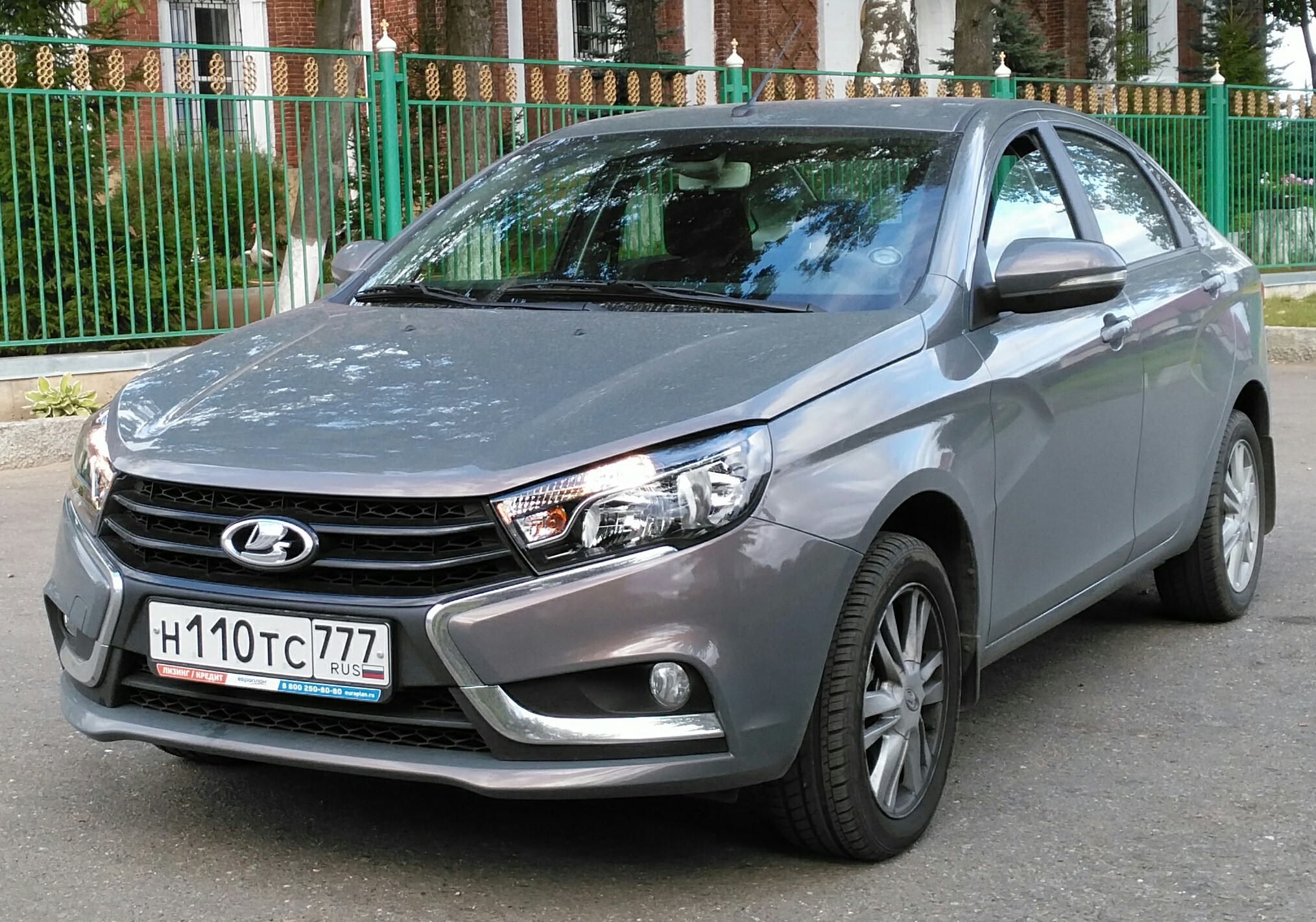
Lada Vesta nella sua versione di berlina

#### Autoveicoli
In Russia è molto presente l'industria dell'automobile, che impiega circa 600 000 persone, lo 0,7% della forza lavoro nazionale. L'indotto relativo è importante, con oltre 2 milioni di occupati. Nel 2010 la Russia ha prodotto il 7% delle automobili vendute al mondo, ponendosi al quindicesimo posto nella graduatoria mondiale. Nei due anni precedenti il settore ha però dimezzato la produzione a causa della crisi economica mondiale. Notevole anche il settore dei veicoli industriali: i camion Kamaz hanno vinto per 16 volte, fino ad oggi (2019), il rally Dakar.

#### Elettronica
In Russia è in forte espansione anche la microelettronica, già presente negli anni ottanta e novanta.

### Commercio
Nel 2013 i russi hanno speso il 60% del loro reddito nell'acquisto di beni e servizi, la media più alta d'Europa. Ciò è dovuto forse al fatto che molti russi non pagano affitti e possiedono case di proprietà, ereditate dalle privatizzazioni del settore edile negli anni novanta. I centri commerciali sono molto diffusi grazie a crescenti investimenti stranieri e all'ascesa della nuova classe media. In prossimità delle città maggiori sono stati costruiti 82 centri commerciali, di cui solo alcuni molto estesi.

### Assicurazioni
Secondo la banca centrale russa, nel 2013 erano presenti nel paese 422 compagnie di assicurazioni. Il settore è presente in tutti gli ambiti, ad eccezione dei componenti di base per auto.

### Trasporti

#### Ferrovie

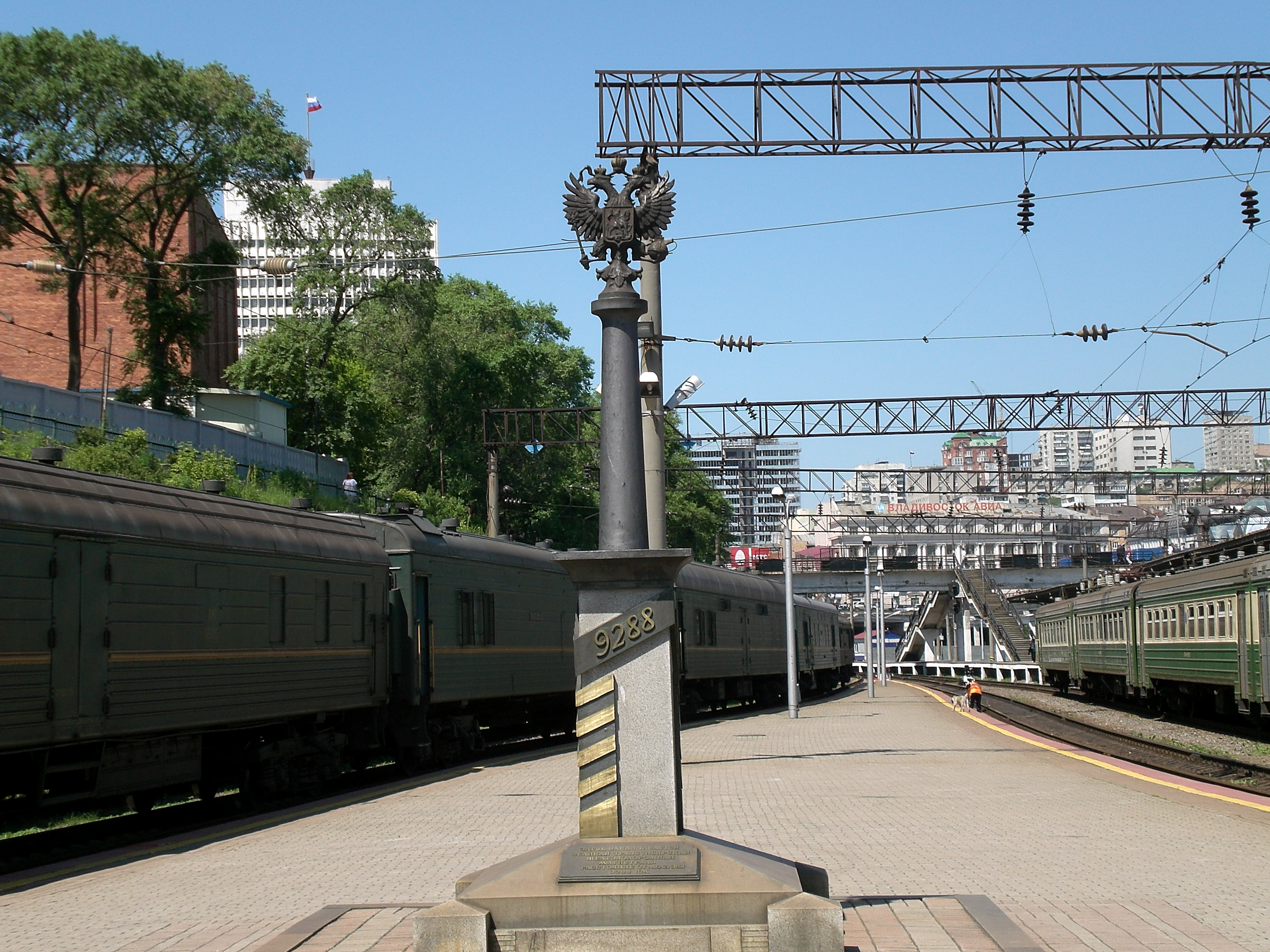
Il marcatore per chilometro 9288, alla fine della ferrovia Transiberiana a Vladivostok.

La gran parte del trasporto ferroviario in Russia è sotto il controllo della Rossijskie železnye dorogi, le ferrovie di Stato, che le gestisce in monopolio. L'azienda produce oltre il 3,6% del PIL del paese e gestisce il 39% del traffico totale di merci (compresi i gasdotti) e più del 42% del traffico passeggeri. La lunghezza totale delle linee ferroviarie più comuni supera gli 85 500 chilometri, arrivando a essere seconde solo alla rete statunitense. Oltre 44000 km di ferrovia è elettrificata, la maggior lunghezza per un singolo Stato al mondo. Le ferrovie russe, a differenza di quanto avviene nella maggior parte del mondo, usano un scartamento di 1 520 millimetri, con l'eccezione di 957 km sull'isola di Sakhalin con scartamento ridotto di 1 067 millimetri. La più famosa tratta ferroviaria russa è la Transiberiana che copre il record di sette fusi orari e permette i più lunghi servizi continuativi singoli nel mondo: Mosca-Vladivostok (9259 km), Mosca-Pyongyang (10267 km) e Kiev-Vladivostok (11085 km).

#### Strade

La principale rete stradale federale, con l'autostrada M11 evidenziata in rosso.

Al 2006 la Russia possedeva 933000 km di strade, di cui 755 000 erano asfaltate. Alcune di queste fanno parte del sistema autostradale federale russo. Considerando la sua vasta superficie, la densità stradale del Paese è la più bassa di tutti i Paesi del G8 e dei Paesi del BRICS. Il paese conta su una rete di "strade federali" che ha il suo centro a Mosca: proprio le grandi arterie che partono dalla capitale hanno il loro codice formato dal prefisso "M" più il numero della strada. Tra il 2014 e il 2024 è stata progressivamente aperta la nuova strada M11 tra Mosca e San Pietroburgo, la prima vera autostrada del paese. Le altre strade federali sono per lo più strade a singola corsia per senso di marcia, tranne che nei pressi di città o di raccordi stradali importanti.

#### Navigazione
Gran parte delle vie navigabili interne della Russia, che ammontano a 102000 km, sono costituite da fiumi o laghi naturali. Nella parte europea del Paese la rete di canali collega i bacini dei grandi fiumi. La capitale della Russia, Mosca, è stata talvolta chiamata "il porto dei cinque mari", per via dei suoi collegamenti navigabile al mar Baltico, al mar Bianco, al mar Caspio, al mar d'Azov e al mar Nero.

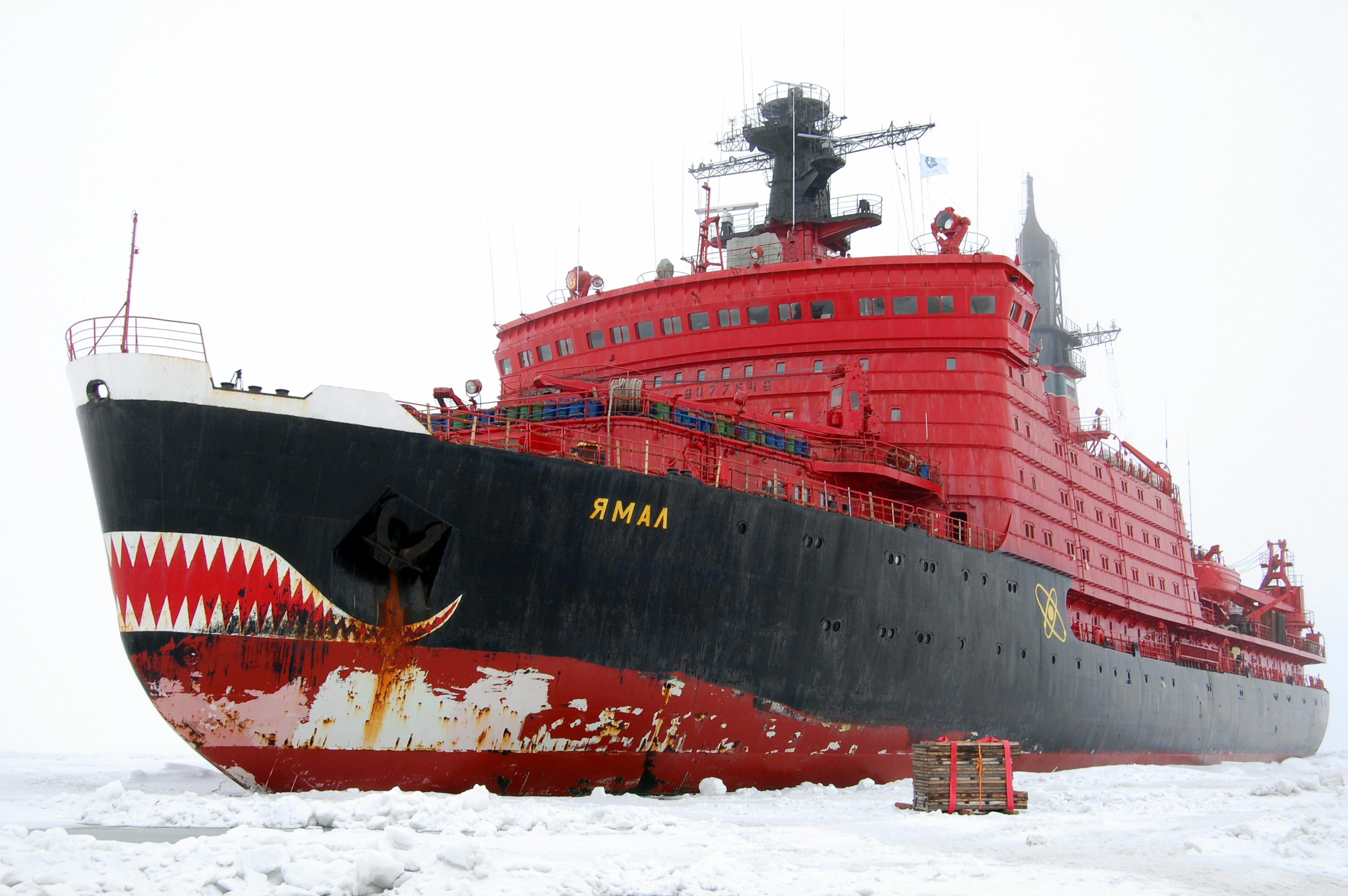
Rompighiaccio Jamal.

I principali porti della Russia includono Rostov sul Don, sul mar d'Azov, Novorossijsk sul mar Nero, Astrachan' e Machačkala sul mar Caspio, Kaliningrad e San Pietroburgo sul mar Baltico, Arcangelo sul mar Bianco, Murmansk sul mare di Barents, Petropavlovsk-Kamčatskij e Vladivostok sull'oceano Pacifico. Nel 2008 il Paese possedeva 1 448 navi per la marina mercantile. La Russia possiede l'unica flotta al mondo di rompighiaccio a propulsione nucleare per lo sfruttamento economico della piattaforma continentale artica del Paese, per lo sviluppo del commercio marittimo attraverso la rotta del mare del Nord tra l'Europa e l'Asia orientale.
Per la lunghezza totale dei gasdotti la Russia è seconda solo agli Stati Uniti e molti progetti di nuove linee sono tuttora in corso di realizzazione.

#### Aviazione

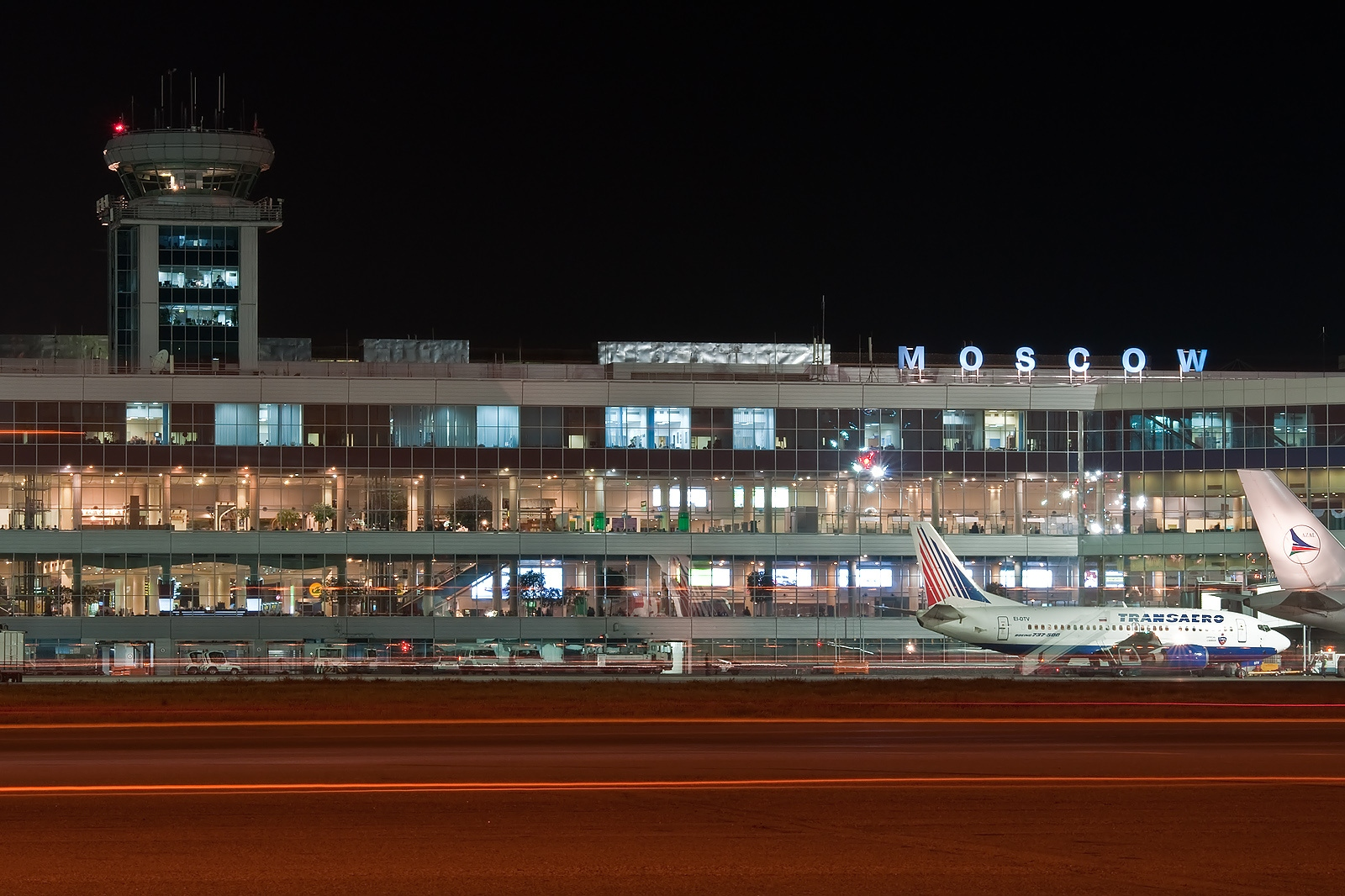
Aeroporto di Mosca-Domodedovo.

La Russia ha 1 216 aeroporti, di cui i più trafficati sono Šeremet'evo, Domodedovo e Vnukovo di Mosca e Pulkovo di San Pietroburgo. La lunghezza complessiva delle piste in Russia supera i 600000 km.

#### Trasporto Pubblico Locale

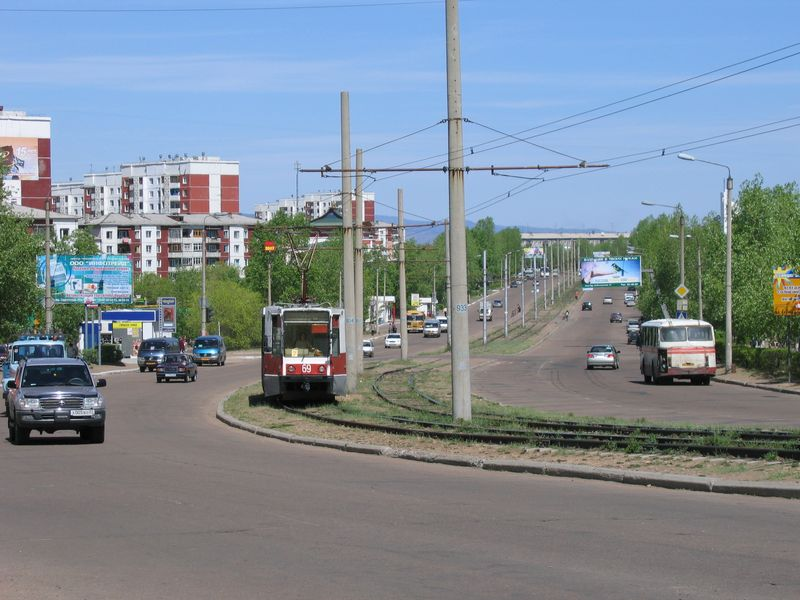
Un tipico tram in Russia.

In genere le principali città russe hanno sistemi di trasporto pubblico ben sviluppati, con diversi tipi di mezzi usati, come autobus, bus elettrici, filobus e tram. Sette città russe, in particolare Mosca, San Pietroburgo, Nižnij Novgorod, Novosibirsk, Samara, Ekaterinburg e Kazan', hanno metropolitane sotterranee. La lunghezza complessiva della rete di metropolitane russe è di 465,4 km. Le metro di Mosca e San Pietroburgo sono le più antiche del Paese, inaugurate rispettivamente nel 1935 e nel 1955; entrambe sono annoverate tra i sistemi più veloci e più trafficati del mondo e sono famosi per le pregiate decorazioni e per gli unici design delle stazioni, una tradizione comune delle metropolitane e ferrovie russe.

### Comunicazioni e mass-media
Le poste federali sono gestite dall'azienda statale Počta Rossii.
Secondo un'inchiesta sul tema dei mass media in Russia, la maggior parte degli intervistati recepisce le notizie attraverso la televisione. I canali più frequentemente guardati sono Россия 1 (Rossija 1), Первый Канал (Pervyj Kanal), НТВ (NTV).
Al secondo posto nella classifica delle fonti d'informazione appare la rete Internet con i siti Rbc.ru, Russia Today, Gazeta.ru.
Le emittenti radiofoniche più ascoltate sono Европа Плюс (Europa Plus), Авторадио (Avtoradio), Дорожное Радио (Dorožnoe Radio).
I quotidiani più letti sono Изветия (Izvestija), КоммерсантЪ (Kommersant), Российская Газета (Rossijskaja Gazeta).
Le agenzie d'informazione più importanti sono la ИТАР-ТАСС (ITAR-TASS), РИА Новости (RIA Novosti), Интерфакс (Interfax).

### Turismo

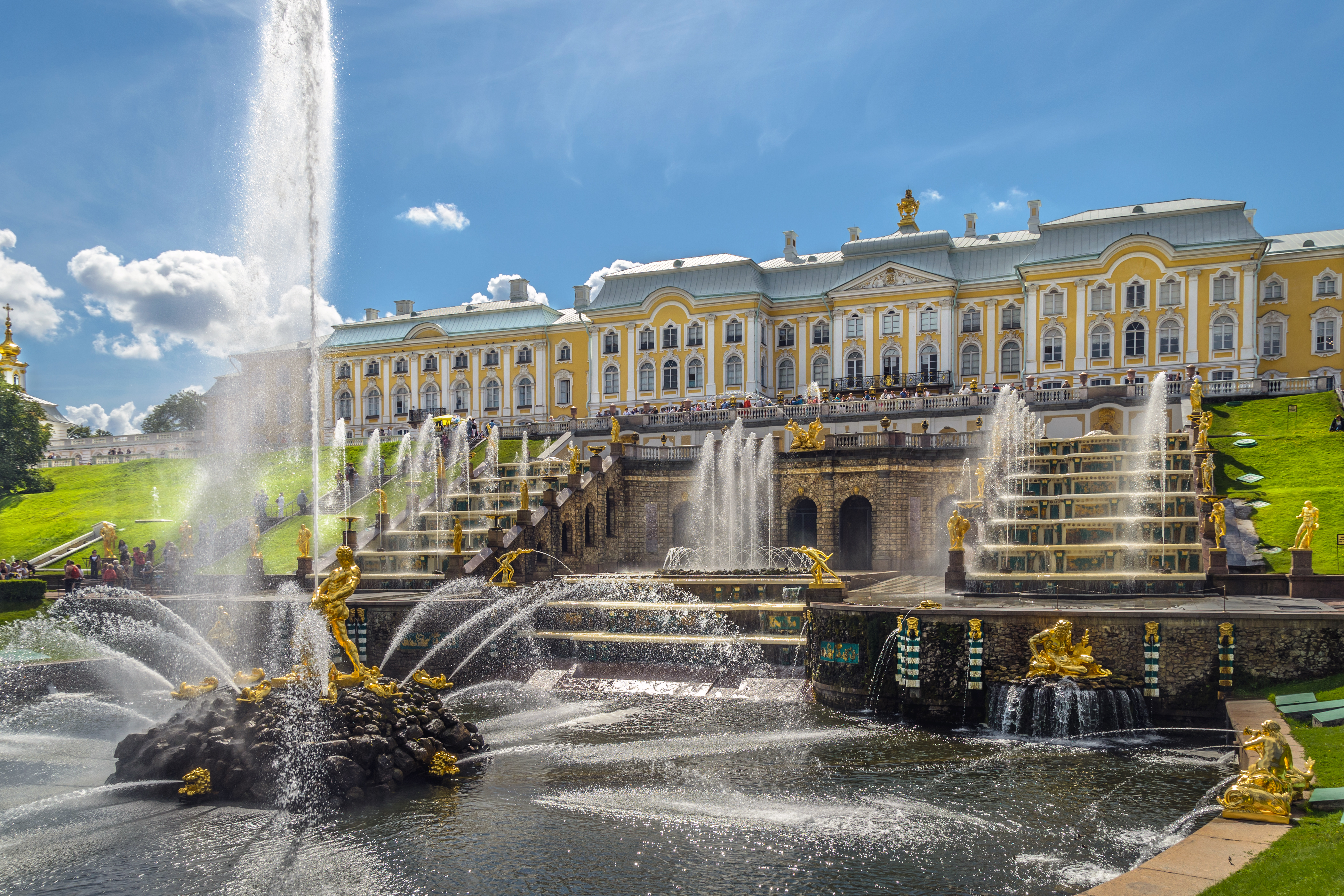
La grande fontana della reggia di Peterhof a San Pietroburgo.

Fin dal periodo tardo sovietico la Russia ha visto una rapida crescita del turismo, prima quello domestico e quindi il turismo internazionale, alimentato dal ricco patrimonio culturale e dalla grande varietà naturale del Paese. I principali itinerari turistici in Russia includono un viaggio intorno all'Anello d'Oro delle città antiche, le crociere sui grandi fiumi come il Volga e lunghi viaggi sulla famosa ferrovia Transiberiana. Nel 2013 la Russia è stata visitata da 28,4 milioni di turisti, diventando il nono Paese più visitato al mondo e il settimo più visitato in Europa.

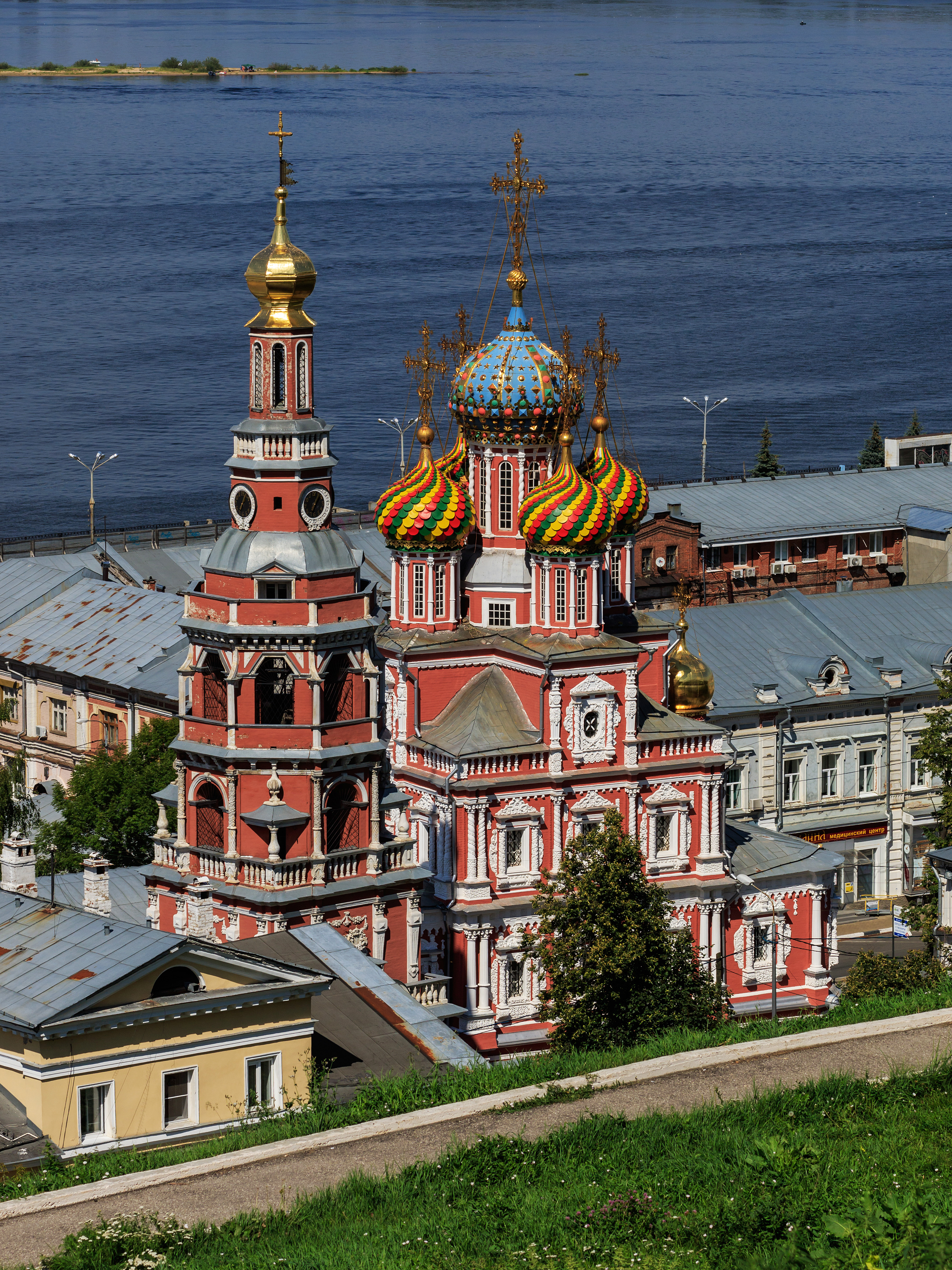
Chiesa della Natività a Nižnij Novgorod.

Le destinazioni più visitate della Russia sono Mosca e San Pietroburgo, rispettivamente l'attuale e l'antica capitale del Paese. Riconosciute come "città del mondo", vantano musei di fama mondiale, come la galleria Tret'jakov e l'Ermitage, teatri famosi come Bol'šoj e Mariinskij, chiese come la cattedrale di San Basilio, la cattedrale di Cristo Salvatore, la cattedrale di Sant'Isacco e la chiesa del Salvatore sul Sangue Versato, impressionanti fortificazioni come il Cremlino di Mosca e la fortezza di Pietro e Paolo, belle piazze e strade come la piazza Rossa, piazza del Palazzo e la Prospettiva Nevskij. Ricchi palazzi e parchi si trovano nelle antiche residenze imperiali in periferia di Mosca (Kolomenskoe, Parco Caricyno) e a San Pietroburgo (Peterhof, Strel'na, Oranienbaum, Gatčina, Pavlovsk e Carskoe Selo). Mosca mostra il meglio dell'architettura sovietica con moderni grattacieli, mentre San Pietroburgo, soprannominata la Venezia del nord, vanta la sua architettura classica con molti fiumi, canali e ponti.
Nižnij Novgorod è considerata la terza città più significativa della Russia. All'epoca dell'Impero russo c'era un detto: "San Pietroburgo è il capo della Russia, Mosca il cuore, e Nižnij Novgorod la tasca". È una città divisa in 2 parti: storica e sovietica. In una parte di essa (la città alta) si trovano il Cremlino di Nižnij Novgorod, i templi, le antiche strade e le case di legno. In un'altra parte della città (la città bassa) c'è una famosa fiera, un gran numero di fabbriche (tra cui GAZ) e un centro sovietico con architettura stalinista.
La calda costa subtropicale del mar Nero della Russia è un sito di località balneari famose, come Soči che ha ospitato le Olimpiadi invernali del 2014. Le montagne del Caucaso settentrionale vantano località sciistiche famose, come Dombaj. La destinazione più famosa per il turismo naturalistico in Russia è il lago Bajkal, il cosiddetto "occhio blu" della Siberia. Questo lago unico, il più antico e profondo del mondo, gode di acque pulite e cristalline ed è circondato da montagne coperte di taiga. Altre destinazioni naturali includono la penisola di Kamčatka con i suoi vulcani e geyser, la Carelia con i suoi laghi e le rocce di granito, le montagne dell'Altai e le steppe di Tuva.

## Festività
| Data        | Nome                                                                | Significato                                                                       |
| ----------- | ------------------------------------------------------------------- | --------------------------------------------------------------------------------- |
| 7 gennaio   | Natale                                                              | celebrazione del Natale ortodosso                                                 |
| 2 febbraio  | Giorno dell'onore militare: vittoria della battaglia di Stalingrado | Giorno della vittoria nella battaglia di Stalingrado, nel 1943                    |
| 23 febbraio | Giorno dei difensori della Patria                                   | Celebra il primo reclutamento nell'Armata Rossa a Pietrogrado e Mosca, nel 1918   |
| 12 aprile   | Giornata della Cosmonautica                                         | Celebra l'anniversario del primo uomo nello spazio, Jurij Gagarin, nel 1961       |
| 9 maggio    | Giornata della Vittoria                                             | Celebra l'anniversario della Vittoria, nella Seconda guerra mondiale, 1945        |
| 6 giugno    | Giornata della lingua russa nelle Nazioni Unite                     | per celebrare la lingua russa nel mondo                                           |
| 12 giugno   | Giornata della Russia                                               | Festa nazionale: celebra la dichiarazione di sovranità dello Stato russo nel 1990 |
| 4 novembre  | Giornata dell'Unità nazionale                                       | cacciata dei Polacchi e Lituani da Mosca, nel 1612                                |
| 7 novembre  | Giorno della rivoluzione d'ottobre                                  | (25 ottobre del calendario giuliano): celebra la rivoluzione del 1917             |

- L'8 febbraio si celebra il Russian science day[208] (il Giorno della scienza russa), in onore al giorno della istituzione dell'Accademia russa delle scienze, fondata da Pietro I di Russia, l'8 febbraio 1724. Ma la data ricorda anche il giorno della nascita del grande chimico russo Dmitrij Ivanovič Mendeleev.[209]

## Cultura

### Arte

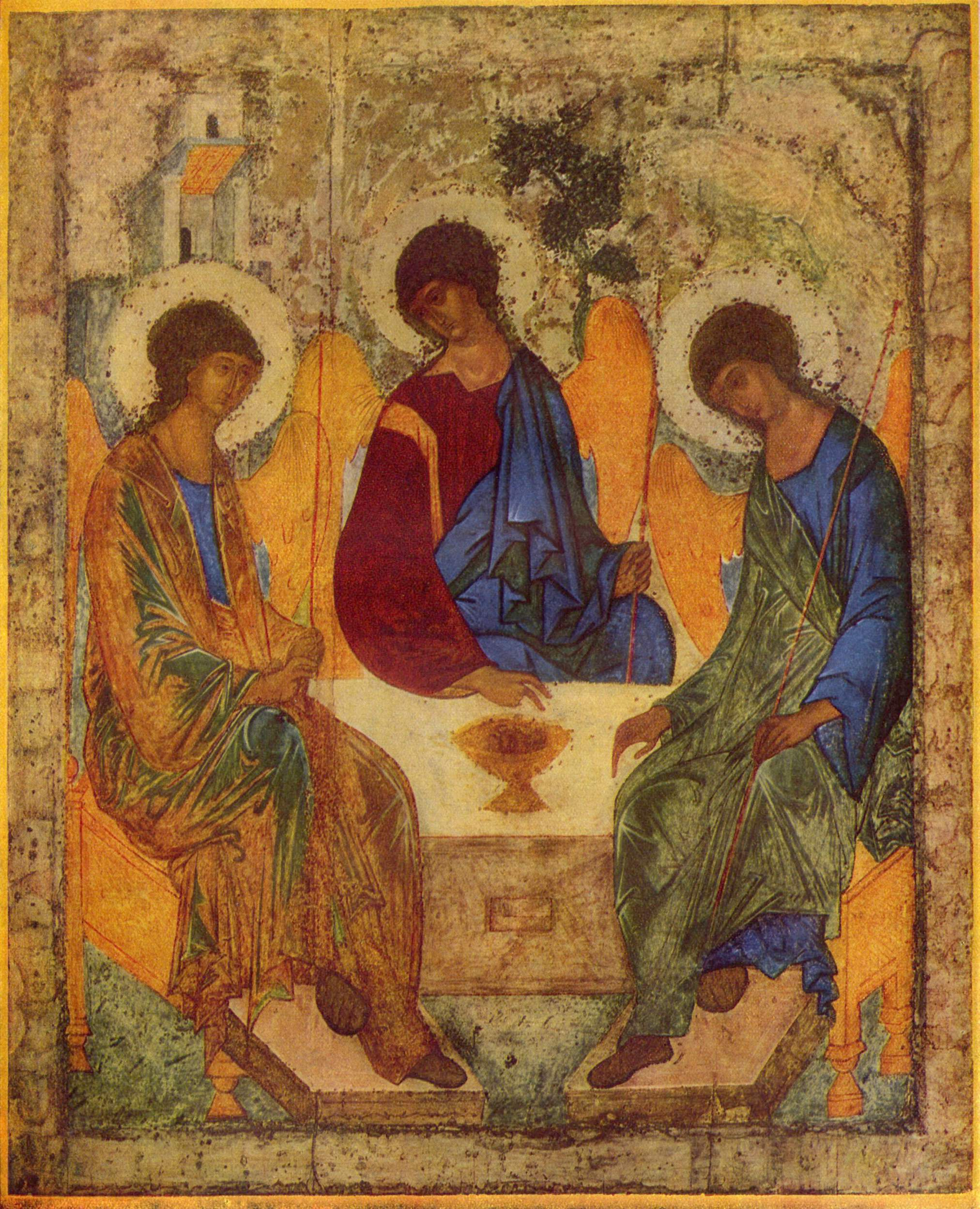
Icona della Trinità di Andrej Rublëv

Quando verso la fine del V secolo gli antichi popoli nomadi degli Sciti e dei Sarmati, che originariamente popolavano le zone lungo il Volga e il Dnepr, cominciano a insediarsi stabilmente sul territorio, comincia un certo sviluppo dell'artigianato, legato alla produzione di armi, pellicce e oggetti di metallo lavorati a sbalzo. I rapporti commerciali con le terre vicine si fanno sempre più intensi e soprattutto con l'Impero bizantino. Affascinati dalla cultura e dallo splendore della loro capitale Costantinopoli, cominciarono gradualmente ad assumerne le caratteristiche. Se fino ad allora gli oggetti presentavano una decorazione a motivi esclusivamente geometrici e dai forti colori, man mano si va assottigliando con l'introduzione di figure zoomorfe che poi si fonderanno con motivi vegetali.
Tuttavia l'arte russa propriamente detta, sviluppatasi direttamente dall'arte bizantina, si fa partire dalla conversione del principe di Kiev, Vladimir I al cristianesimo bizantino-ortodosso nel 988. Infatti le arti applicate si sviluppano in funzione dell'adozione del cristianesimo: dalle necessità di costruire nuovi luoghi di culto (architettura russa), secondo gli stilemi importati da Costantinopoli; dall'introduzione di testi scritti, per le liturgie e l'insegnamento della nuova religione (letteratura russa), tradotti dal greco e dal bulgaro antico, di cui l'adozione dell'alfabeto cirillico; dalla figurazione dei Santi cristiani, riportando le effigi dei mosaici bizantini poi gradualmente sostituiti con affreschi e preziose immagini votive (icone).
Da questo momento in poi l'arte, fusa con il gusto e le tradizioni popolari, svilupparono quello stile tradizionale russo che caratterizzò il Paese fino alla fine del XVII secolo, quando con lo zar Pietro il Grande l'Impero russo si aprì verso l'occidente adottandone gli stilemi europei dell'architettura barocca, rococò e neoclassica.

#### Pittura

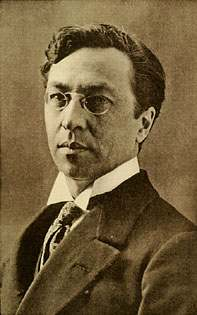
Vasilij Kandinskij, nel 1913.

Celebre pittore di icone fu Andrej Rublëv, vissuto tra il XIV e il XV secolo. Nel periodo di transizione tra il neoclassicismo e il romanticismo russo nella pittura spicca la figura di Karl Pavlovič Brjullov (1799-1852), che in Italia dipinse l'opera Gli ultimi giorni di Pompei, oltre che quella dell'incisore Stepan Filippovič Galaktionov. Nel XIX secolo spicca la figura di Pavel Andreevich Fedotov, fondatore del realismo critico e si distinsero, inoltre, Ivan Konstantinovič Ajvazovskij, i cui dipinti riguardano in particolare paesaggi marini e Andrej Andreevič Popov, per il suo verismo genuino. Un altro importante pittore e scultore vissuto tra il XIX e il XX secolo fu Il'ja Efimovič Repin, esponente del gruppo dei Peredvižniki (Ambulanti),, cui venne associato anche il pittore Ivan Ivanovič Šiškin e si distinse la figura di Ivan Nikolaevič Kramskoj, e ancora Viktor Michajlovič Vasnecov, noto per i soggetti di carattere storico e mitologico. Nel XX secolo si distinse la figura di Vasilij Kandinskij (1866-1944), fondatore dell'Astrattismo e, tra gli altri, Marc Chagall, esponente della Scuola di Parigi, oltre a Ivan Nikolaevič Pavlov innovatore nell'arte dell'incisione, di Nikolaj Konstantinovič Rerich, esponente del simbolismo e di Arkadij Aleksandrovič Plastov pitture anticonformista verista. Nel 1913, inoltre, venne fondata l'avanguardia artistica chiamata suprematismo da Kazimir Severinovič Malevič. Tra le pittrici che si sono distinte nel corso del XX secolo ricordiamo Zinaida Serebrjakova, naturalizzata francese.

#### Architettura

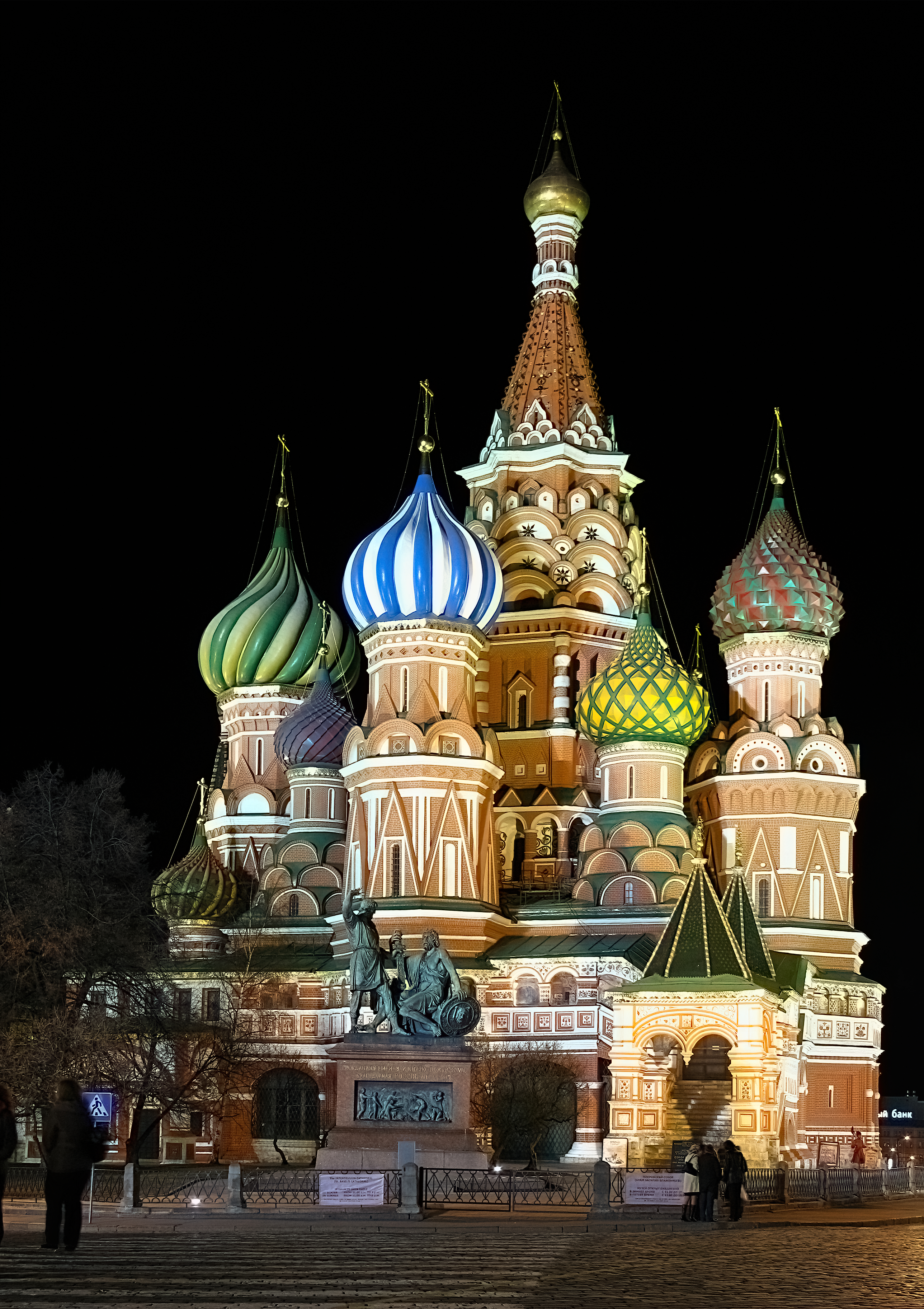
La cattedrale di San Basilio a Mosca, un noto edificio caratteristico dell'architettura russa

Fin dalla conversione al cristianesimo della Rus' di Kiev per diversi secoli l'architettura russa è stata influenzata prevalentemente dall'architettura bizantina. Oltre alle fortificazioni (cremlini), i principali e più antichi edifici in pietra che permangono ai nostri giorni, sono le chiese ortodosse con le loro numerose cupole, spesso dorate o dipinte a colori vivaci.
A partire dalla fine del XV secolo Aristotele Fioravanti e altri architetti italiani esportarono le tendenze del Rinascimento in Russia, mentre il secolo successivo vide sviluppare chiese caratterizzate da tipiche cuspidi che ricordano delle tende, che culminano nella realizzazione della cattedrale di San Basilio. A quel punto l'idea della cupola a cipolla era pienamente sviluppato. Nel XVII secolo l'ornamentale "stile di fuoco" fiorì a Mosca e a Jaroslavl', aprendo gradualmente la strada per il barocco moscovita. Dopo le riforme di Pietro il Grande lo stile architettonico del Paese seguì tendenzialmente i dettami dell'Europa occidentale.
Nel XVIII secolo il gusto per l'architettura rococò ha introdotto nel Paese le opere di Bartolomeo Rastrelli e dei suoi successori. I regni di Caterina la Grande e di suo nipote Alessandro I, videro il fiorire dell'architettura neoclassica e in particolare nella capitale di San Pietroburgo. La seconda metà del XIX secolo ha visto il dominio degli stili neobizantino e neorusso. Nel XX secolo sono invece prevalsi l'Art Nouveau, il costruttivismo e lo stile impero di Stalin.
Nel 1955 il nuovo leader sovietico Nikita Chruščëv ha condannato gli "eccessi" dell'architettura accademica, e il tardo periodo sovietico è stato caratterizzato dall'architettura funzionale. Ciò ha contribuito molto nel risolvere il problema abitativo per la popolazione, ma ha fatto nascere una grande quantità di edifici di bassa qualità architettonica, in forte contrasto con i precedenti stili luminosi. La situazione è tuttavia migliorata nei due decenni a cavallo dell'anno 2000. Molti edifici religiosi demoliti durante l'epoca sovietica sono stati ricostruiti e questo processo è continuato con il restauro di vari edifici storici distrutti durante la seconda guerra mondiale. Un totale di 23 000 chiese ortodosse sono stati ricostruite tra il 1991 e il 2010, che di fatto ha quadruplicato il numero degli edifici di culto aperti nel Paese.

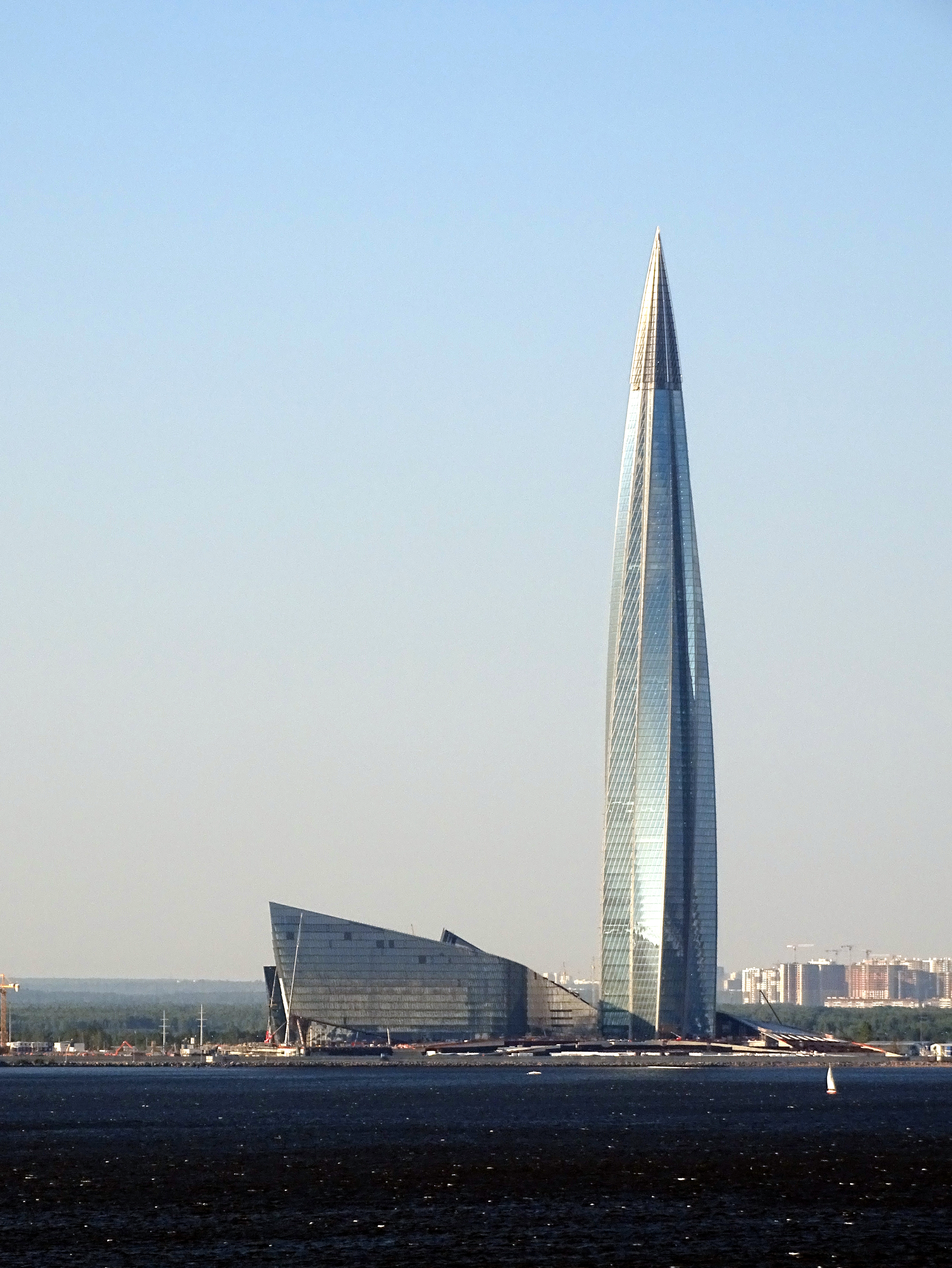
Lakhta Center a San Pietroburgo

Nelle città russe più popolate si può oggi assistere allo sviluppo di costruzioni moderne e innovative, prime fra tutte le città c'è la capitale Mosca con il suo Centro Internazionale di Affari,complesso di grattacieli in continua espansione che va a definire il moderno skyline della città più importante del Paese. Il grattacielo Lachta-centr di San Pietroburgo è il più alto d'Europa (462 m). Altri complessi superanti i 140 metri, ovvero l'altezza necessaria di un edificio per essere classificato come grattacielo, si trovano a Groznyj, a Ekaterinburg e a San Pietroburgo. Ad oggi nella classifica dei grattacieli più alti d'Europa compaiono 26 edifici situati nelle varie città russe.

#### Patrimoni dell'umanità
Numerosi siti russi sono stati iscritti nella Lista dei patrimoni dell'umanità dell'UNESCO.

#### Musei
La Russia possiede importanti musei, alcuni tra i più noti nel mondo, tra i quali l'Ermitage, a San Pietroburgo, fondato da Caterina II di Russia e aperto nel 1764 e, tra gli altri, il Museo Puškin delle belle arti, a Mosca, aperto nel 1912.

### Letteratura

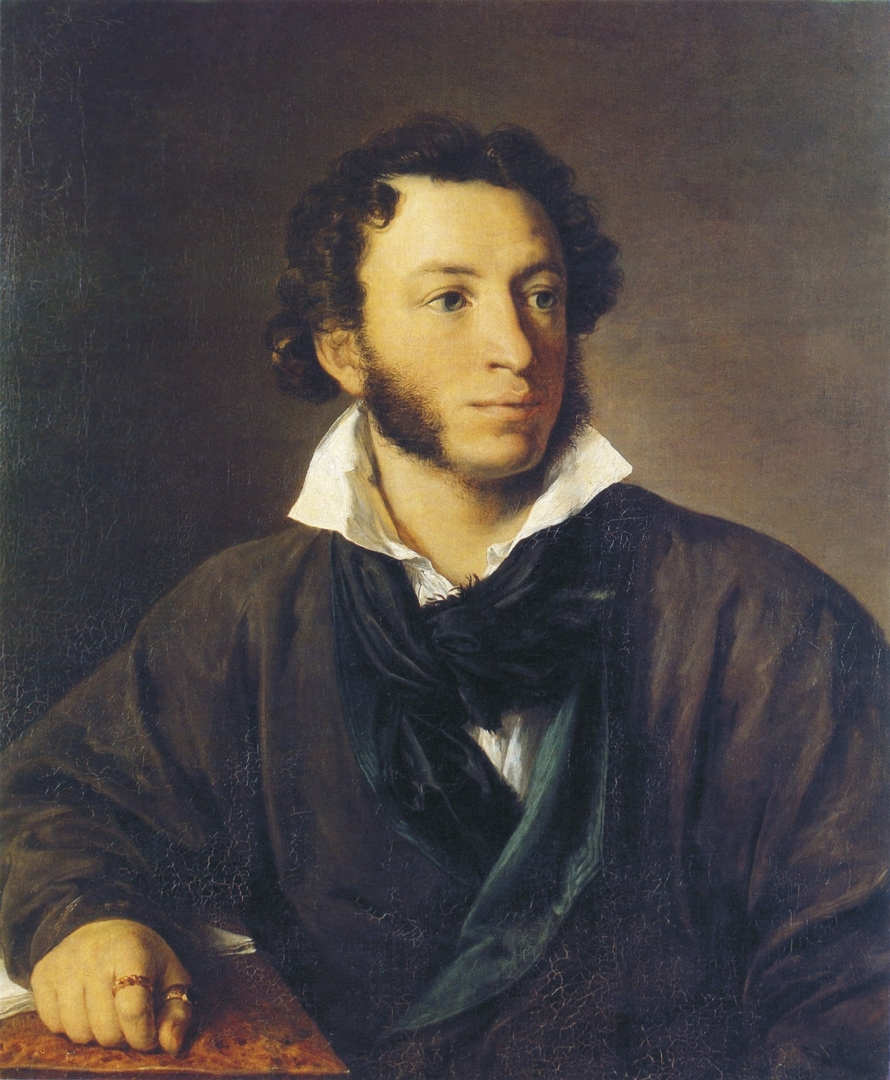
Aleksandr Puškin, ritratto del 1827 di Vasilij Andreevič Tropinin

Nel XVIII secolo, durante l'Illuminismo russo, la letteratura del Paese andò incontro a un forte sviluppo grazie all'influenza delle opere di Michail Lomonosov e Denis Fonvizin. All'inizio del secolo successivo un florido e moderno filone di produzione letteraria emerse con l'affermarsi di alcuni dei più grandi scrittori della storia del Paese. Questo periodo, conosciuto anche come l'epoca d'oro della poesia russa, iniziò con Aleksandr Puškin, considerato il fondatore della lingua letteraria russa moderna e spesso descritto come lo "Shakespeare russo". Il prosieguo del secolo ha poi visto la poesia di Michail Lermontov, rilevante figura del Romanticismo, e di Nikolaj Nekrasov; pioniere del realismo e linguista fu Vladimir Ivanovič Dal': si affermano i drammi di Aleksandr Ostrovskij e Anton Čechov, le favole di Ivan Krylov e la prosa di Nikolaj Gogol', esponente del Realismo;Ivan Aleksandrovič Gončarov, autore del romanzo Oblomov (1859), da cui deriva il termine oblomovismo, Ivan Sergeevič Turgenev, interprete del realismo russo e aurore del romanzo Padri e figli (1862), Lev Tolstoj e Fëdor Dostoevskij sono ritenuti da molti critici letterari come i più grandi romanzieri di tutti i tempi.

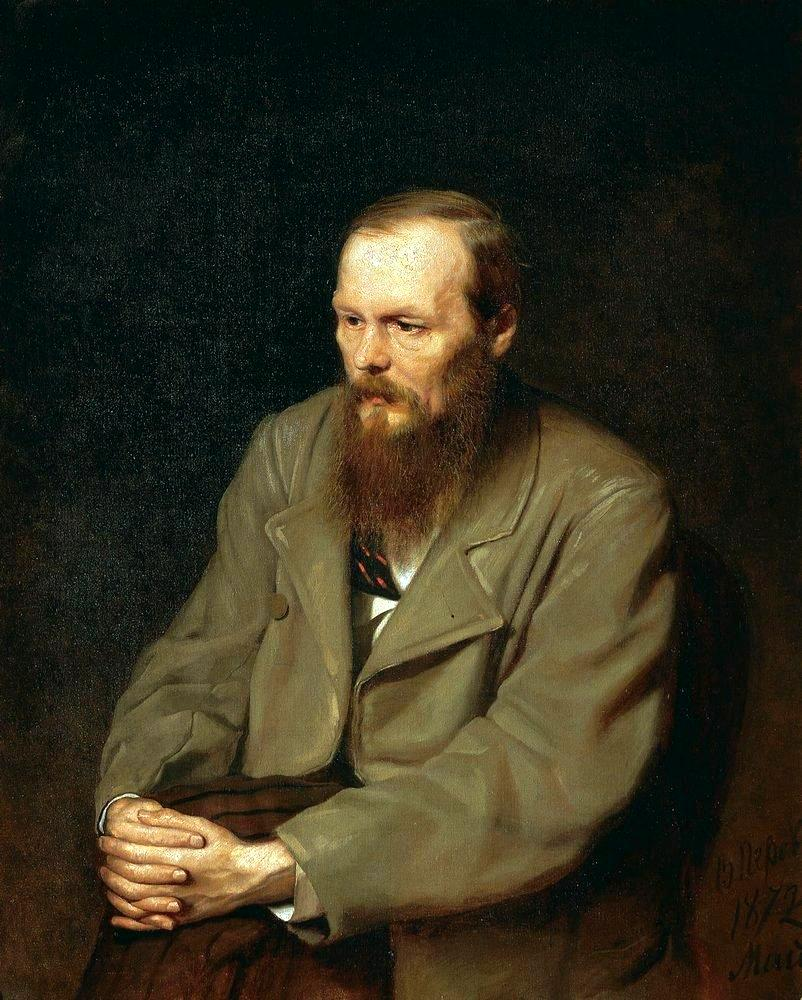
Fëdor Dostoevskij, ritratto a opera di Vasilij Perov (Galleria Tret'jakov, Mosca)

Con l'anno 1880 l'età dei grandi romanzieri era finita e la narrativa breve e la poesia divennero generi dominanti, con i decenni successivi che presero il nome di età d'argento della poesia russa, e il realismo letterario dovette lasciare il posto al simbolismo. I principali autori di questa epoca sono poeti come Valerij Brjusov, Vjačeslav Ivanov, Aleksandr Aleksandrovič Blok, noto esponente della cosiddetta epoca d'argento della poesia russa, Nikolaj Gumilëv, Anna Achmatova e i romanzieri Leonid Andreev, Ivan Alekseevič Bunin, il primo russo a vincere, nel 1933, il Premio Nobel per la letteratura e Maksim Gor'kij, importante esponente del realismo socialista. E ancora è da ricordare Michail Bulgakov, (Il maestro e Margherita, (1966-1967)). Nel XX secolo importante la figura di Boris Pasternak, celebre autore de Il dottor Živago (1957), di Michail Aleksandrovič Šolochov, autore del romanzo Il placido Don, di Aleksandr Isaevič Solženicyn, che con i suoi scritti ha fatto conoscere i Gulag, di Vladimir Nabokov, autore del celebre romanzo Lolita (1955) (oltre 50 milioni di copie vendute), (da cui nasce proprio il termine Lolita), e del poeta Evgenij Aleksandrovič Evtušenko; si afferma, inoltre, il romanzo e il racconto di fantascienza con Isaac Asimov, naturalizzato statunitense, autore, tra l'altro di Io, robot (1950). sulle tre leggi della robotica e il Ciclo delle Fondazioni (1951).

### Musica e danza

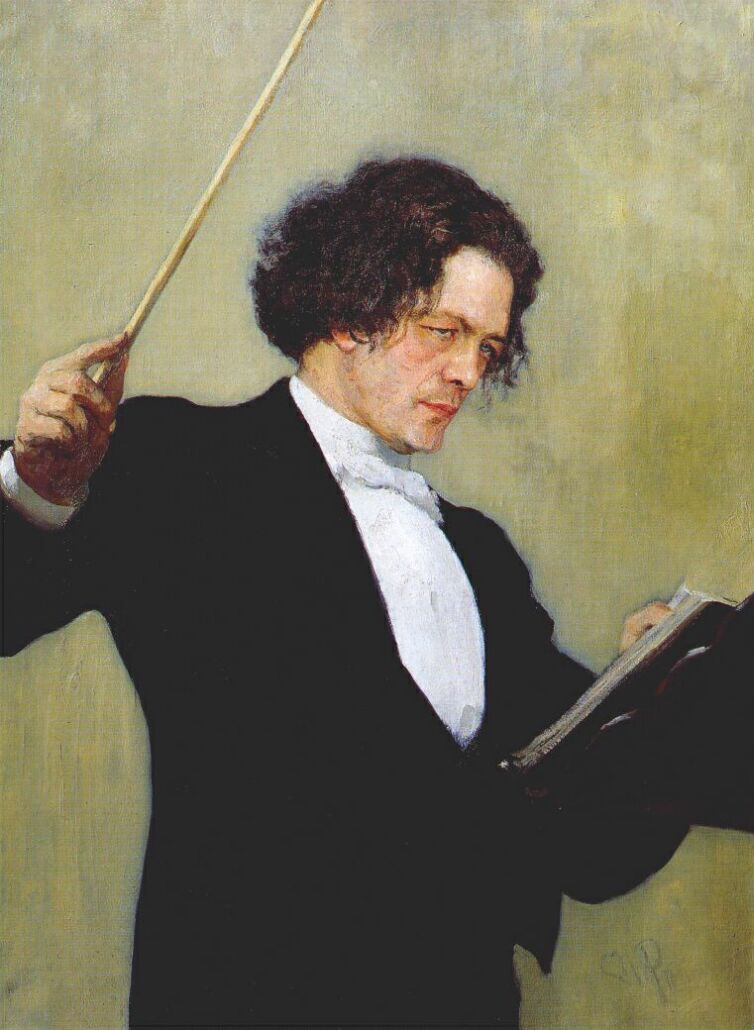
Anton Rubinstein, ritratto a opera di Il'ja Efimovič Repin.

La musica russa del XIX secolo è stata definita come la tensione tra la composizione classica di Michail Ivanovič Glinka e la produzione del Gruppo dei Cinque, che abbracciarono l'identità nazionale russa aggiungendo elementi religiosi e folcloristici alle loro composizioni, e la Società musicale russa guidata dai compositori Anton e Nikolaj Rubinštejn, musicalmente conservatori. La tradizione successiva di Pëtr Čajkovskij, uno dei più grandi compositori della musica tardo-romantica e, tra l'altro, celebre compositore del balletto Lo schiaccianoci (1892), continuò nel secolo successivo con l'esponente del postromanticismo Sergej Rachmaninov.. Altri compositori di fama mondiale del XX secolo comprendono Aleksandr Skrjabin, Igor' Stravinskij, i cui lavori riguardano anche il neoclassicismo musicale, Sergej Sergeevič Prokof'ev e Dmitrij Šostakovič, tutti esponenti della musica moderna e Al'fred Šnitke.
Inoltre nel XX secolo si afferma l'attore e teorico del teatro Konstantin Sergeevič Stanislavskij, ricordato in particolare per lo stile di insegmaneto di recitazione noto come Metodo Stanislavskij e per aver fondato, nel 1898, assieme a Vladimir Ivanovič Nemirovič-Dančenko il Teatro d'arte di Mosca.
Dai conservatori sono usciti generazioni di solisti famosi in tutto il mondo. Tra i più noti sono i violinisti Jascha Heifetz, David Ojstrach, Leonid Kogan, Gidon Kremer e Maksim Vengerov, il violoncellista Mstislav Rostropovič, i pianisti Vladimir Horowitz, Svjatoslav Richter, Ėmil' Gilel's, Vladimir Sofronickij e Evgenij Kisin e i cantanti Fëdor Šaljapin, Elena Obrazcova, Galina Višnevskaja, Anna Netrebko e Dmitrij Chvorostovskij.

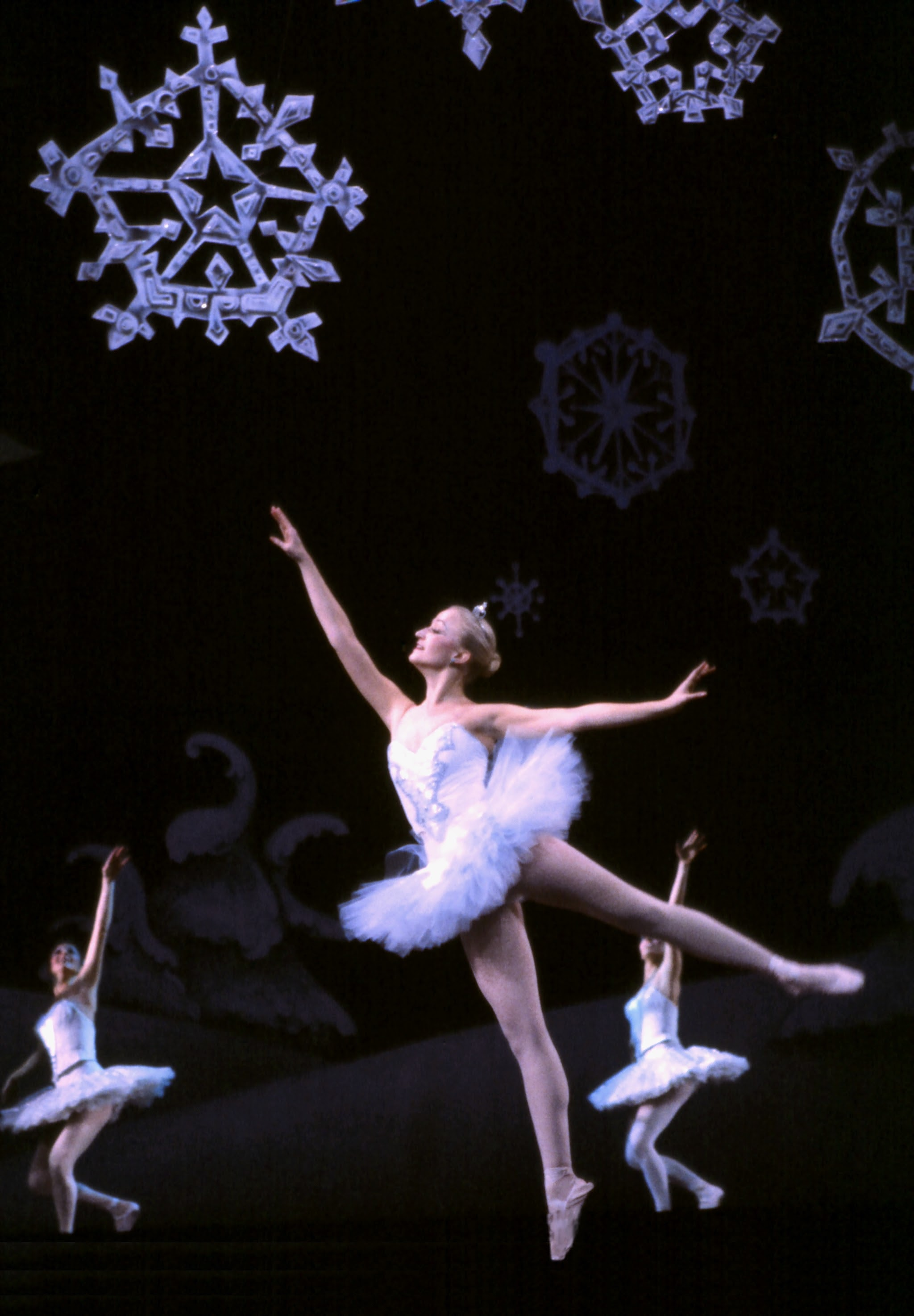
Scena de Lo schiaccianoci, balletto di Pëtr Il'ič Čajkovskij

Nel corso del XX secolo i ballerini Anna Pavlova e Vaclav Nižinskij conquistarono una fama internazionale, così come Svetlana Jur'evna Zacharova, onorata del titolo di prima ballerina assoluta, e l'impresario teatrale Sergej Djagilev portò la sua compagnia di balletto, i Balletti russi, a viaggiare all'estero influenzando lo sviluppo della danza in tutto il mondo. Il balletto durante l'era sovietica conservò e perfezionò le tradizioni del secolo precedente, e le scuole coreografia del tempo formarono molte stelle di fama internazionale, come Galina Ulanova, Majja Pliseckaja, Rudol'f Nureev e Michail Baryšnikov. Il balletto Bol'šoj di Mosca e il balletto Mariinskij di San Pietroburgo godono tuttora di prestigio internazionale.
Tra le direttrici d'orchestra sovietiche e poi russe che si sono affermate nel corso del XX e XXI secolo possiamo citare Veronika Dudarova (1916-2009).
Nel corso del XX secolo tra i cantanti spicca quello del chitarrista Vladimir Vysockij, che fu anche poeta, e della sovietica Ljubov' Orlova.
Il moderno rock russo prende le sue radici, sia nel rock and roll sia nell'heavy metal che nelle tradizioni dei bardi russi dell'epoca sovietica, da Vladimir Vysockij e Bulat Okudžava. Popolari gruppi rock russi comprendono i DDT, gli Akvarium, Alisa, Kino, Nautilus Pompilio, Aria e i Graždanskaja oborona. La musica pop russa vanta alcuni artisti che hanno guadagnato un ampio riconoscimento internazionale, come Alla Pugačëva, e le t.A.T.u., autrici di singoli di successo come All the Things She Said (2002) e All About Us (2005), le VIA Gra, Vitas e ancora Julija Savičeva e Anastasija Karpova.

### Folclore
Un importante contributo culturale è rappresentato dal folclore con i suoi molteplici aspetti. Un tipico esempio del folclore russo è rappresentato da Bujan, un'isola misteriosa dell'Oceano che pare che appaia e scompaia tra le nebbie. E ancora da ricordare Sneguročka, personaggio del folclore russo spesso menzionato in fiabe e leggende popolari, e Sadko, leggendario personaggio della bylina, una tipica narrativa poetica ed eroica degli antichi slavi della Rus' di Kiev.

### Abbigliamento
Per quanto concerne l'abbigliamento spiccano abiti tradizionali come il sarafan, la malica, tipica pelliccia maschile, il tulup, ampio giaccone tradizionale russo e le valenki, tipiche calzature invernali.

### Cinema
Il cinema russo si è affermato nel XX secolo in campo internazionale con importanti registi come il sovietico Sergej Ėjzenštejn, autore di capolavori come La corazzata Potëmkin (1925).

### Video
L'arte del video è molto popolare nella Russia moderna. La Russia è uno dei mercati prioritari per YouTube. L'episodio più popolare della serie televisiva animata russa Masha e Orso ha oltre 3 miliardi di visualizzazioni. Particolarmente popolare è lo spettacolo +100500, che ospita recensioni video per video divertenti e BadComedian, che rende recensioni per film famosi. Molti trailer cinematografici russi sono stati nominati in "Golden Trailer Awards". Molti video di Nikolaj Kurbatov, fondatore della poetica del trailer e costruzione del dialogo del trailer sono stati caricati sui grandi canali YouTube, sono stati usati come trailer principali e inseriti nel libro dei record.

### Filosofia
Il XIX secolo vide anche il fiorire della filosofia russa, inizialmente basata sull'opposizione all'occidentalismo e sullo slavofilismo, che promuoveva lo sviluppo del Paese come una civiltà unica. Quest'ultimo gruppo comprese Nikolaj Danilevskij e Konstantin Leont'ev, i fondatori dell'eurasiatismo. Nel suo ulteriore sviluppo la filosofia russa è sempre stata segnata da un profondo legame con la letteratura e l'interesse per la creatività, la società, la politica e il nazionalismo; il cosmismo russo e la teologia erano anch'essi aree di studio importanti. Fra i notevoli filosofi del tardo XIX secolo e inizio del XX si annoverano Vladimir Solov'ëv, Sergej Bulgakov e Vladimir Vernadskij.
Dopo la rivoluzione russa del 1917 lasciarono il Paese molti scrittori e filosofi di primo piano, tra cui Ivan Bunin, Vladimir Nabokov e Nikolaj Berdjaev, mentre una nuova generazione di autori di talento si unì nel tentativo di creare un distintivo culturale della classe operaia per il nuovo stato sovietico. Nel 1930 iniziò un rafforzamento della censura sugli scritti, in linea con la politica del realismo socialista. Alla fine del 1950 sono state attenuate tali restrizioni e dagli anni 1970 e 1980, gli scrittori hanno sempre più ignorando le linee guida ufficiali. I principali autori dell'epoca sovietica sono romanzieri come Evgenij Zamjatin, Michail Bulgakov e Michail Šolochov e poeti come Vladimir Majakovskij, Evgenij Evtušenko e Andrej Voznesenskij.
L'Unione Sovietica è stato anche un grande produttore di fantascienza, grazie ai lavori di autori come Arkadij e Boris Strugackij, Kir Bulyčëv, Aleksandr Beljaev e Ivan Efremov.

### Gastronomia
La gastronomia russa varia da regione a regione avendo subito le varie culture e tradizioni storiche che vanno dall'impero Russo, all'Unione Sovietica per arrivare alla Federazione Russa. Base preminente dell'alimentazione, per gran parte della gente, era rappresentata da cereali e ortaggi e oggi una certa rilevanza hanno le zuppe.

## Scienze e tecnologia

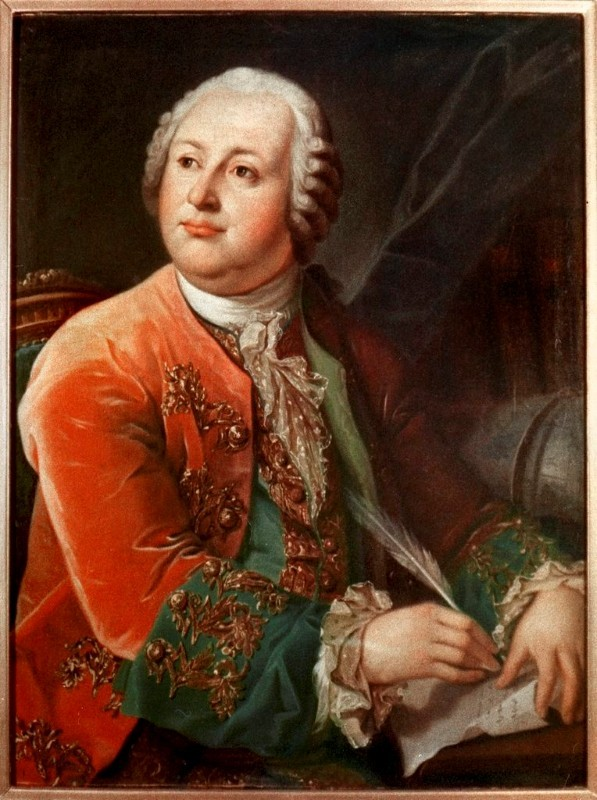
Michail Lomonosov, scienziato eclettico, inventore, poeta e artista, ritratto da Georg Caspar Prenner.

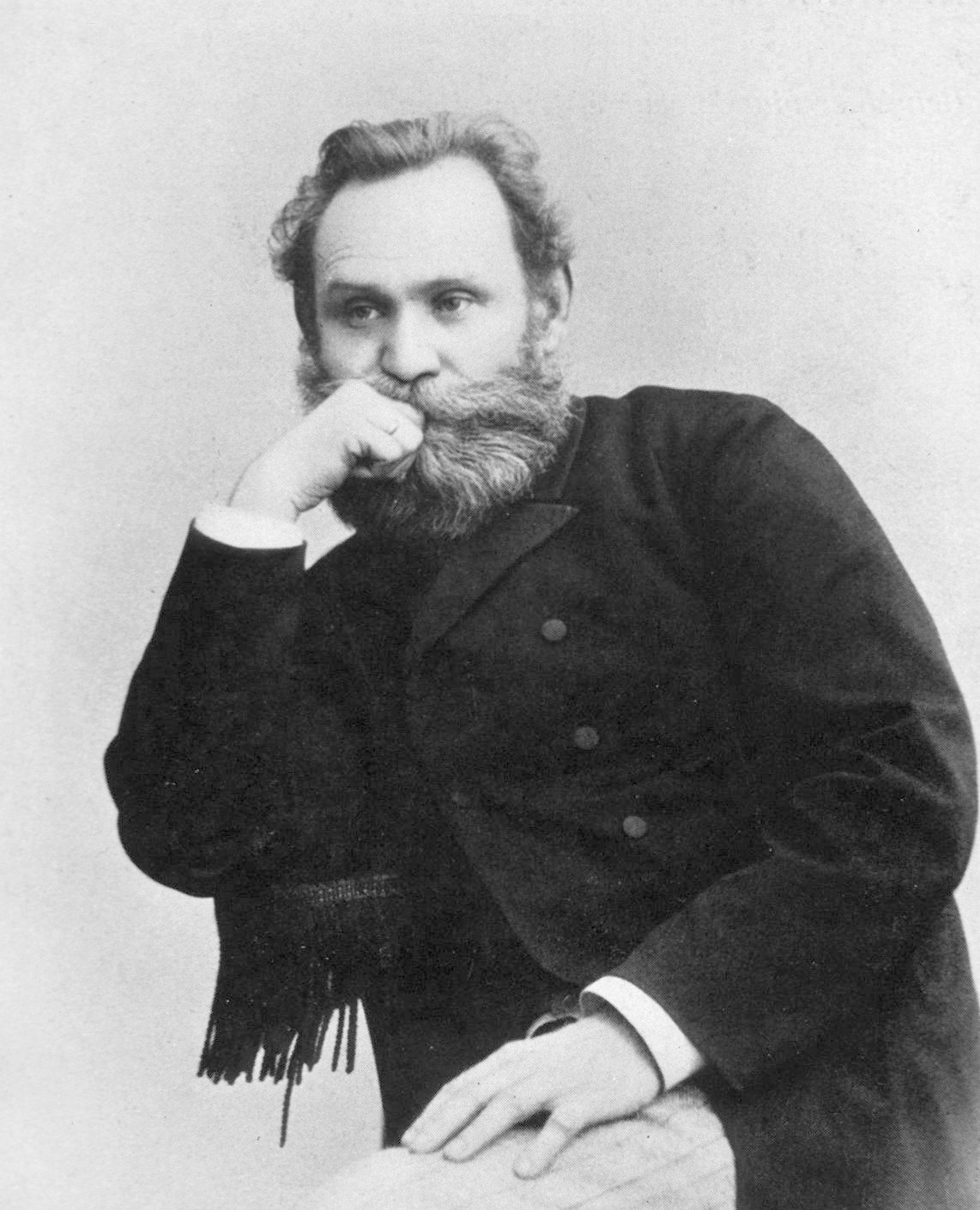
Ivan Pavlov (1849-1936), fisiologo, premio Nobel nel 1904

In Russia la scienza e la tecnologia sbocciarono nell'era illuministica quando Pietro il Grande fondò l'Accademia russa delle scienze e l'Università statale di San Pietroburgo, e il poliedrico Michail Vasil'evič Lomonosov creò l'Università Statale di Mosca, aprendo la strada a una forte tradizione per l'apprendimento e l'innovazione. Nel corso del XIX e XX secolo il Paese ha formato un gran numero di scienziati e inventori di rilievo internazionale.

### Fisica
La scuola di fisica russa iniziò con Lomonosov, che propose la legge di conservazione della materia e che precede la legge di conservazione dell'energia. Altre scoperte e invenzioni nel campo della fisica dei russi comprendono l'arco elettrico, la legge di Lenz, i gruppi spaziali dei cristalli, la fotocellula, l'effetto Čerenkov, la risonanza paramagnetica elettronica, l'eterogiunzione e l'olografia 3D. Aleksandr Stepanovič Popov nel campo della radiocomunicazione. Il laser e il maser sono stati co-inventati da Nikolaj Basov e Aleksandr Prochorov, mentre il ricorso al tokamak per la fusione nucleare controllata è stata ideata da Igor' Tamm, Andrej Dmitrievič Sacharov, che contribuì, nel 1953, alla realizzazione della bomba all'idrogeno e a cui venne dedicato il Premio Sakharov per la libertà di pensiero, e Lev Arcimovič.

### Matematica
Dal tempo di Nikolaj Lobačevskij (pioniere della geometria non euclidea) e un insegnante prominente Pafnutij Čebyšëv la scuola matematica russa è diventata una delle più influenti al mondo. Tra gli studenti di Čebyšëv vi furono Aleksandr Ljapunov, che formulò la teoria moderna della stabilità e Andrej Markov che sviluppò il processo che prende il suo nome. Tra le donne che hanno dato un fondamentale contributo alla matematica e alla fisica ricordiamo Sof'ja Vasil'evna Kovalevskaja, prima donna russa matematico e fisico, che diede contributi importanti nell'analisi matematica. I matematici sovietici XX secolo, come Andrej Kolmogorov, Izrail' Gel'fand e Sergej Sobolev, diedero un grande contributo a diverse aree della matematica. Nove matematici sovietici/russi sono stati premiati con la medaglia Fields, il premio più prestigioso in matematica. Nel 2010 a Grigorij Perel'man è stato offerto il premio per i problemi per il millennio per la sua dimostrazione definitiva della congettura di Poincaré.. Molto noti, anche per le loro produzioni didattiche adottate nelle università di tutto il mondo, il matematico Boris Demidovič e il fisico Lev Davidovič Landau.

### Chimica

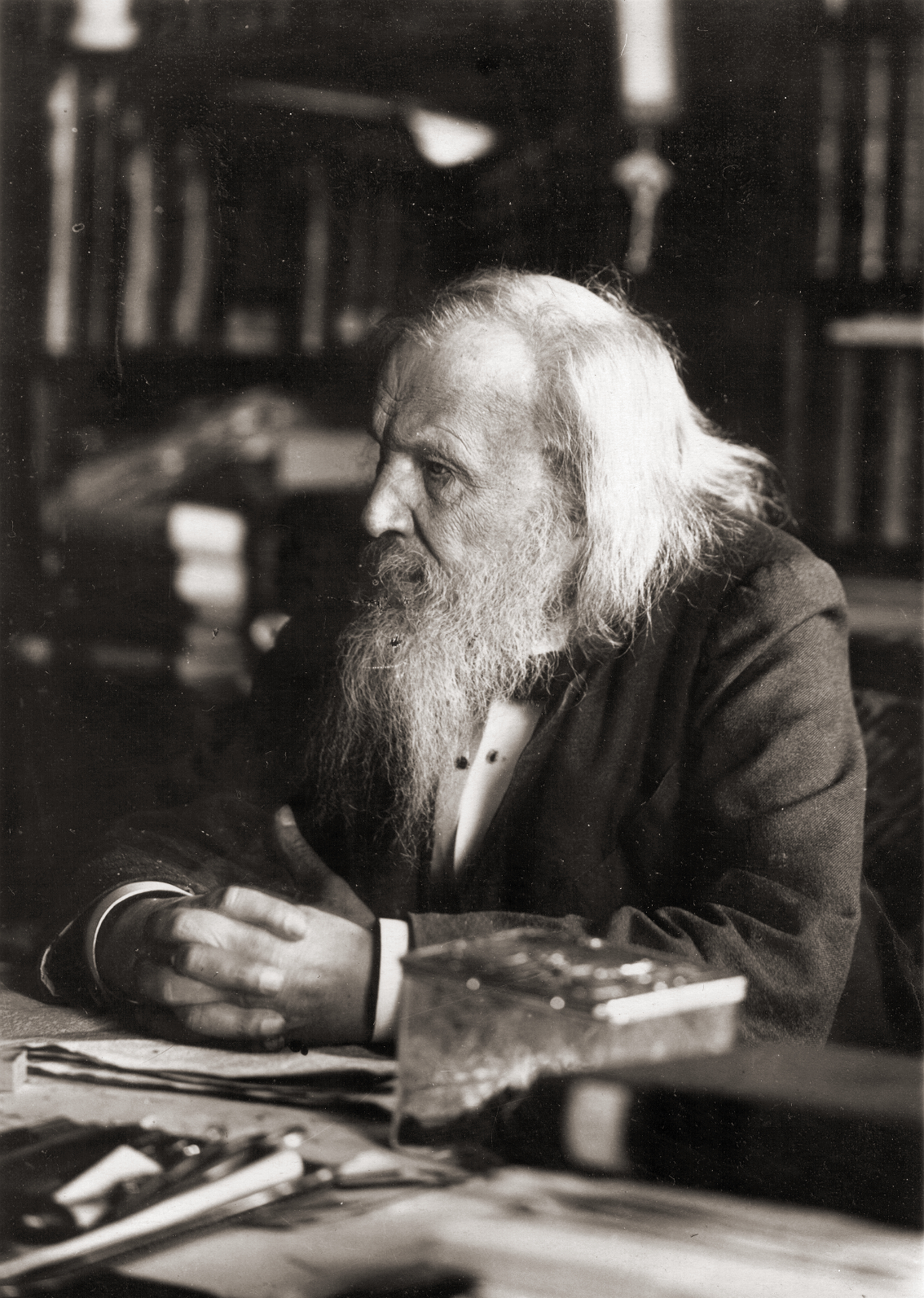
Dmitrij Mendeleev (1897).

Il chimico russo Dmitrij Mendeleev formulò la tavola periodica degli elementi (6 marzo 1869), il quadro principale della chimica moderna. Aleksandr Butlerov è stato uno dei creatori della teoria della struttura chimica, giocando un ruolo centrale nella chimica organica. Biologi russi includono Dmitrij Ivanovskij che ha scoperto i virus, Ivan Pavlov che fu il primo a sperimentare il condizionamento classico e Il'ja Mečnikov che era un ricercatore pioniere del sistema immunitario e degli organismi probiotici.

### Medicina
In campo medico si è, tra gli altri, distinta la figura di Vera Gedrojc, prima chirurga nell'Impero russo, che ha dato un importante contributo alla medicina di guerra. Altra figura importante è quella di Ivan Pavlov e la sua scoperta sui cani del riflesso condizionato (1903); Pavlov fu Premio Nobel per la medicina, nel 1904.

### Altri contributi scientifici e tecnologici
Molti scienziati e inventori russi erano emigrati, come Igor' Sikorskij, che ha costruito i primi aerei di linea e moderno tipo di elicotteri; Vladimir Zvorykin, spesso chiamato il padre della televisione; il chimico Il'ja Prigožin, noto per il suo lavoro sulle strutture dissipative e sistemi complessi; gli economisti Simon Kuznec e Vasilij Leont'ev premio Nobel; il fisico George Gamow (autore della teoria del Big Bang) e lo scienziato sociale Pitirim Sorokin. Molti stranieri hanno lavorato in Russia per un lungo periodo di tempo, come Eulero e Alfred Nobel.
Invenzioni russi comprendono saldatura ad arco da Nikolaj Benardos, ulteriormente sviluppata da Nikolaj Slavjanov, Konstantin Chrenov e altri ingegneri russi. Gleb Kotel'nikov inventò il paracadute a sacca, mentre Evgenij Čertovskij introdusse la tuta pressurizzata. Aleksandr Lodygin e Pavel Jabločkov sono stati pionieri di illuminazione elettrica e Michail Dolivo-Dobrovol'skij introdusse i primi sistemi elettrici trifase, oggi ampiamente usati. Sergej Lebedev ha inventato e prodotto in serie il primo tipo commercialmente valido di gomma sintetica. Il primo calcolatore ternario, Setun, è stato sviluppato da Nikolaj Brusencov.
Nel campo fotografico un posto preminente è occupato da Sergej Michajlovič Prokudin-Gorskij, uno dei pionieri della fotografia del XX secolo.

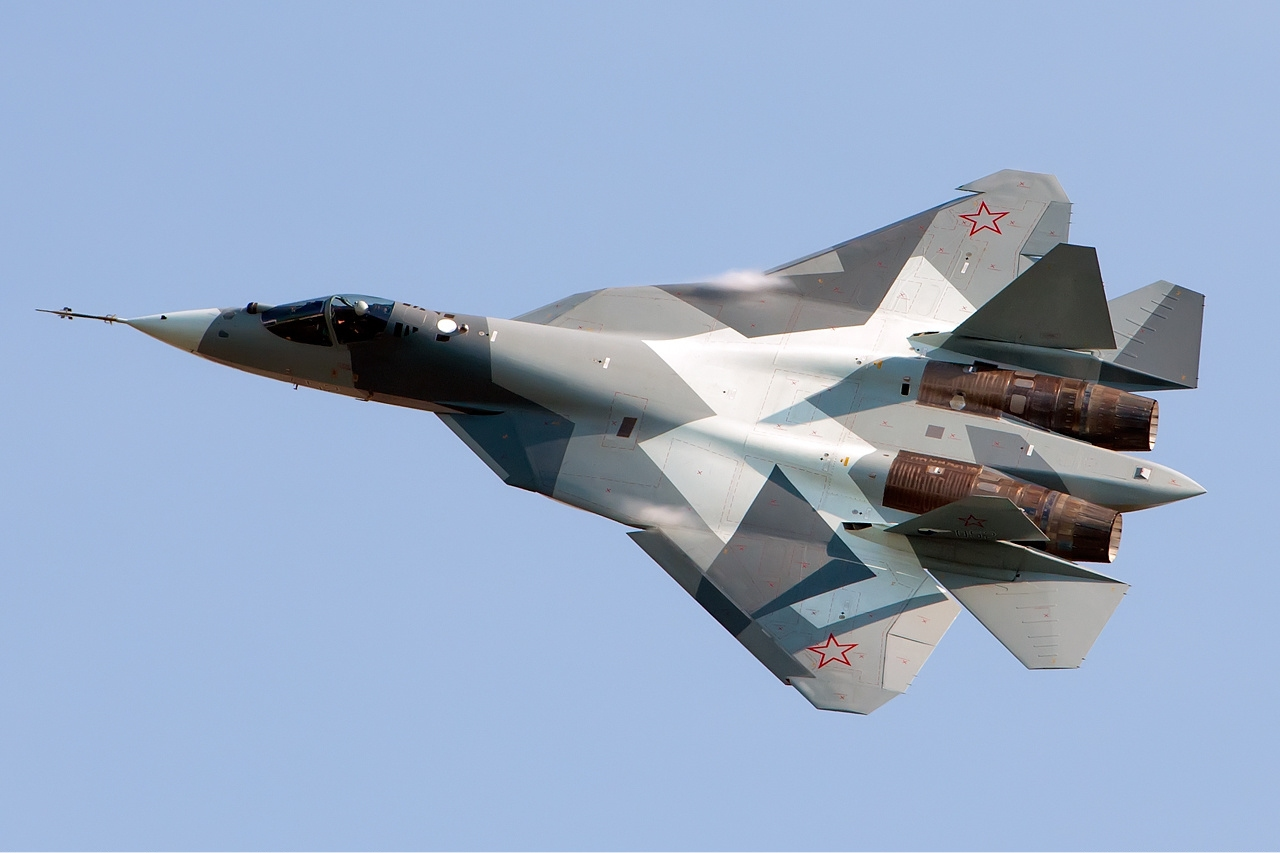
Il Sukhoi PAK FA è un caccia di quinta generazione dell'aeronautica russa

Nel XX secolo una serie di importanti ingegneri aerospaziali sovietici, ispirati dalle opere fondamentali di Nikolaj Žukovskij e Sergej Čaplygin, realizzarono centinaia di modelli di velivoli militari e civili e fondarono una serie di fabbriche che ora costituiscono la OAK, un raggruppamento di aziende aeronautiche e aerospaziali russe creato nel 2006 su iniziativa del governo. Famosi aeromobili russi includono i Tupolev civili, gli aerei da combattimento MiG e Sukhoi, e gli elicotteri Mil e Kamov.
I T-34 sono stati dei famosi carri armati protagonisti della seconda guerra mondiale, mentre gli AK-47 e gli AK-74 di Michail Kalašnikov costituiscono il tipo più diffuso di fucile d'assalto in tutto il mondo.
La corsa agli armamenti durante la guerra fredda rappresentò un grosso impulso all'innovazione tecnologica specie in ambito militare. Nonostante tutti questi successi, la Russia in era tardo-sovietica si trovò però in ritardo rispetto al mondo occidentale in una serie di prodotti tecnologici, soprattutto in quelli correlati al risparmio energetico e alla produzione di beni di consumo. La crisi degli anni novanta ha portato alla drastica riduzione del sostegno statale per la scienza e una migrazione di scienziati all'estero. Negli anni duemila, sull'onda di un nuovo boom economico, si è assistito a un miglioramento della situazione nella scienza e nella tecnologia russa e il governo ha lanciato una campagna volta alla modernizzazione e all'innovazione. Il presidente russo Dmitrij Medvedev ha formulato alcune priorità per lo sviluppo tecnologico del Paese, quali un uso efficiente dell'energia, la tecnologia dell'informazione, l'energia nucleare, la farmaceutica.
La Russia ha completato il sistema di navigazione satellitare GLONASS. Il Paese sta sviluppando un proprio jet da combattimento di quinta generazione e la costruzione del primo impianto nucleare mobile di serie al mondo.
Nel campo delle esplorazioni, tra il 1803 e il 1806, avviene la prima circumnavigazione russa della terra con Adam Johann von Krusenstern e Jurij Fëdorovič Lisjanskij.

### L'esplorazione dello spazio

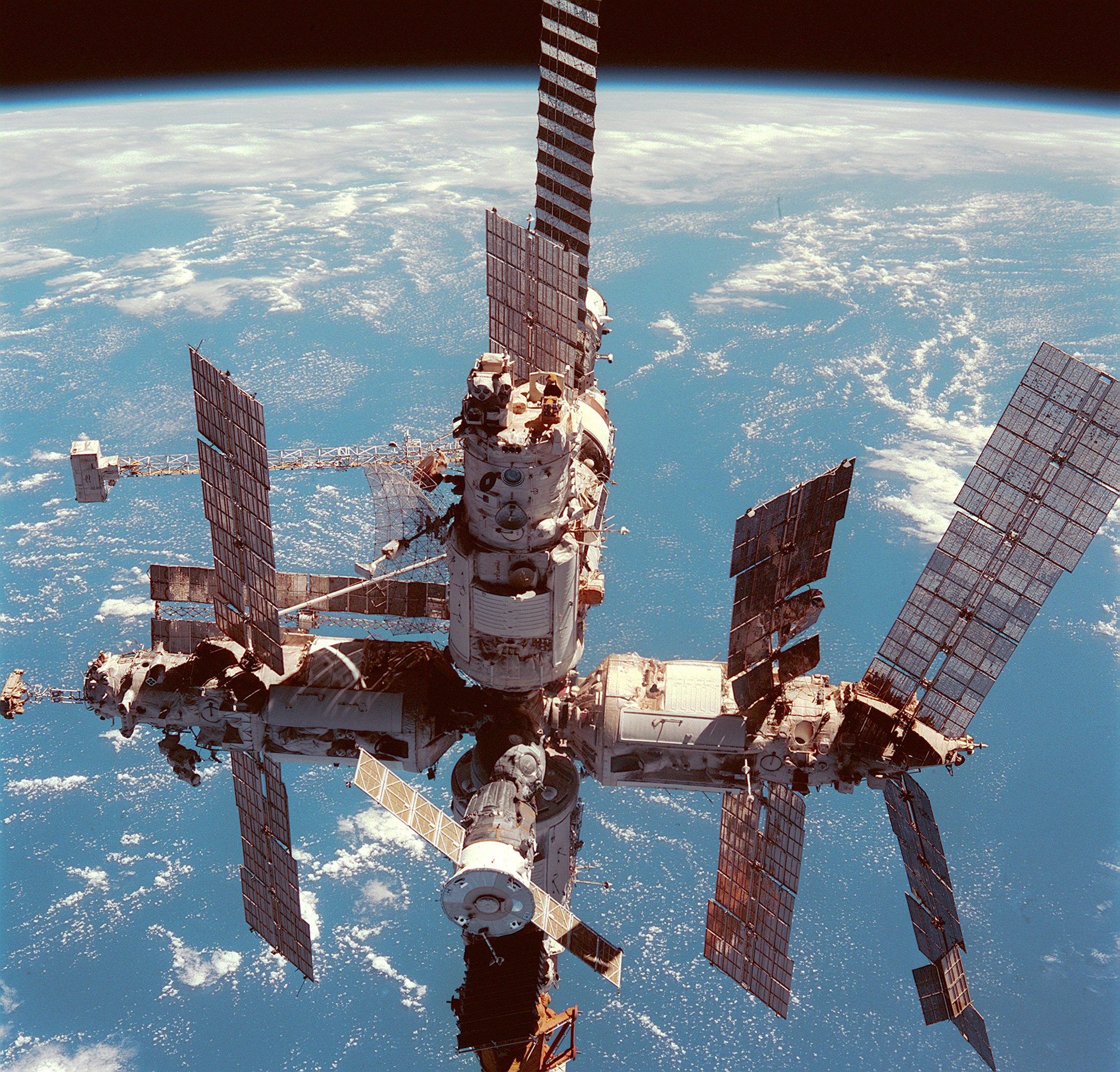
La stazione spaziale sovietica e russa Mir

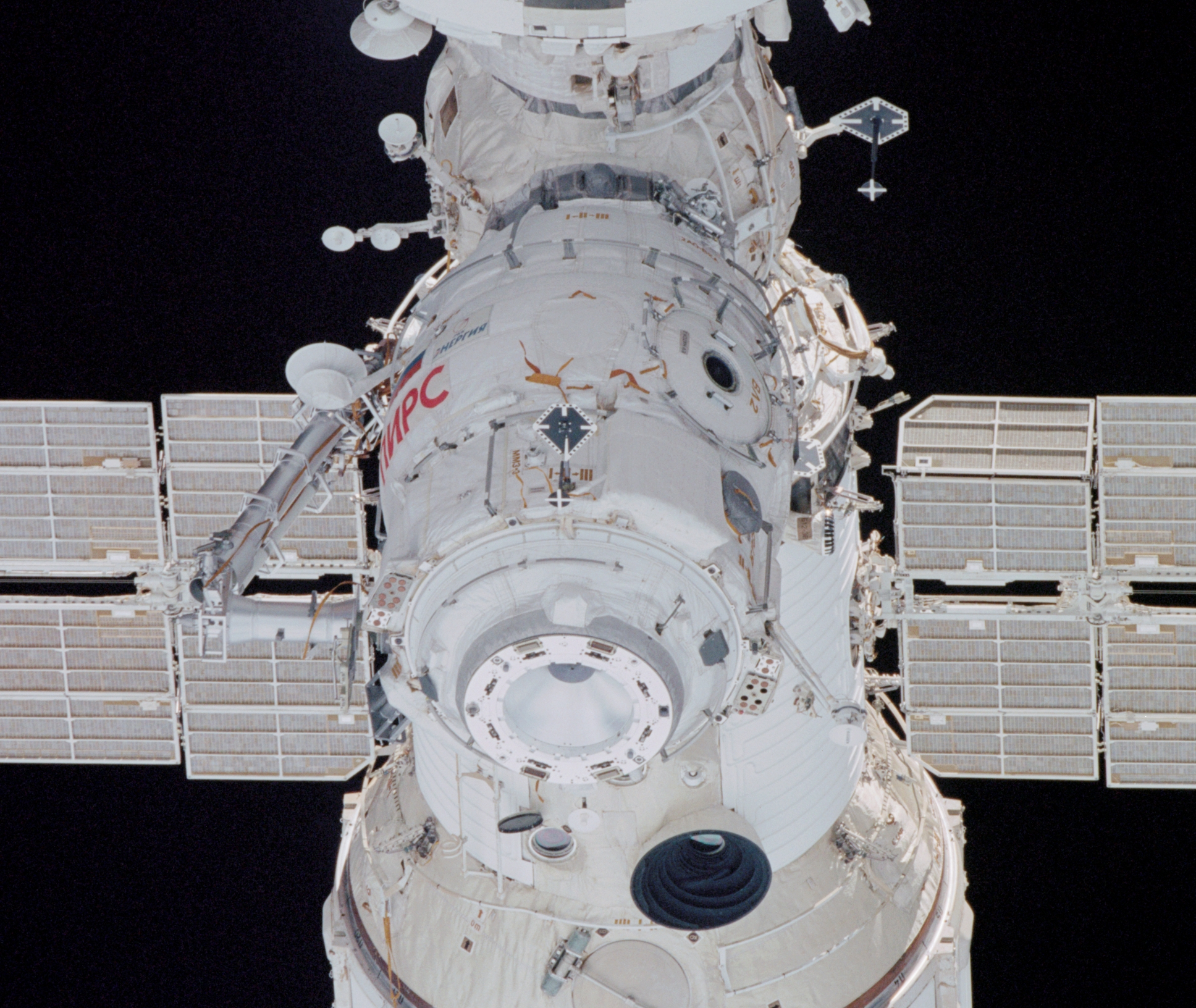
Cinque moduli della Stazione spaziale internazionale sono di fabbricazione russa

Le conquiste russe nel campo della tecnologia spaziale e l'esplorazione dello spazio sono riconducibili a Konstantin Ėduardovič Ciolkovskij, il padre teorico dell'astronautica. Le sue opere hanno ispirato i principali ingegneri dei razzi sovietici, come Sergej Korolëv, Valentin Gluško e molti altri che hanno contribuito al successo del programma spaziale sovietico dalle prime fasi della corsa allo spazio, nata sempre nell'ambito della guerra fredda.
Il 4 ottobre 1957 l'URSS lanciò il primo satellite artificiale in orbita intorno alla Terra, lo Sputnik 1, mentre nel 1961 il primo uomo a viaggiare nello spazio è stato Jurij Gagarin. Successivamente seguirono altri record sovietici nell'esplorazione spaziale, tra cui la prima passeggiata spaziale eseguita da Aleksej Leonov, 16 giugno 1963 Valentina Tereškova è la prima donna ad andare nello spazio, Luna 9 è stato il primo veicolo spaziale ad atterrare sulla Luna, Venera 7 il primo ad atterrare su un altro pianeta (Venere), Mars 3 il primo ad atterrare su Marte, il primo rover lunare Lunokhod 1 e le prime stazioni spaziali Saljut 1 e Mir.
Dopo il crollo dell'Unione Sovietica alcuni programmi finanziati dal governo, tra cui il Programma Buran, furono cancellati o ritardati, mentre la partecipazione dell'industria spaziale russa nelle attività commerciali e nella cooperazione internazionale risultò intensificata.
Il 21 gennaio 1992 venne lanciato Cosmos 2175, il primo satellite della Russia dopo la dissoluzione dell'URSS.
Oggi la Russia è il più grande lanciatore di satelliti. Dopo che il programma Space Shuttle conclusosi nel 2011 i razzi Sojuz divennero gli unici vettori in grado di trasportare gli uomini alla Stazione spaziale internazionale, fino al 30 Maggio 2020 quando avvenne il lancio della missione Demo 2 operata da SpaceX.

## Sport

### Calcio
Il Campionato russo di calcio nasce nel 1992 in seguito alla dissoluzione dell'Unione Sovietica.
La massima divisione del campionato di calcio russo è chiamata Prem'er-Liga, con squadre blasonate come lo Spartak Mosca o il Lokomotiv Mosca.
La Nazionale di calcio della Russia, soprannominata Медведи (Gli orsi) o Красная армия (Armata Rossa), è la rappresentativa di calcio della Russia, considerata sia dalla FIFA che dall'UEFA unica erede dell'Unione Sovietica. Attuale capocannoniere è Aleksandr Keržakov, con 30 reti. Tra i portieri spicca Rinat Dasaev, inserito nella lista FIFA 100.
Il paese ha ospitato i Mondiali del 2018.

### Pallavolo
La Nazionale di pallavolo femminile della Russia ha conseguito per due volte il titolo mondiale, nel 2006 e nel 2010.

### Formula 1
Nel 1913 e nel 1914 il gran premio si è disputato a San Pietroburgo. Dal 2014 il gran premio viene ospitato nell'Autodromo di Soči sempre dominato dalla Mercedes con Valtteri Bottas (nel 2017 e nel 2020), Nico Rosberg (nel 2016) e Lewis Hamilton (nel 2014, nel 2015, nel 2018 e nel 2019). Negli ultimi anni i piloti presenti nel circus sono Daniil Kvjat e Nikita Mazepin.

### Hockey su ghiaccio
Altro sport molto seguito è l'hockey su ghiaccio e le squadre russe partecipano al Kontinental Hockey League. La squadra con maggior numero di vittorie è attualmente la Ak Bars Kazan'.

### Giochi olimpici
Tra gli atleti russi più titolati ai Giochi olimpici moderni ricordiamo Aleksej Nemov, nella ginnastica artistica, con 12 medaglie, Alina Kabaeva oro nel concorso generale di Atene 2004, Evgenija Kanaeva l'unica ginnasta ad aver vinto due ori alle olimpiadi di Pechino 2008 e Londra 2012 nella ginnastica ritmica, Aleksandr Popov, nel nuoto, con 9 medaglie, Ljubov' Egorova, nello sci di fondo, e Dmitrij Sautin, nei tuffi, con 8 medaglie conquistate. E ancora la plurimedagliata ginnasta sovietica Larisa Latynina, oggi cittadina russa. Prima medaglia olimpica per la Russia è la medaglia d'argento vinta da Aleksandr Petrov, nella lotta greco-romana, ai Giochi olimpici di Londra 1908.
Ma il primo campione olimpico russo è Nikolaj Panin-Kolomenkin, nel pattinaggio di figura, a Londra 1908.
La Russia è stata padrona di casa delle olimpiadi estive nel 1980, che si sono tenute a Mosca (allora nell'Unione Sovietica) e di quelle invernali del 2014, tenutesi a Soči.